# Costantinopoli
Costantinopoli (in latino Cōnstantīnopolis; in greco antico: Κωνσταντῑνούπολις?, Kōnstantīnoúpolis;  in lingua turca ottomana Kostantîniyye, قسطنطينيه) è uno dei nomi e degli epiteti dell'odierna città di Istanbul, sulle rive del Bosforo, maggior centro urbano della Turchia. Il nome Costantinopoli fu tenuto dalla città nel periodo intercorrente tra la rifondazione a opera dell'imperatore romano Costantino I e la conquista da parte del sultano ottomano Maometto II, vale a dire dal 330 al 1453, ma rimase in uso fino al 1930.
Durante tale periodo la città fu una delle capitali dell'Impero romano (anni 330-395), capitale dell'Impero romano d'Oriente (anni 395-1204 e 1261-1453) e dell'Impero latino (anni 1204-1261). Il nome rimase comunque in uso anche durante l'Impero ottomano, quando era nota ufficialmente come Kostantîniyye (قسطنطينيه in lingua turca ottomana) fino
al 1930, quando il nome Istanbul in lingua turca venne ufficializzato e reso esclusivo dalle autorità turche.
Capitolò due volte: la prima durante il saccheggio dei crociati nel 1204 e la seconda quando fu definitivamente conquistata dagli ottomani nel 1453.

## Toponimi
Il nome Constantinupolis, che in greco significa "Città di Costantino", fu dato alla città in onore dell'imperatore romano Costantino I che la riedificò, ovvero rifondò l'antica Bisanzio (antica colonia greca) con rito etrusco, come nuova sede del potere imperiale, chiamandola Nova Roma. Il termine non entrò però mai nell'uso comune, preferendo gli abitanti della città e dell'impero romano riferirsi a essa come, appunto, alla città di Costantino.
La città fu chiamata, nel corso dei secoli, con molti altri nomi, a testimonianza della sua natura di ponte fra diverse culture e della sua storia vissuta a cavallo fra mondi diversi e come capitale di più imperi:
- Bisanzio o Byzantion (greco) o Byzantium (latino);
- Nuova Roma o Néa Rṓmē (greco) o Nova Roma (latino) o Rūmiyya al-Kubrā (arabo);
- Costantinopoli o Konstantinoupolis (greco) Constantinopolis (latino) Gostandnubolis (armeno) o Kostantîniyye (turco ottomano) o Qostantiniyye (arabo);
- La città o Polis (greco) o Istanbul (turco) o Stambul;
- Città dell'Islam o Islambol (turco ottomano);
- Città di Michele o Michaelgrad (slavo);
- Città dei Cesari o Zarigrad riferendosi alla figura del Basileus (slavo);
- Miklagard o Мikligarð cioè Città Fortificata o Grande Recinto (lingue norrene / variago).

Oltre a ciò ricevette epiteti, quali:
- La Città d'Oro
- La Regina delle Città
- La Città custodita da Dio
- La Città millenaria
- La Città degli Imperatori
- La Città delle Città

|  |  |

Istanbul divenne il nome ufficiale solo nel 1930, quando il toponimo d'origine greca-latina fu abolito ufficialmente da Atatürk in favore di quello turco che gli occidentali – nella forma di Stamboul – attribuivano invece alla sola parte sita sulla riva destra del Corno d'Oro.
Il nome Costantinopoli – Nuova Roma viene invece ancora oggi usato ufficialmente dalla Chiesa ortodossa. Nelle fonti medioevali norreno-islandesi è, infine, chiamata Miklagarður ("La grande città").

## Territorio
Quando l'imperatore Costantino I decise la costruzione di una nuova capitale per l'impero, il sito ideale venne individuato in quello di Bisanzio, al centro di eccellenti vie di comunicazione sia terrestri che marine verso i principali centri dell'impero, che dominava gli stretti strategici del Bosforo e dei Dardanelli e che, per la sua dislocazione tra due mari impossibili da presidiare contemporaneamente, era eccezionalmente sicura.
L'imperatore aveva avuto modo di conoscere la zona nell'anno 324, quando vi aveva combattuto e sconfitto il rivale Licinio, Augusto d'Oriente, nella battaglia di Crisopoli. Apprezzando la strategica posizione della città di Bisanzio, Costantino, da poco divenuto imperatore unico, decise di farne la nuova Roma.
L'opera colossale di ricostruzione vide un allargamento dell'area urbana da 200 a 700 ettari, la costruzione di nuove mura, di un nuovo porto nel Corno d'Oro e di un nuovo impianto urbano, con la creazione di nuovi edifici, templi, strutture pubbliche atti a fare della città la nuova Roma.

### L'antica Bisanzio greca e romana

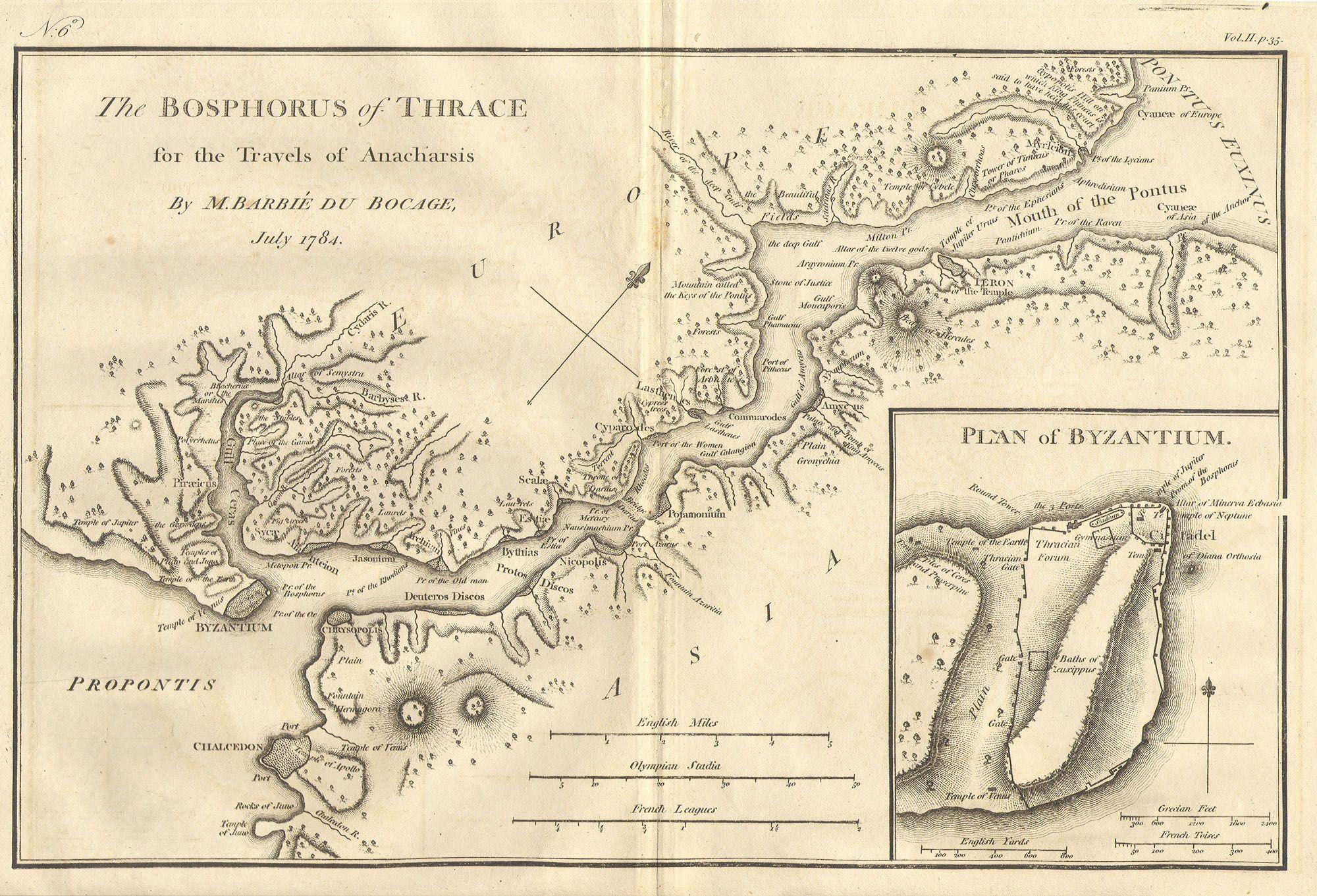
Mappa dell'antica città di Bisanzio, prima che diventasse Costantinopoli.

L'antica città greca venne fondata da coloni di Megara nel 667 a.C. e chiamata Byzantion (Βυζαντιον) in onore del re Byzas. La tradizione leggendaria vuole che il sito fosse stato scelto consultando l'Oracolo di Delfi, che consigliò di creare la nuova città facendo "l'opposto del cieco": il significato venne trovato ponendo la fondazione sulla riva opposta di Calcedonia, città greca sul Bosforo, che "ciecamente" non aveva colto l'opportunità di essere costruita sull'alto sperone su cui Byzas fondò la propria colonia.
La posizione particolarmente strategica dal punto di vista commerciale e geografico, ma periferico rispetto al mondo greco, permise alla città di prosperare economicamente, pur senza eccessivi coinvolgimenti nelle vicende politiche e militari del resto dell'universo ellenico. Entrata a fare parte dell'impero di Alessandro Magno, passò quindi nell'orbita del Regno di Pergamo, entrando assieme a questo nell'orbita romana grazie al testamento di Attalo III.
Nel corso della prima guerra mitridatica (86 a.C.) il nuovo console Flacco si recò in Asia, per resistere a Lucio Cornelio Silla e porre fine alla guerra contro Mitridate VI del Ponto. Gaio Flavio Fimbria accompagnò Flacco in questa spedizione. I rapporti tra Flacco e Fimbria degenerarono quando il primo, in occasione di un contrasto tra Fimbria e un questore in cui era stato chiamato a fare da arbitro, decise in favore del questore: Fimbria minacciò di tornare a Roma, e Flacco lo congedò dal servizio.

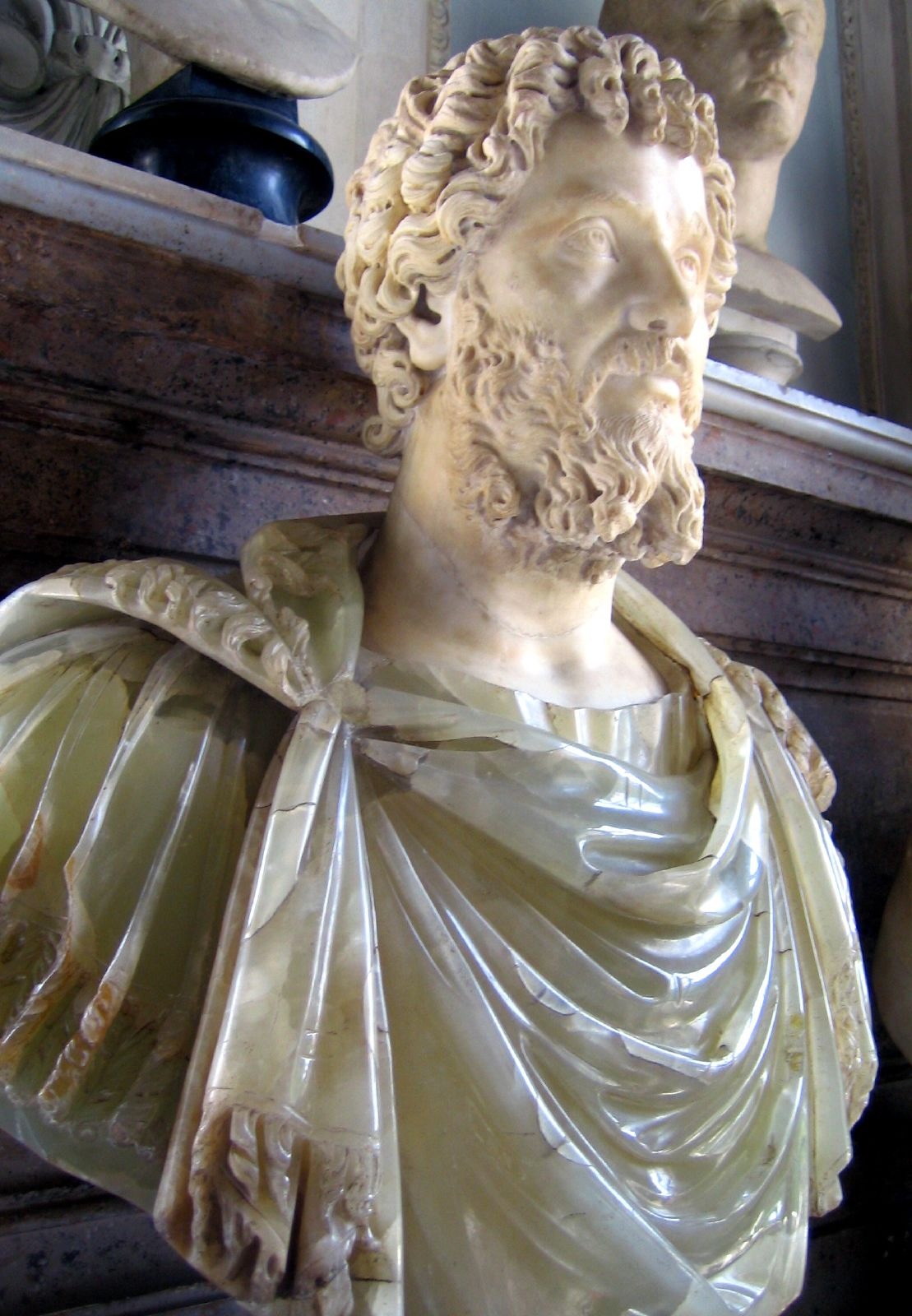
Busto di Settimio Severo, ricostruttore di Bisanzio nel 196 d.C.

Mentre Flacco era in viaggio via mare per Calcedonia Fimbria agitò le truppe presenti a Bisanzio e le convinse a ribellarsi a Flacco. Il console tornò a Bisanzio, con l'intenzione di punire il rivoltoso, ma fu costretto a fuggire dalla città e a rinchiudersi a Nicomedia. Questo non lo salvò: Fimbria lo fece prendere e decapitare, gettò la sua testa in mare e lasciò il corpo senza sepoltura.
La duratura pace che calò sulla città, vitale per le sue attività commerciali, non può certo essere oscurata da un episodio di tradimento che la vide schierata con Pescennio Nigro contro Settimio Severo. La città nella quale Nigro si era rifugiato dopo la cocente sconfitta navale subita nei pressi del Corno d'Oro fu assediata e distrutta per vendetta fra il 193 e il 195 d.C. per ordine di Settimio Severo, con l'ulteriore disposizione di passare i diritti di città alla vicina Perinto.
Grazie all'intercessione del figlio Caracalla, Bisanzio fu ricostruita (circa 196 d.C.) dallo stesso Settimio Severo, divenuto Imperatore anche sull'Oriente, ottenendo nuovamente gli antichi privilegi e la sua precedente prosperità grazie all'ampliamento a 200 ettari rispetto all'estensione precedente.
La Historia Augusta racconta che al tempo dell'Imperatore Gallieno (nel 262):
(Historia Augusta - Due Gallieni, 6.8-9.)
Poco dopo lo stesso Gallieno mosse contro i soldati che avevano compiuto un tale eccidio, e ne fece grande strage, come esempio per tutti coloro che si fossero macchiati di un simile delitto.

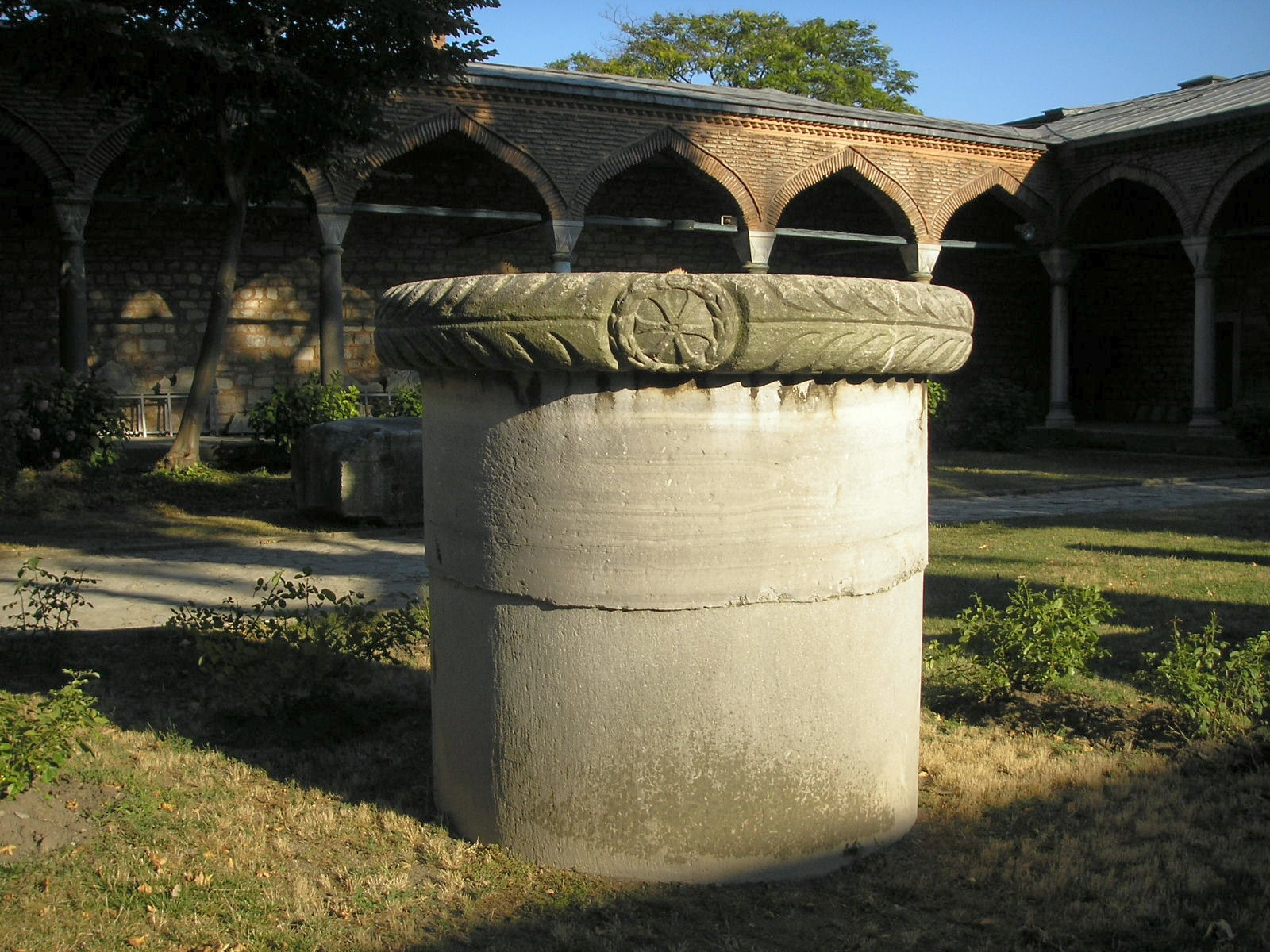
Capitello bizantino esposto dov'era antica acropoli di Bisanzio, nel secondo cortile dell'odierno palazzo del Topkapi.
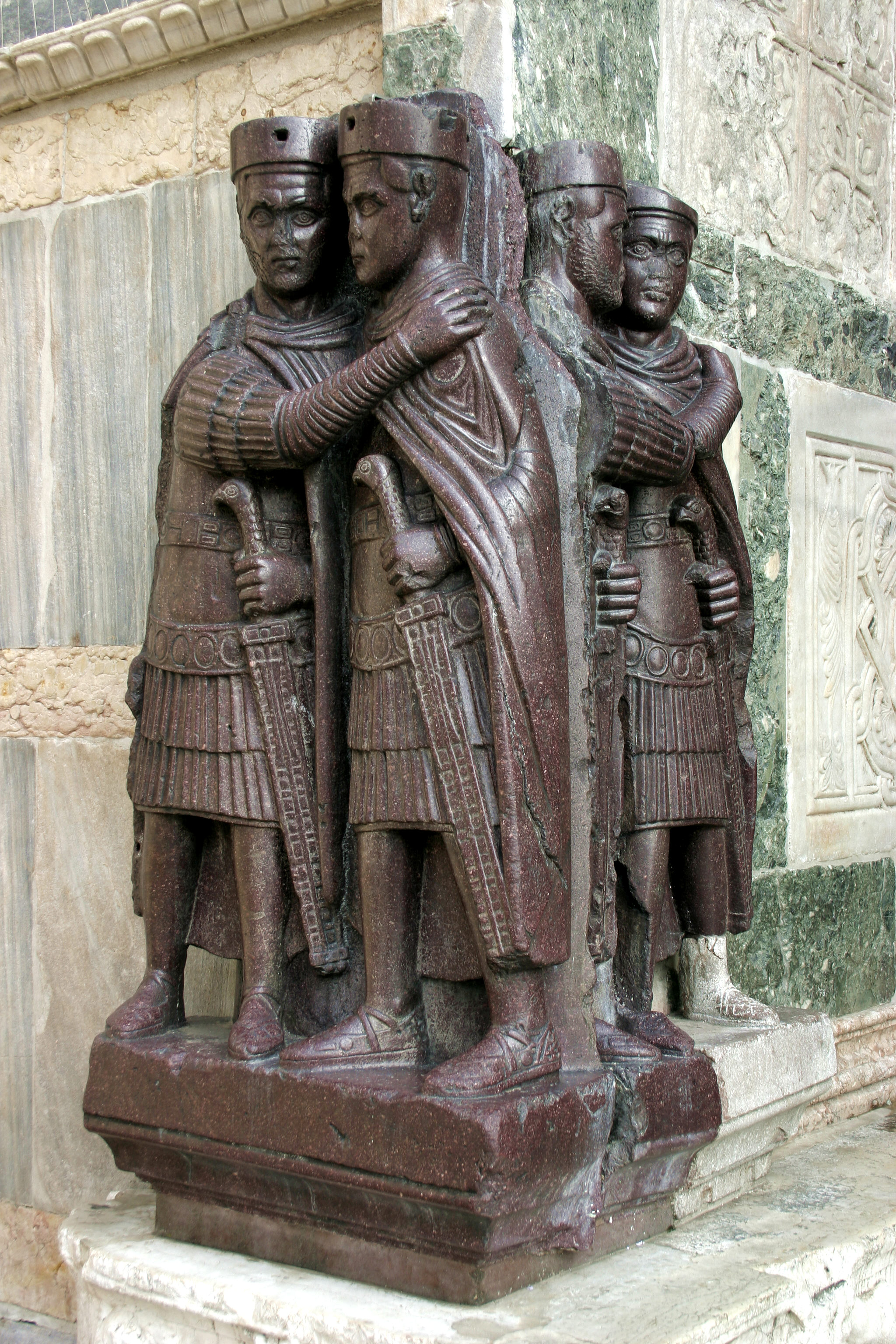
Il monumento ai Tetrarchi faceva parte di due colonne onorarie in porfido e si trovava a Costantinopoli, assieme a un più vasto gruppo statuario, nella piazza monumentale nota come Philadelphion. Venne quindi saccheggiato nel 1204 dai Veneziani della quarta crociata.

## Storia

### Fondazione di Costantinopoli – Nuova Roma (330)

#### La cerimonia di fondazione

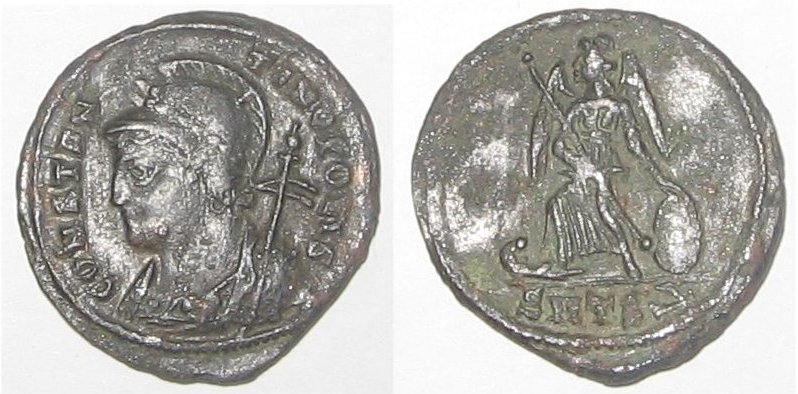
Moneta di Costantino I, coniata per celebrare la nuova capitale.

L'atto ufficiale di fondazione della nuova capitale si tenne l'11 maggio 330 d.C. L'evento vide l'esplicazione di un complesso cerimoniale di origini latine e pagane atto a ripercorrere la nascita di Roma e ad assicurare la prosperità alla nuova città.
La tradizione vuole che fosse lo stesso Costantino, Pontifex Maximus, a tracciare con la propria lancia il perimetro sacro delle mura, il pomerium, assegnando alla città lo stesso nome sacrale di Roma, probabilmente Flora, e battezzandola ufficialmente Nova Roma.
Nella nuova capitale venne forse trasportato anche il Palladio, la statua già protettrice di Troia e poi di Roma, tradizionalmente portatavi da Enea, che venne seppellita al centro del foro della nuova città, sotto la Colonna di Costantino. Vennero individuate sette alture a ricalcare i sette colli dell'antica capitale e la città venne divisa come Roma in quattordici regiones. Come per Roma venne posto un cippo per indicare il centro dell'Impero, la prima pietra miliare da cui misurare tutte le distanze, il Milion. Il grandioso complesso dei Palazzi Imperiali venne eretto all'estremità della penisola, accanto al grande circo e al foro dell'Augustaion, ricalcando il modello romano del Foro-Palatino-Circo Massimo. Nel foro venne edificata l'aula destinata al Senato. Il nuovo elemento venne introdotto dalla presenza di una chiesa, la basilica di Santa Sofia, cioè della Divina Sapienza, mentre non fu costruito alcun Colosseo poiché gli spettacoli tra gladiatori erano considerati contrari alla mentalità cristiana.
In ossequio invece alla tradizionale leggenda riguardante la fondazione della vecchia Bisanzio, vennero traslati dal santuario di Delfi, il massimo centro religioso greco, la bronzea colonna serpentiforme, dedicata a Pitone e ad Apollo, che venne posta nella spina del grande ippodromo, assieme al tripode celebrativo della vittoria greca nella battaglia di Platea e all'Ercole di Lisippo, simbolo di forza.

#### Il trasferimento della capitale
Sebbene l'Imperatore continuasse a risiedere nella vicina Nicomedia, la città di Costantino, nella quale i lavori procedevano febbrilmente divenne dunque nuova capitale dell'Impero romano, assieme alla vecchia Roma. E speciali monete commemorative vennero coniate per celebrare l'evento.
La nuova città si distingueva però dalla vecchia capitale per la mancanza di molte delle antiche cariche repubblicane che distinguevano il governo di Roma. Non vi erano né pretori, né tribuni o questori. Gli stessi senatori, portavano il titolo di clarus ("illustre"), al posto del romano clarissimus ("illustrissimo").
La classe senatoria era costituita dai numerosi patrizi trasferiti da Roma alla nuova città, anche sull'onda delle numerose elargizioni promesse da Costantino, che cercava di stimolare l'edilizia privata garantendo donativi di terre tratte tra i possedimenti del demanio imperiale nelle provincie Asiana e Pontica.
Allo stesso modo, per incentivare la crescita della popolazione urbana, il 18 maggio 332 egli annunciò l'inizio di pubbliche distribuzioni di grano ai cittadini, allo stesso modo di quanto da secoli accadeva a Roma con la plebe. Sembra che all'epoca si arrivasse all'elargizione di 80.000 razioni quotidiane attraverso una rete di 117 punti di distribuzione.
Alla morte di Costantino, nel 337, molto era ancora in costruzione, anche se già da tre anni le strutture principali erano in funzione e si contavano ormai novantamila abitanti.

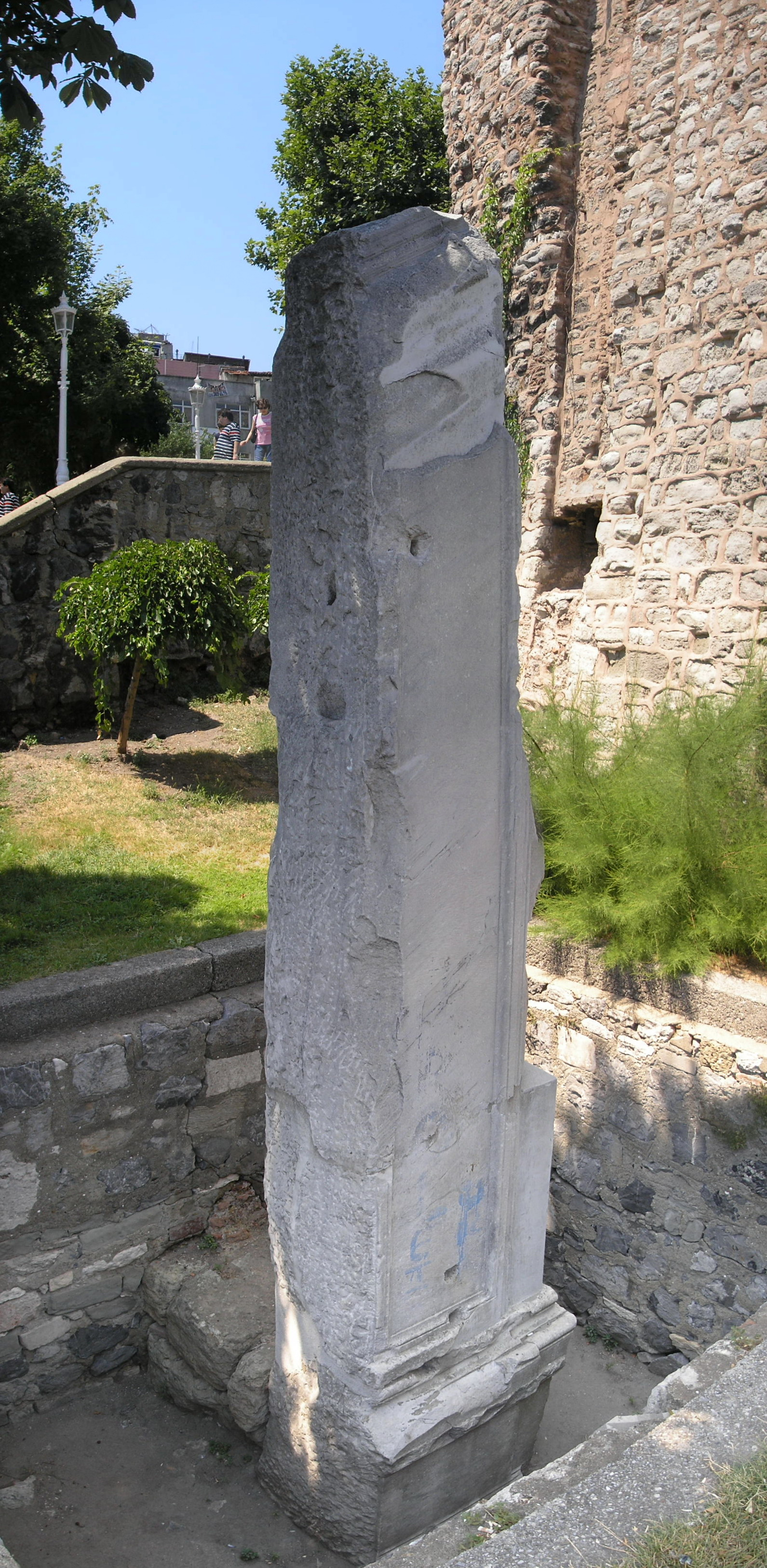
Frammento del Milion, monumento miliario dell'Impero.
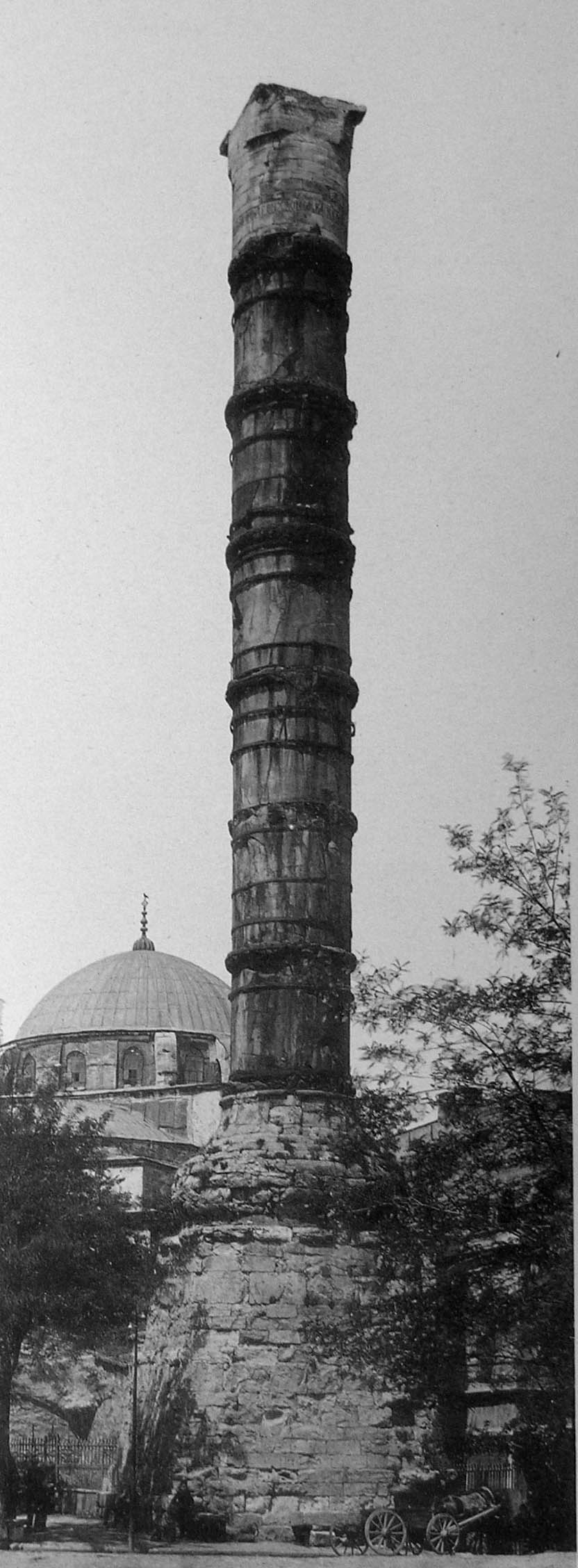
La colonna di Costantino, nel foro omonimo.
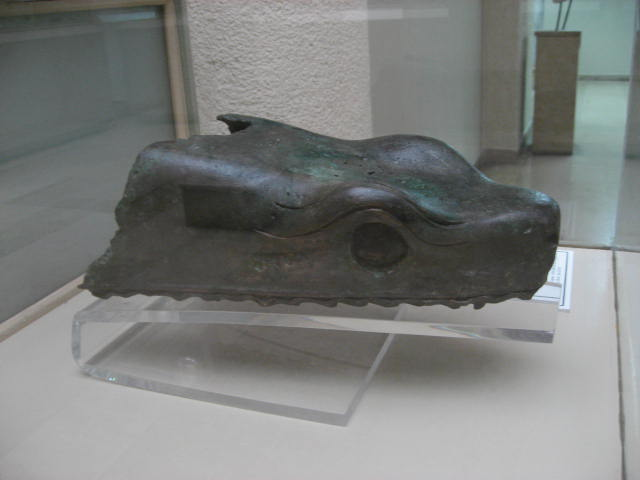
Testa della colonna serpentina.
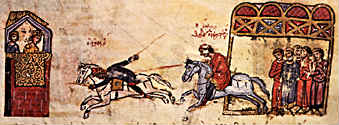
Ippodromo di Costantinopoli.
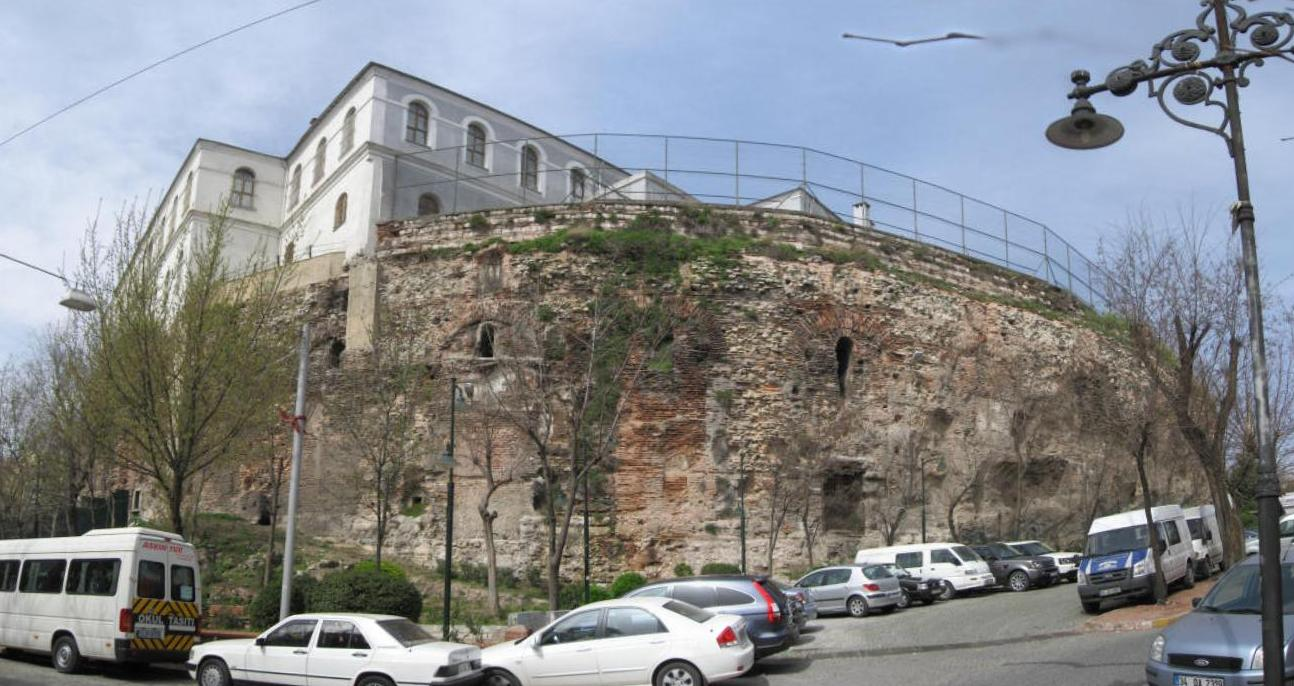
Le sostruzioni dell'Ippodromo di Costantinopoli.
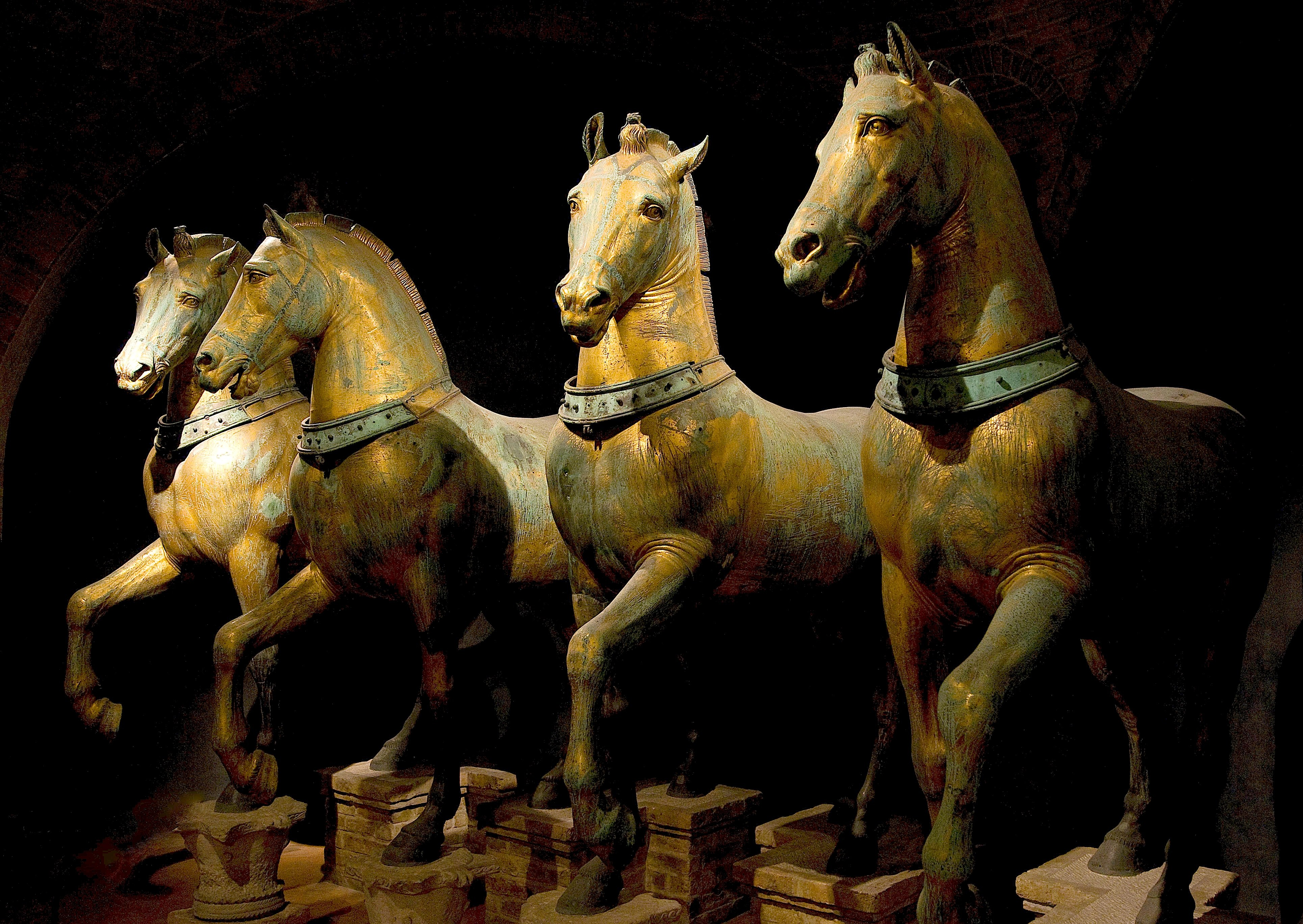
I cavalli di San Marco (oggi a Venezia), in origine nell'Ippodromo di Costantinopoli. Unico esempio di quadriga romana o ellenistica a noi pervenuta.

### La Costantinopoliromana(337-395)

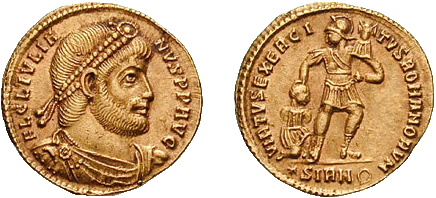
Solidus di Giuliano.

Divenuta capitale, Costantinopoli fu sede di un Praefectus urbi, al pari di Roma: il primo conosciuto è Onorato (359-361). Il 15 febbraio 360 venne finalmente inaugurata dal successore di Costantino, Costanzo II, la cattedrale di Santa Sofia, alla presenza del vescovo di Costantinopoli Eudossio.
Sotto gli altri imperatori della dinastia costantiniana la città continuò a crescere e a prosperare. L'ultimo esponente della dinastia, Giuliano, detto dai cristiani l'Apostata, lasciò alla città un nuovo grande porto, realizzato sul lato meridionale e affacciato sul Mar di Marmara. Sul piano politico, l'Imperatore tentò di limitare il crescente sviluppo del Cristianesimo e restaurare l'antica religione romana e i culti pagani, restaurando i templi ed edificandone di nuovi. La sua morte, nel 363, segnò però la fine della rinascita pagana.
L'imperatore Valente costruì a Costantinopoli il nuovo palazzo extraurbano di Hebdomon, sulle rive della Propontide, nei pressi del Corno d'Oro, che divenne il luogo di acclamazione degli imperatori militari. L'imperatore provvide anche all'approvvigionamento idrico della città con la costruzione dell'Acquedotto di Valente. Dopo la scioccante sconfitta dell'Imperatore nella battaglia di Adrianopoli, nel 378 contro i Goti, la città si sentì per la prima volta vulnerabile alle invasioni dei Barbari, che avrebbero in futuro devastato l'Impero. Nel 381 la diocesi urbana, venne innalzata al rango di Patriarcato di Costantinopoli, nel corso del primo concilio costantinopolitano.

#### Teodosio
Il regno di Teodosio fu cruciale per la storia di Costantinopoli. L'imperatore svolse importanti opere edilizie, realizzando una colonna commemorativa nel Foro Boario, la Colonna di Teodosio, trasformando il vecchio tempio di Afrodite nella nuova sede prefettizia e soprattutto creando l'importante Monastero di San Giovanni di Studion, futuro cuore della cristianità ortodossa.

Soprattutto, però, Teodosio trasformò radicalmente l'Impero, trasformandolo in una teocrazia e rendendolo ufficialmente cristiano, con l'Editto di Tessalonica del 380, e gettando quindi le basi del futuro mondo cristiano-bizantino.

Alla morte dell'Imperatore, il 17 gennaio 395, le esequie si svolsero, così, seguendo per la prima volta il rito cristiano, venendo celebrate a Milano dal vescovo Ambrogio, il 27 febbraio. L'8 novembre la salma venne definitivamente tumulata nella basilica dei Santi Apostoli di Costantinopoli.

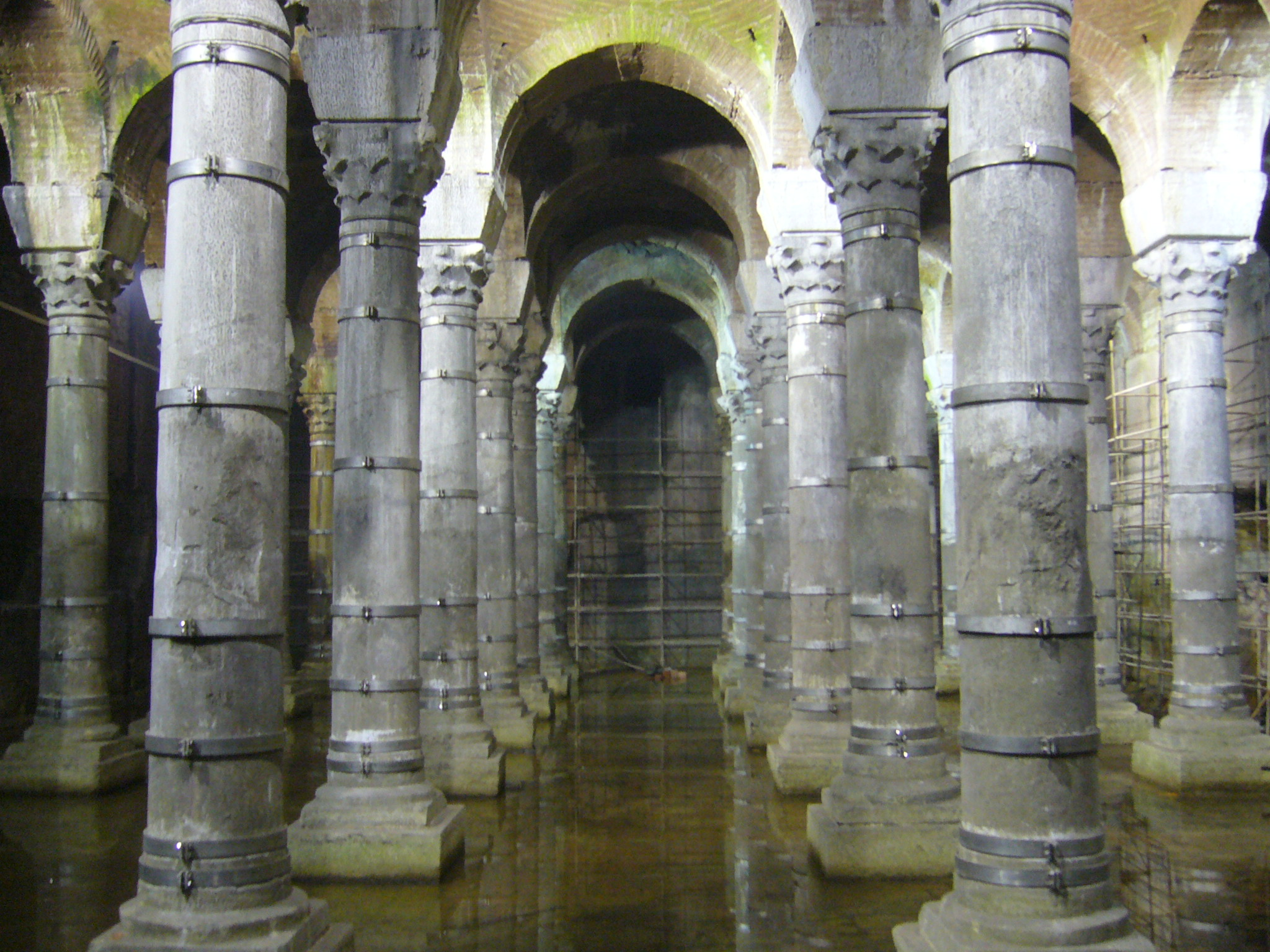
Interno della cisterna di Teodosio.
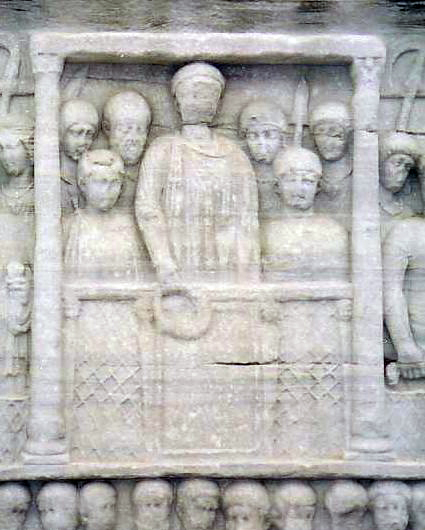
Raffigurazione di Teodosio sul basamento dell'obelisco a lui dedicato nell'Ippodromo.

### La Costantinopoliromana d'Oriente

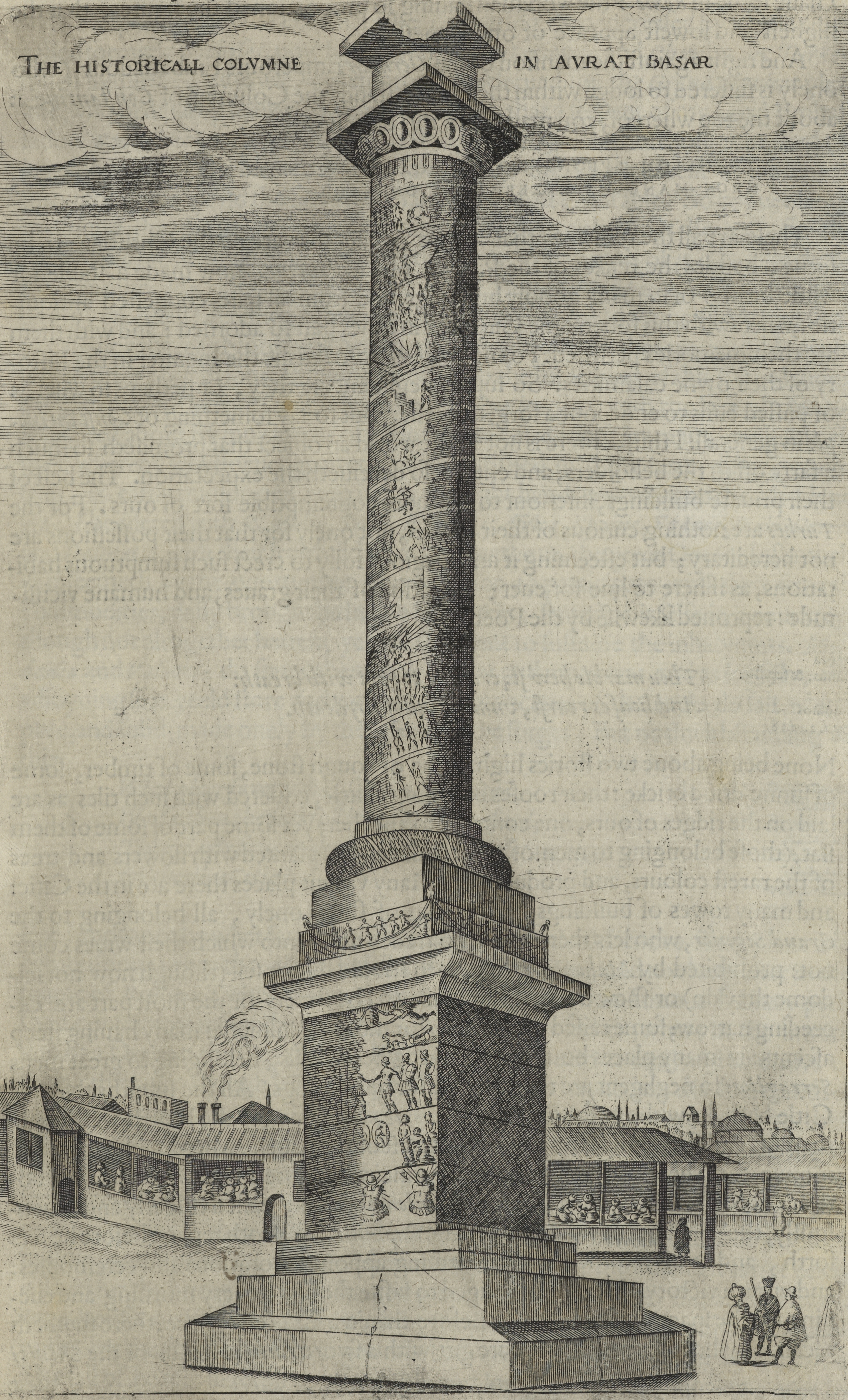
Colonna di Arcadio, 1610.

Alla morte di Teodosio, l'Impero venne definitivamente diviso nelle due metà: Impero Romano d'Occidente, con capitale prima Milano poi Ravenna, e Impero Romano d'Oriente, con capitale Costantinopoli. Il nuovo giovane Imperatore d'Oriente, Arcadio, protetto prima dal prefetto Flavio Rufino, poi da Eutropio, realizzò in città un nuovo foro, il Foro di Arcadio, lungo la via Mese, avviando la costruzione delle nuove mura.
Durante il regno del successore, Teodosio II, venne portata a termine la cerchia muraria, che da lui venne detta Teodosiana.

Lo stesso Teodosio II riedificò Santa Sofia, distrutta in un incendio e riconsacrata nel 415, e costruì il primo nucleo dell'Università di Costantinopoli, inaugurato il 27 febbraio 425 nei pressi del Foro Boario.

La minaccia costituita dagli Unni per la sicurezza della capitale spinse al contempo l'imperatore a prevenire un attacco attraverso il pagamento di un tributo annuale. Tuttavia, nel 441 il nuovo re unno Attila sconfisse l'esercito romano in Tracia, effettuando poi una nuova invasione nel 447. In quello stesso anno un tremendo terremoto devastò la città, ma le mura furono riparate per opera del prefetto del pretorio d'Oriente, Costantino, impedendo così agli Unni di poterne approfittare per espugnare la città.
Il successore di Teodosio II, Marciano decise nel 450 di sospendere il pagamento del tributo ad Attila, che mosse quindi all'invasione dell'Occidente.

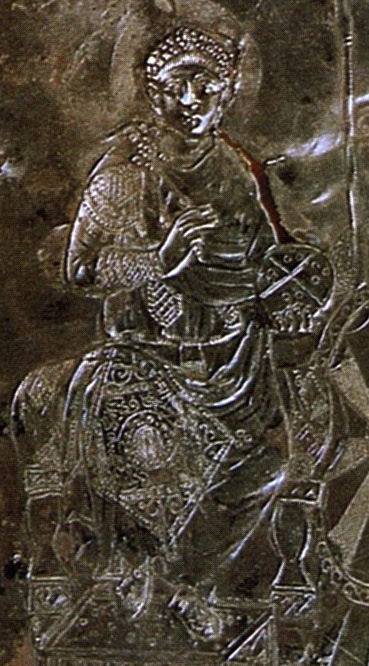
Raffigurazione dell'Imperatore d'Oriente Arcadio, nel missorio di Teodosio.

### La Costantinopolibizantina
Nel 476 la deposizione dell'ultimo imperatore d'Occidente Romolo Augusto pose fine per sempre alla diarchia tra le due "Rome". L'imperatore Zenone ricevette da Odoacre le insegne imperiali d'Occidente, rimanendo così l'unico imperatore romano.

Sebbene Costantinopoli continuasse sempre a sentirsi e definirsi romana, così come i suoi abitanti, che si definivano appunto Romei, dal momento della caduta dell'Occidente, la città e il suo impero seguirono uno sviluppo sempre più autonomo da quello dell'occidente latino, assumendo caratteri sempre più peculiari e marcatamente greci e "orientali", che vengono comunemente definiti come bizantini, dall'antico nome della città greca.

#### Giustiniano
L'imperatore Giustiniano, salito al trono nel 527, fu un sovrano che avrebbe lasciato a lungo impresso il proprio marchio sulla città di Costantinopoli e sull'Impero bizantino. Promosse grandi opere ed ebbe la tenacia e la buona sorte di vedere realizzati gran parte dei suoi progetti, sia in ambito politico-militare, sia negli ambiti religioso, giuridico e architettonico.

Le grandi imprese architettoniche per lui, secondo lo storico coevo Procopio di Cesarea, rivestivano la stessa importanza della riconquista della parte occidentale dell'impero, della restaurazione dell'ortodossia religiosa e della codificazione del diritto. La sua politica universale trovò un valido strumento di propaganda nelle grandi opere che abbellirono Costantinopoli.
Il malcontento per alcuni aspetti delle riforme giudiziarie introdotte dal suo Corpus Iuris Civilis, la diffusione del monofisismo, le lotte politiche che coinvolgevano l'imperatore e gli eredi di Anastasio I, congiuntamente al crescente potere acquisito sin dagli inizi del suo regno dai demoi degli Azzurri e dei Verdi, i due partiti politici espressi dalle tifoserie dell'Ippodromo, si condensarono in una miscela esplosiva l'11 gennaio 532, quando nel circo esplose la famosa rivolta di Nika, in breve estesasi all'intera città. Sei giorni di devastazioni colpirono Costantinopoli, fino a che la rivolta venne brutalmente repressa nel sangue dai generali Mundo e Belisario (Narsete ebbe anch'egli un ruolo dividendo le due fazioni corrompendole con il denaro).

Al termine della rivolta il danno più evidente era la distruzione della basilica di Santa Sofia, della quale l'imperatore ordinò l'immediata ricostruzione, con massicci lavori di ampliamento che terminarono solo con la consacrazione del 27 novembre 537.
Giustiniano fece ricostruire la chiesa dei Santi Apostoli e edificare la Santa Irene e quella dei Santi Sergio e Bacco, nella quale, sebbene trasformata in moschea, restano dei pregevoli capitelli e architravi decorati con un fitto traforo a elementi vegetali (VI secolo).

Con questa serie di opere le costruzioni a pianta centrale divennero dominanti e influenzarono l'arte bizantina nei secoli avvenire, tanto che ancora oggi una tipica chiesa ortodossa è a croce greca ("greca" appunto perché tipica dell'Impero romano d'Oriente). Gli edifici a pianta centrale con Giustiniano per la prima volta trovano una scala monumentale con grandiose dimensioni unite allo splendore dei materiale e alla profusione di decorazioni fastose.
Nel 541-542 il regno di Giustiniano venne segnato da un'altra calamità: la città e l'impero vennero devastati da una violenta epidemia di peste bubbonica. Pochi anni dopo l'imperatore presiedette un nuovo concilio a Costantinopoli.

Nel 553 e 557 due terremoti arrecarono gravi danni alla struttura della nuova Santa Sofia, la cui cupola cedette il 7 maggio 558 in occasione di nuove scosse. La chiesa venne riaperta al culto solo nel 563.

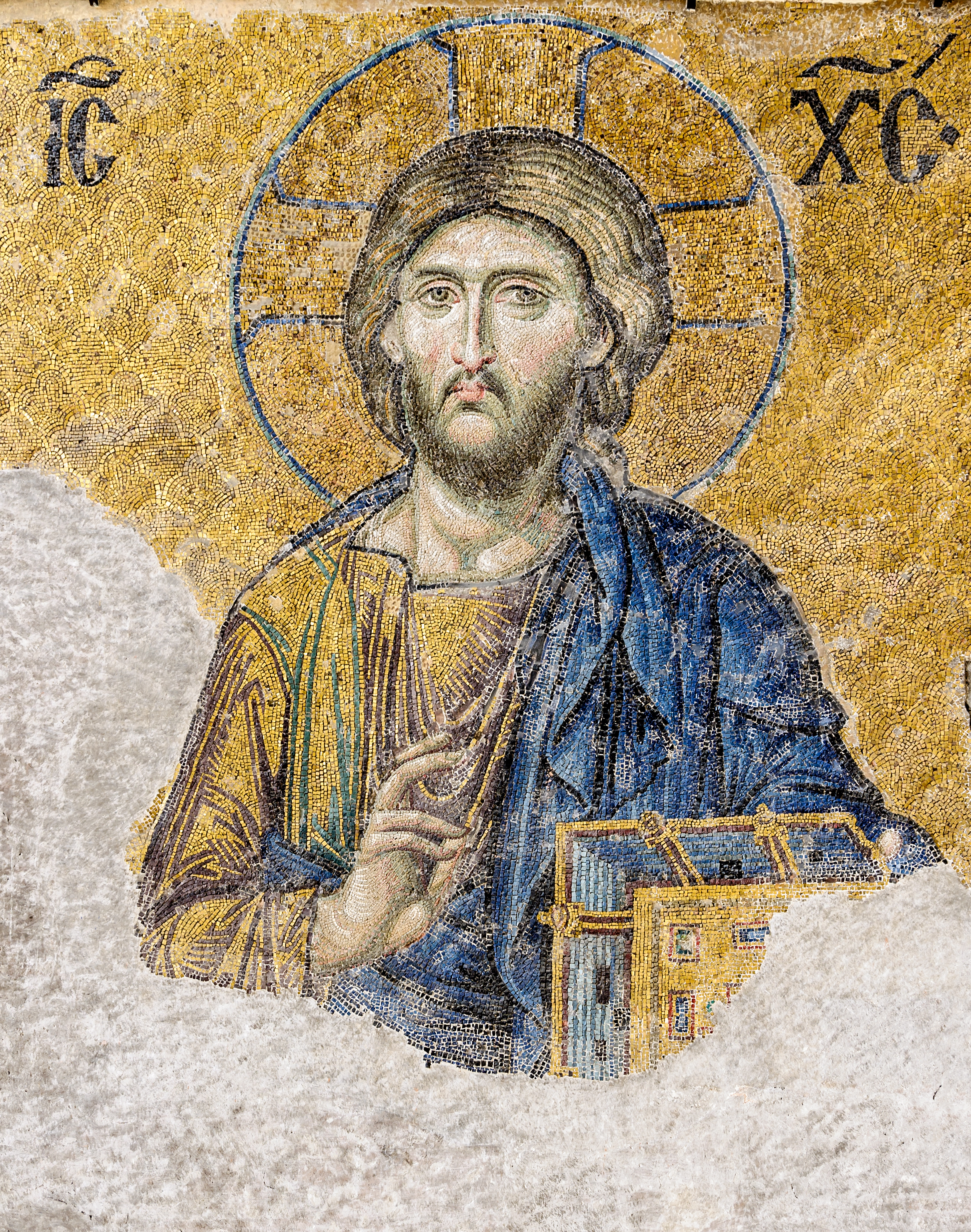
Mosaico raffigurante Cristo all'interno della basilica di Santa Sofia.
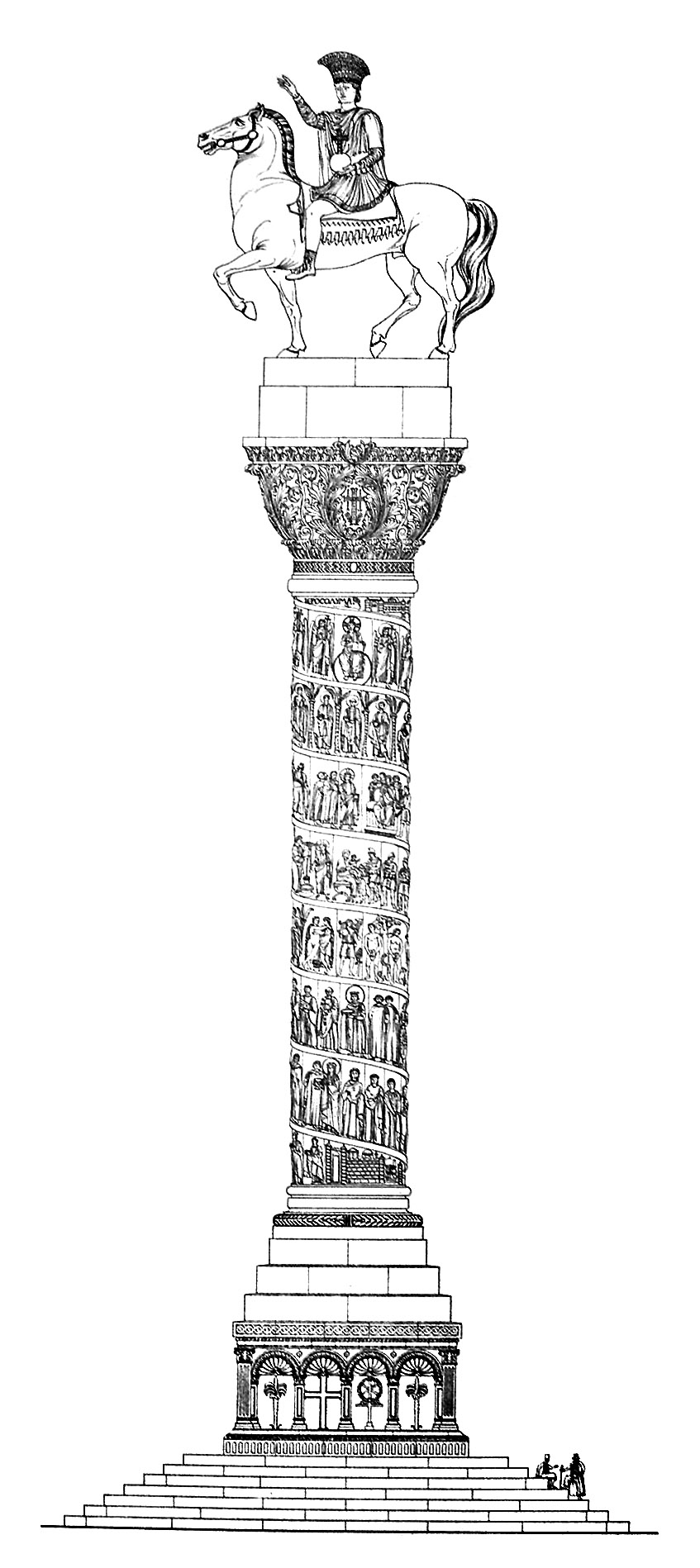
La colonna di Giustiniano, eretta nell'Augustaion per celebrare il trionfo dell'Imperatore.
Pianta della chiesa dei Santi Sergio e Bacco, eretta da Giustiniano I.
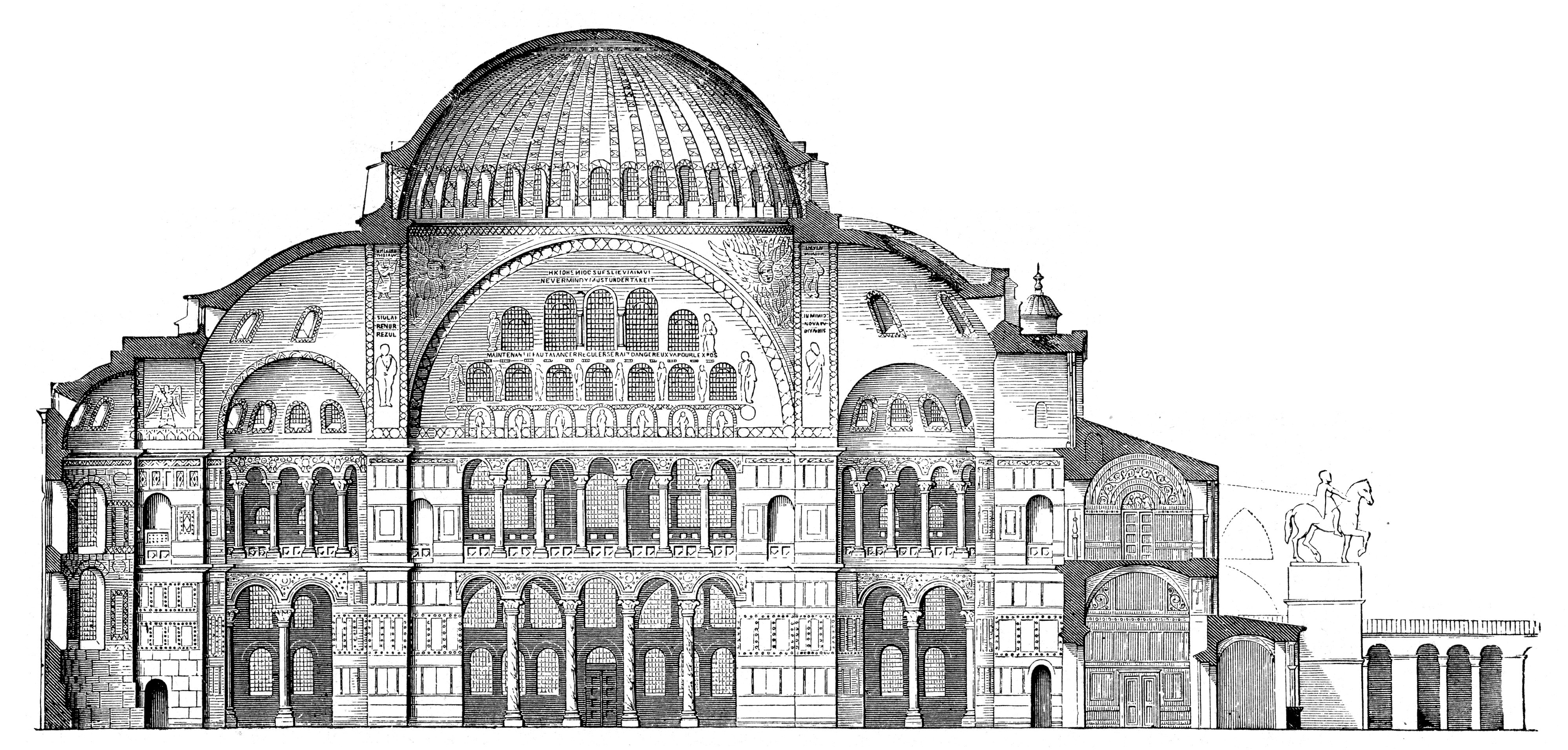
Sezione della nuova basilica di Santa Sofia eretta da Giustiniano.
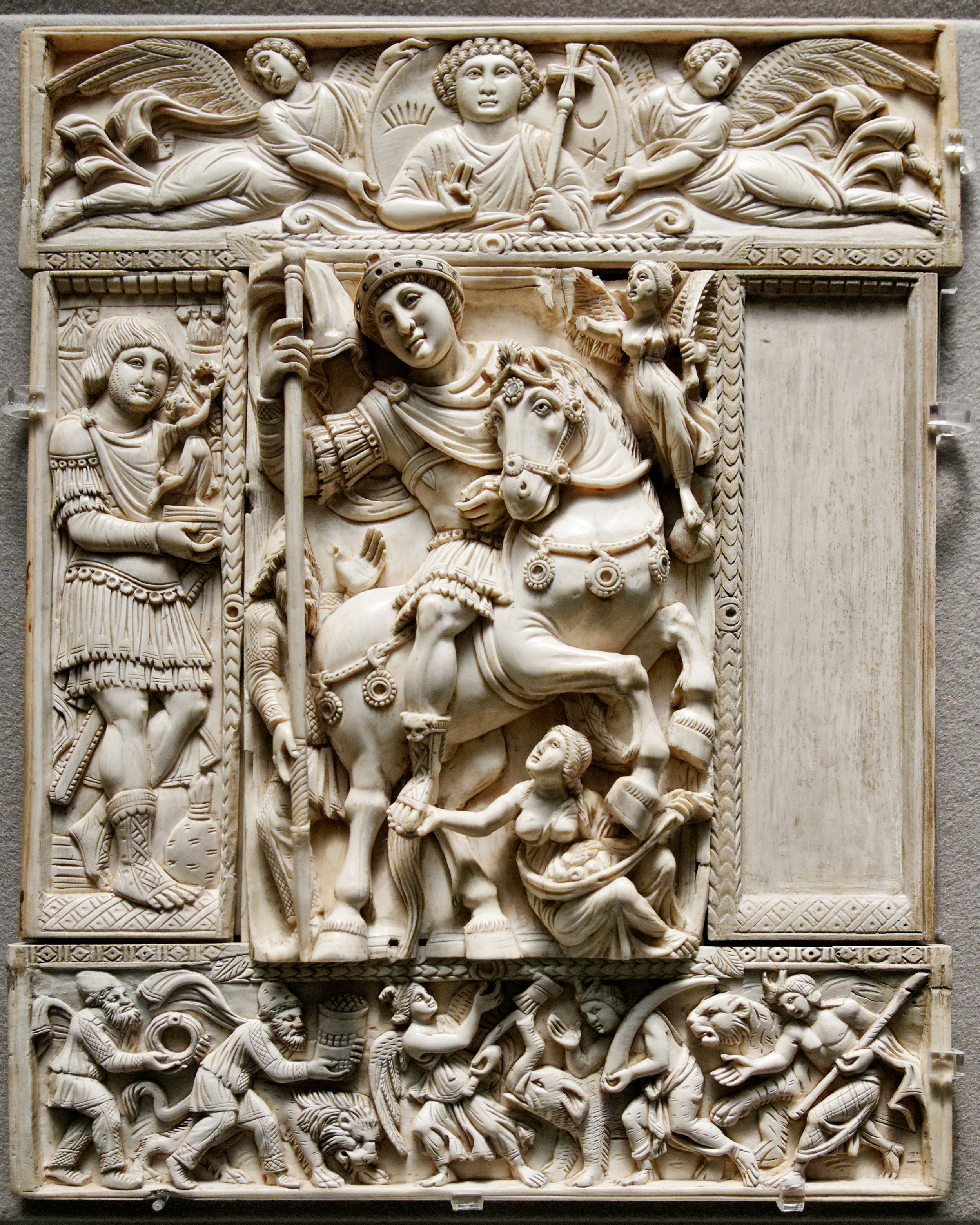
Avorio Barberini della prima metà del VI secolo, attribuita a una bottega imperiale di Costantinopoli, dove l'imperatore raffigurato viene identificato con Anastasio I Dicoro o, più probabilmente, con Giustiniano I.

#### Eraclio e la dinastia eracliana

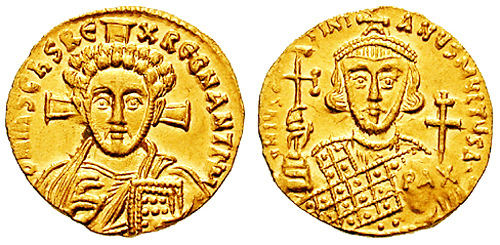
Solidus di Giustiniano II Rinotmeto.

Eraclio prese il potere il 3 ottobre 610, dopo avere assediato Costantinopoli e rovesciato, con l'aiuto della popolazione, l'impopolare predecessore Foca, giustiziato il 5 ottobre. Il nuovo sovrano riformò l'organizzazione dell'Impero, imponendo l'uso del greco nella Cancelleria imperiale e riformando la stessa titolatura imperiale, con l'introduzione del titolo di Basileus.
Presto l'Imperatore dovette fronteggiare l'invasione dell'impero da parte delle armate di Cosroe II. Nel luglio 626 i persiani, appoggiati da slavi, bulgari e gepidi, posero l'assedio a Costantinopoli. Il 10 agosto 626, alla guida del patriarca Sergio I, le truppe persiane vennero sconfitte ponendo fine all'assedio. In questa occasione per la prima volta venne innalzato l'inno Akathistos quale ringraziamento alla Vergine Theotokos, il cui tempio alle Blacherne era rimasto miracolosamente intatto.
Il 14 settembre 628 l'imperatore celebrò il trionfo per la conquista di Gerusalemme. Alla fine del regno di Eraclio, però, Gerusalemme era nuovamente perduta, questa volta in favore degli arabi, mentre l'impero e la stessa Costantinopoli erano scosse dalle controversie monotelite provocate dagli editti Ekthesis (638) e Typos (649, quest'ultimo promulgato da Costante II).
Gli arabi giunsero ad assediare Costantinopoli durante il regno di Costantino IV, che indisse nel 680 un concilio di condanna del monotelismo. Un nuovo concilio si tenne nel 692 presso la sala del Trullo del Gran Palazzo.
L'ultimo discendente della dinastia di Eraclio, Giustiniano II Rinotmeto, fu famoso per il bagno di sangue che riversò tra il 704 e il 711 sulla città, durante il suo secondo regno. Deposto infatti una prima volta nel 695 da Leonzio, riuscì a riprendere il potere nove anni dopo, presentandosi sotto le mura di Costantinopoli a fianco di un'armata di bulgari e lasciandosi poi andare a una campagna di vendette e massacri che fece rabbrividire la città e l'impero, fino alla sua seconda e definitiva deposizione, a opera di Filippico. La testa mozzata di Giustiniano venne esposta al nuovo imperatore, mentre il figlio ed erede Tiberio IV veniva massacrato sull'altare di Santa Maria delle Blacherne.

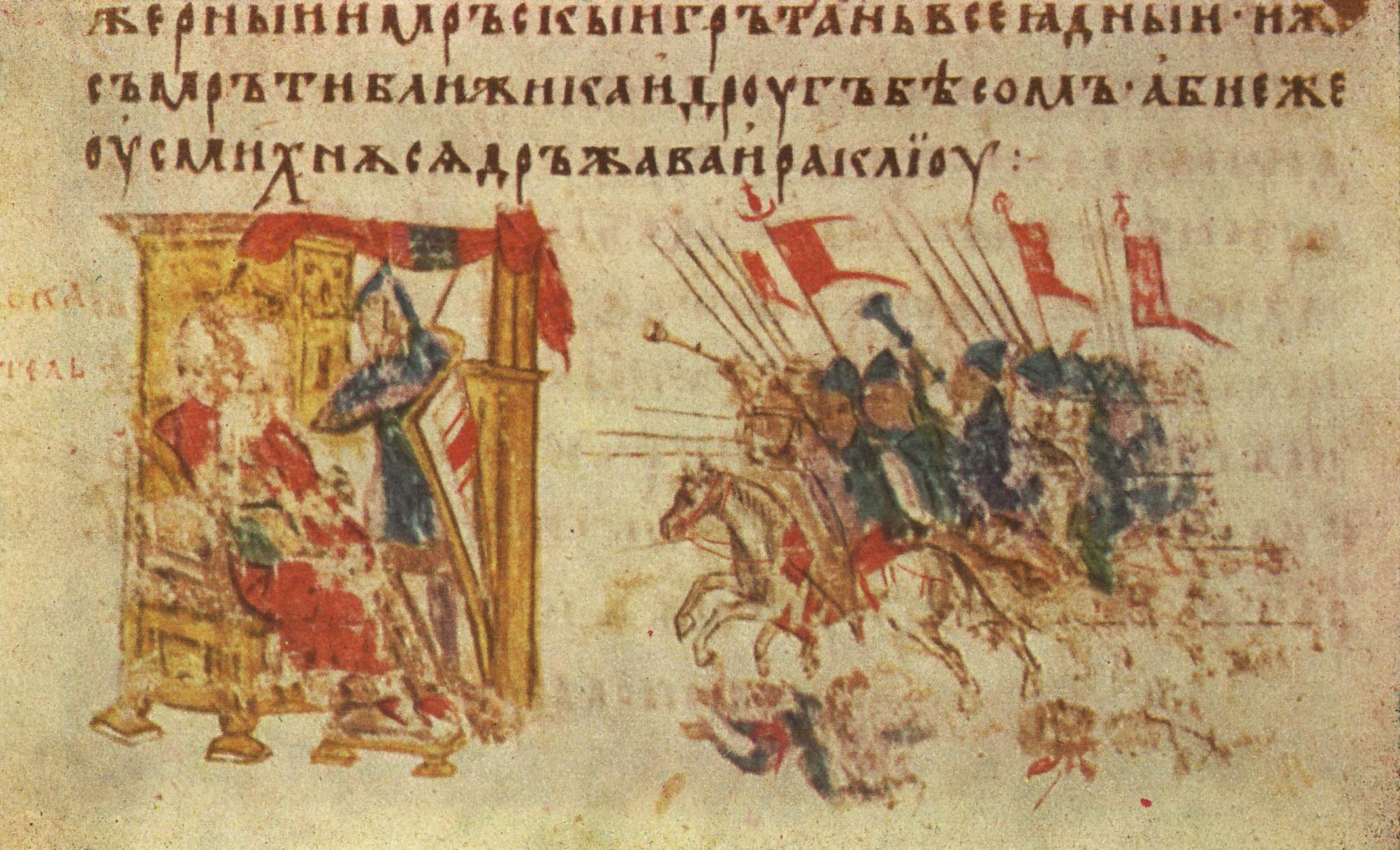
Rappresentazione della deposizione di Foca, che portò sul trono Eraclio I.
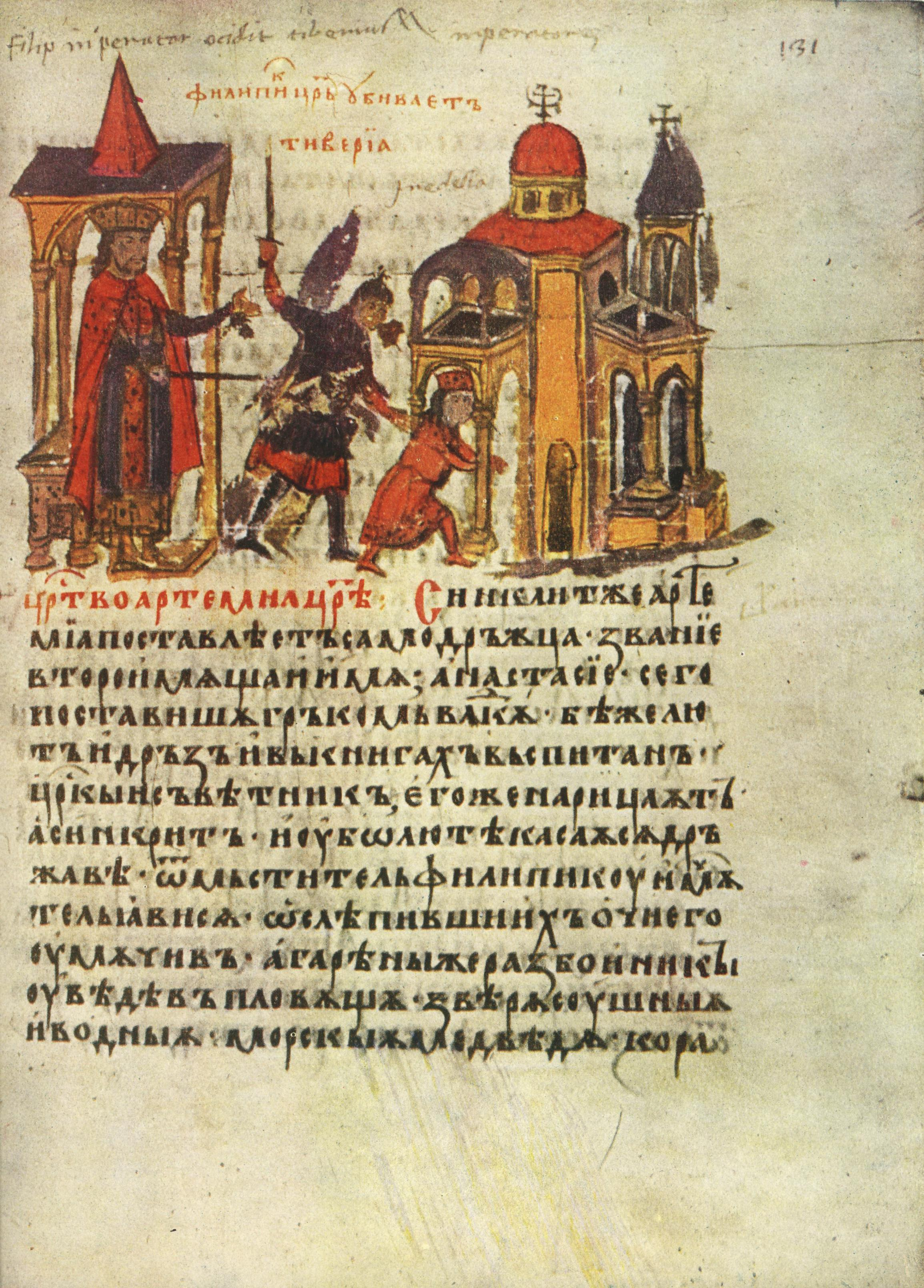
Filippico che ordina la morte nella chiesa delle Blacherne di Tiberio IV, figlio e co-imperatore di Giustiniano II.

#### Il periodo iconoclasta

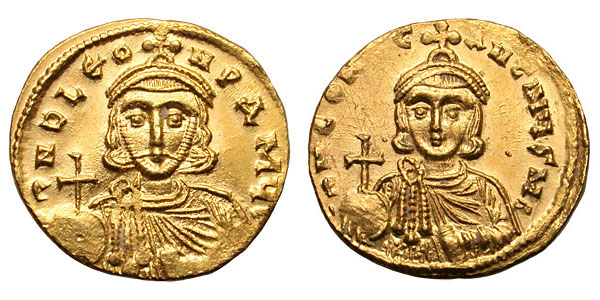
Solidus di Leone III Isaurico, imperatore iconoclasta.

La seconda metà dell'VIII secolo e la prima del IX furono caratterizzati dalle lotte iconoclaste avviate da Leone III l'Isaurico con il decreto del 730 contro le immagini. L'imperatore ordinò come primo atto la distruzione della venerata immagine del Cristo sulla porta della Chalke nel Palazzo Imperiale, ma venne fermato dalla ribellione dei cittadini di Costantinopoli.
Nel 754 il Concilio di Hieria convocato da Costantino V nel Palazzo di Hieria, sul lato asiatico del Bosforo, diede il crisma ecclesiastico alla politica iconoclasta.
Il secondo Concilio di Nicea ristabilì il culto delle immagini nel 787, ma solo verso l'843 l'iconodulia poté dirsi pienamente ripristinata.

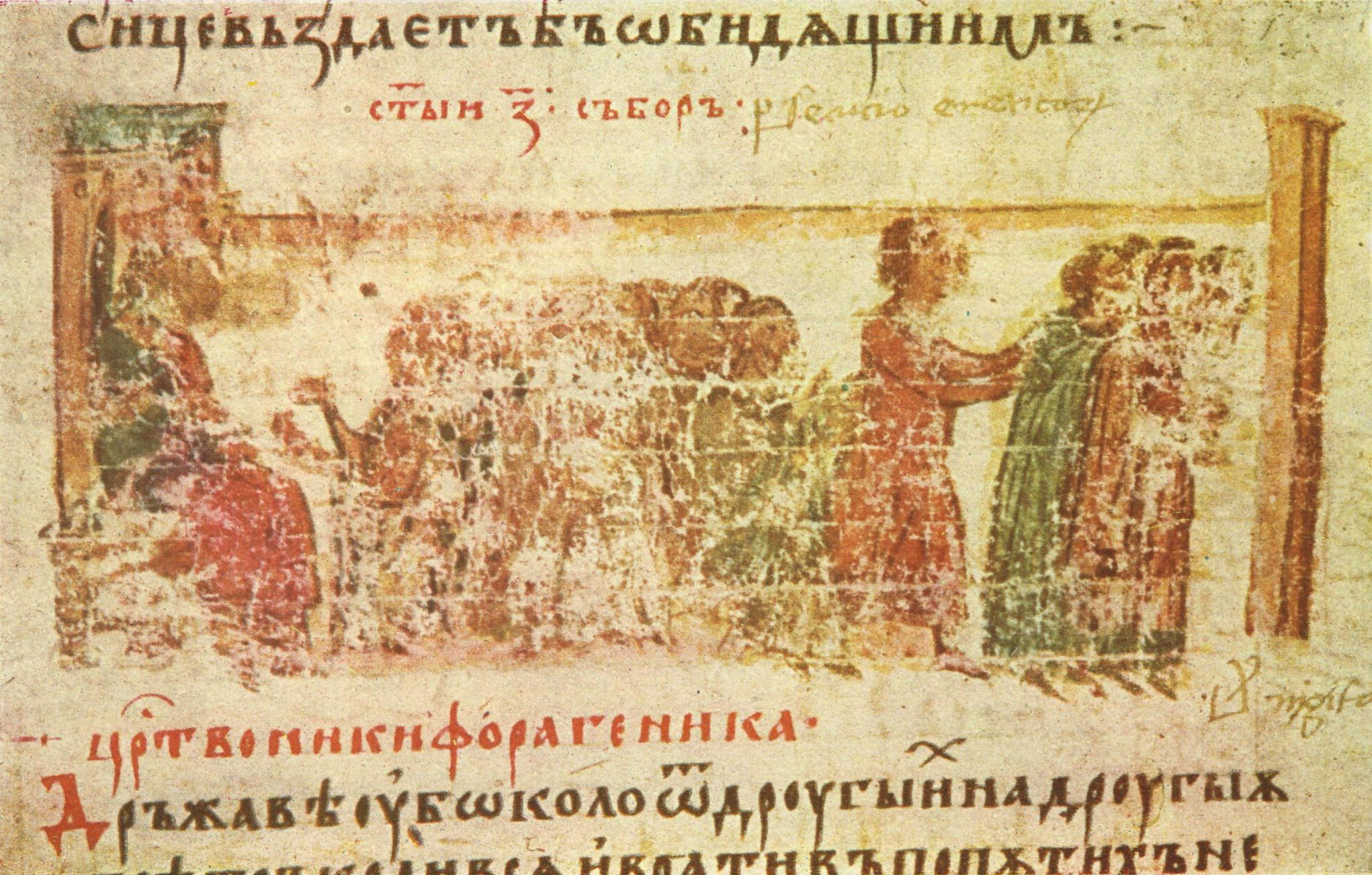
Rappresentazione del secondo concilio di Nicea.

#### L'età della dinastia macedone
Durante il regno di Basilio I Macedone e Leone VI Sophos la città fu scossa dalle trame politiche e religiose ruotanti attorno alle figure dei patriarchi Ignazio e Fozio, che si estesero in breve ai rapporti con la chiesa romana. A tali fatti tentarono di porre rimedio i Concili di Costantinopoli dell'869-870 e dell'879-880.
La crescente minaccia costituita dai Bulgari, a nord, si materializzò sulla città nel 907, quando Costantinopoli si vide stretta d'assedio.
Nel 977 la città subì l'attacco del ribelle Barda Sclero, che venne però respinto dalla flotta fedele all'imperatore Basilio II Bulgaroctono. Durante il suo regno giunsero a Costantinopoli gli emissari di Vladimir I di Kiev, intenzionati a stringere un fruttuoso rapporto di alleanza, che fornì per la prima volta agli imperatori bizantini il prezioso contributo dei guerrieri variaghi. Fatto non secondario fu che gli ambasciatori, colpiti dalle maestose cerimonie religiose nella basilica di Santa Sofia, convinsero il loro signore a convertirsi al rito cristiano orientale.
Durante l'età della dinastia macedone Costantinopoli si presentava ormai come la più grande e ricca città d'Europa e del Medioriente: attorno al X secolo si pensa arrivasse a contare un milione di abitanti. Nonostante questo, però, in breve tempo l'impero parve sul punto di crollare.
Nel 1044 la città venne nuovamente stretta d'assedio da un usurpatore, Giorgio Maniace, ucciso nei combattimenti contro le truppe fedeli a Costantino IX Monomaco. Sempre durante il regno di Costantino si consumò il Grande Scisma del 1054 tra la Chiesa ortodossa e la Chiesa cattolica, segnato dalle reciproche scomuniche lanciate nella basilica di Santa Sofia dai legati pontifici e dal patriarca Michele I Cerulario.

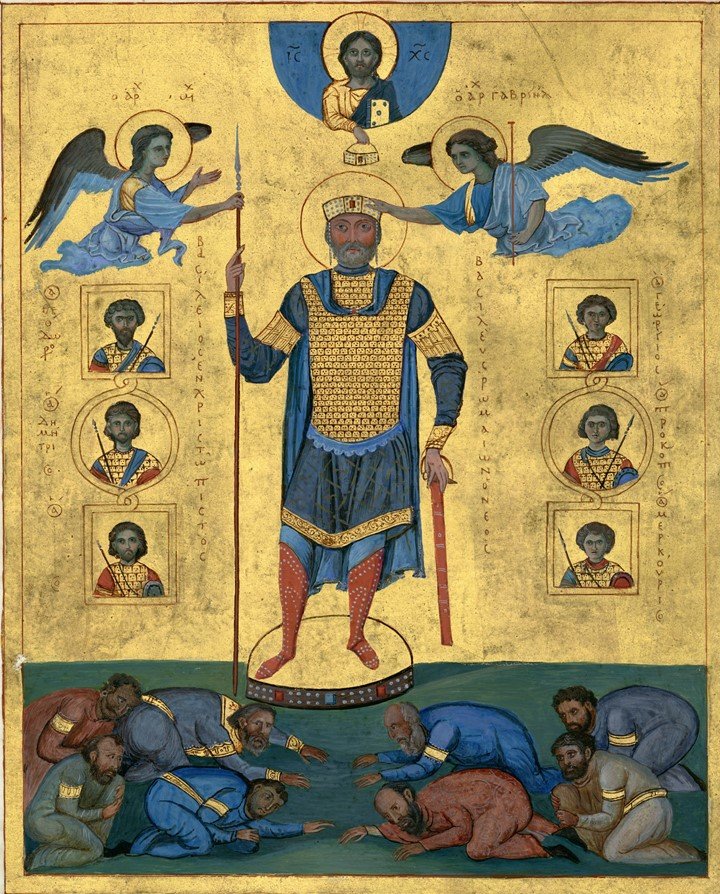
Icona raffigurante Basilio II Bulgaroctono.
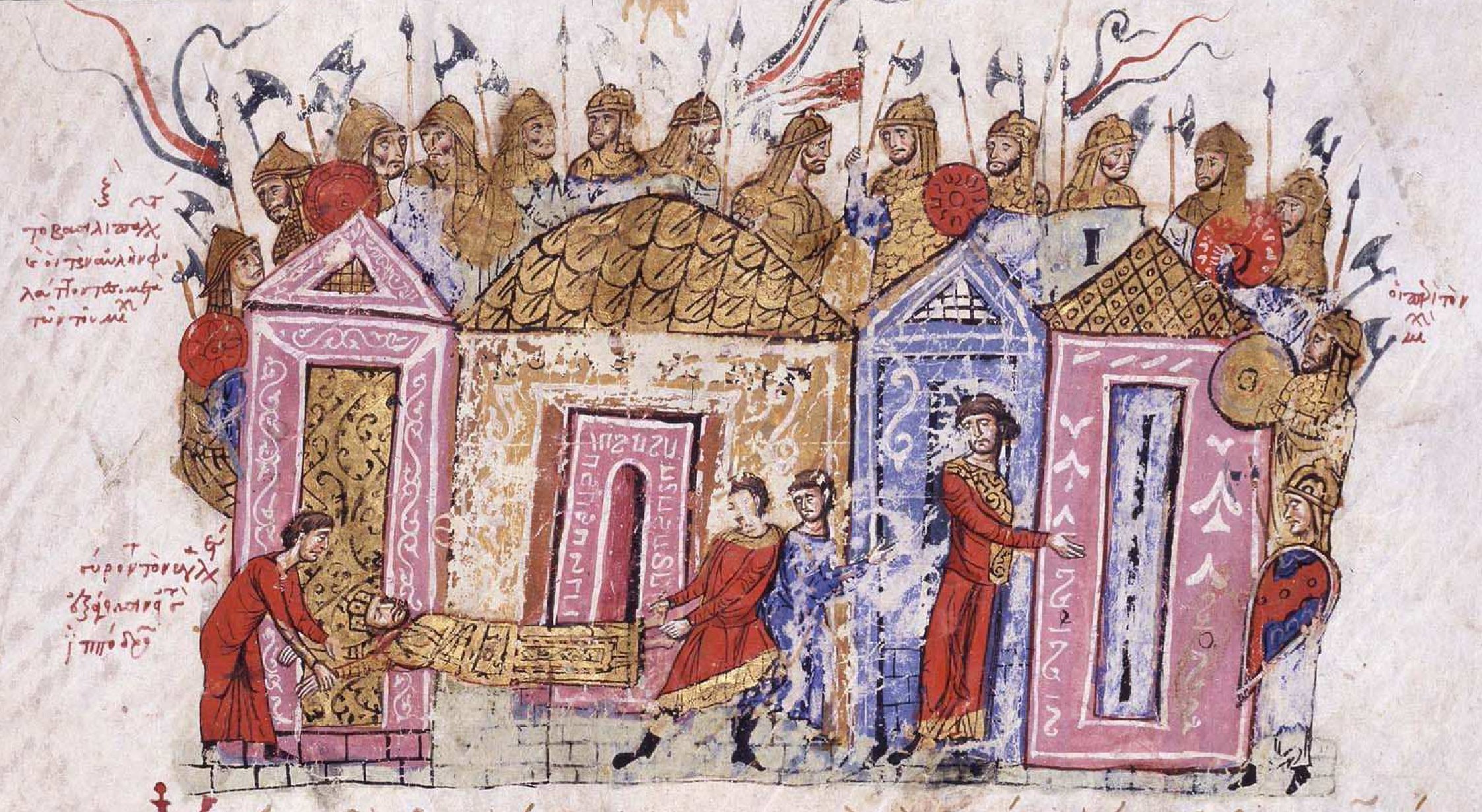
Raffigurazione delle guardie variaghe, entrate al servizio dei Bizantini durante l'epoca della dinastia macedone.
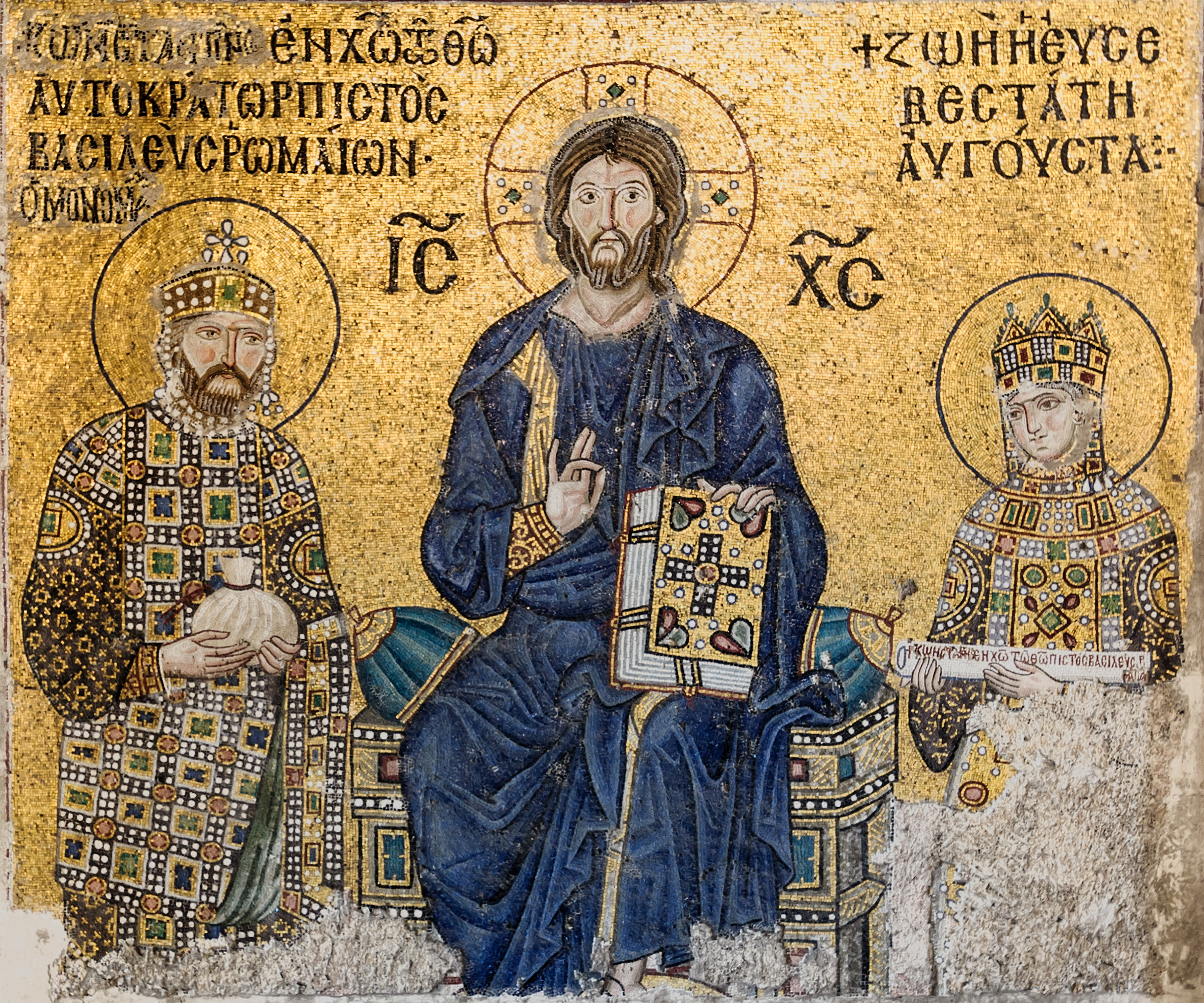
Mosaico di Santa Sofia raffigurante la basilissa regnante Zoe Porfirogenita con il marito Costantino IX Monomaco.

#### L'età comnena

La campagna d'Asia Minore durante la Prima Crociata.

Il nuovo periodo si apriva per Costantinopoli con la disastrosa sconfitta nella battaglia di Manzicerta del 1071. Questa segnava l'apice della crisi strutturale vissuta in quell'epoca dall'impero: la perdita dell'intera Asia Minore portava per la prima volta Costantinopoli a fissare, sulla riva opposta del Bosforo, una terra non più bizantina.

Con la Crisobolla emanata nel 1082 da Alessio I Comneno, inoltre, iniziava la colonizzazione latina della stessa città di Costantinopoli. L'imperatore concedeva infatti ai Veneziani, in cambio dell'aiuto prestato nei conflitti contro i Normanni di Roberto il Guiscardo, di possedere un quartiere commerciale nella città, esente da dazi e dal controllo imperiale. Si trattava solamente della prima di numerose concessioni alle repubbliche marinare italiane, che avrebbero portato alla creazione di vere e proprie città nella città, spesso in conflitto tra loro.
Nonostante un simile evento l'impero non solo sopravvisse, ma seppe trovare una nuova stagione di rinascita, segnata dall'arrivo degli eserciti della prima crociata, che, alleati dei bizantini, consentirono la riconquista della riva asiatica, strumento fondamentale per l'avvio dalla ripresa economica e sociale garantito dal nuovo sistema feudale della Pronoia.

Il primo gruppo di crociati, guidato da Pietro l'Eremita, arrivò a Costantinopoli il 1º agosto del 1096, destando la costernazione e l'imbarazzo dell'imperatore Alessio: egli infatti pensava a un aiuto da parte dell'occidente nella sua guerra contro i selgiuchidi, e non all'immenso stuolo di gente comune che si era invece riversato sulle sue terre, creando non poco scompiglio fin dal suo apparire nei Balcani. L'imperatore reagì accelerando il passaggio della prima ondata di crociati sulla costa asiatica, dove vennero presto sconfitti.

Il secondo e assai più serio stuolo di cavalieri, guidato da Goffredo di Buglione, arrivò invece a Costantinopoli nel dicembre dello stesso anno. Questa volta l'imperatore garantì la fornitura di sostegno e vettovaglie in cambio di un giuramento di fedeltà feudale e della promessa che le vittorie da esso conseguite avrebbero fatto recuperare all'impero bizantino numerosi territori caduti in mano ai Selgiuchidi.

Uno degli effetti non secondari della riconquista e feudalizzazione dell'Asia Minore fu la riduzione del numero di aristocratici bizantini presenti nella capitale, con una conseguente riduzione della conflittualità all'interno della città.

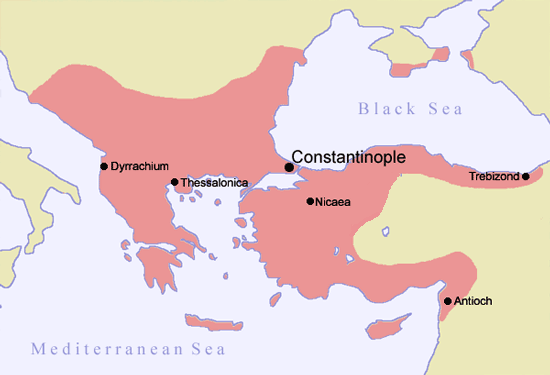
L'impero bizantino al tempo di Manuele I Comneno.

Nel 1118 un nuovo quartiere commerciale venne concesso ai mercanti latini, con la creazione di un settore commerciale esclusivo concesso in uso ai Pisani. Esso si affiancava al quartiere veneziano e alla cittadella di Galata, ceduta alla Repubblica di Genova. La presenza dei Latini divenne sempre più pressante e invasiva.
Altri latini arrivarono presto a Costantinopoli, dopo avere razziato e devastato i territori attraversati, il 10 settembre 1147 arrivarono sotto le Mura Teodosiane le avanguardie della seconda crociata: i tedeschi dell'imperatore Corrado III. Seguite il 4 ottobre dai francesi di Luigi VII. Entrambi i sovrani fecero giuramento di fedeltà all'imperatore Manuele Comneno, ma nonostante questo l'imperatore bizantino venne a sapere da alcuni suoi fidati informatori che gli esagitati soldati francesi e tedeschi pensavano di unire le loro forze e attaccare Costantinopoli. Per risolvere questa situazione l'imperatore fece spargere la voce che in Anatolia un enorme esercito turco si stava mobilitando e che, se i crociati non fossero subito sbarcati in Asia minore, i cristiani sarebbero stati annientati dai Turchi: i crociati si affrettarono quindi a lasciare la città, che si salvò in tale modo da un possibile assedio.

A Costantinopoli ormai vivevano però 80000 latini che godevano di grandi privilegi, e di questi i Veneziani erano la comunità più numerosa e la più ricca, infatti il commercio bizantino era ormai un monopolio dei mercanti delle tre grandi repubbliche marinare che si stavano contendendo il monopolio del Mediterraneo Orientale.

L'imperatore, che mal sopportava questa presenza, decise, all'inizio del 1171, di passare all'azione. L'occasione propizia si ebbe quando il quartiere genovese di Galata fu attaccato e in gran parte incendiato. L'evento venne imputato ad alcuni cittadini veneziani, probabilmente alleati con la malavita di Costantinopoli: l'imperatore ordinò quindi di imprigionare tutti i 10000 veneziani presenti.

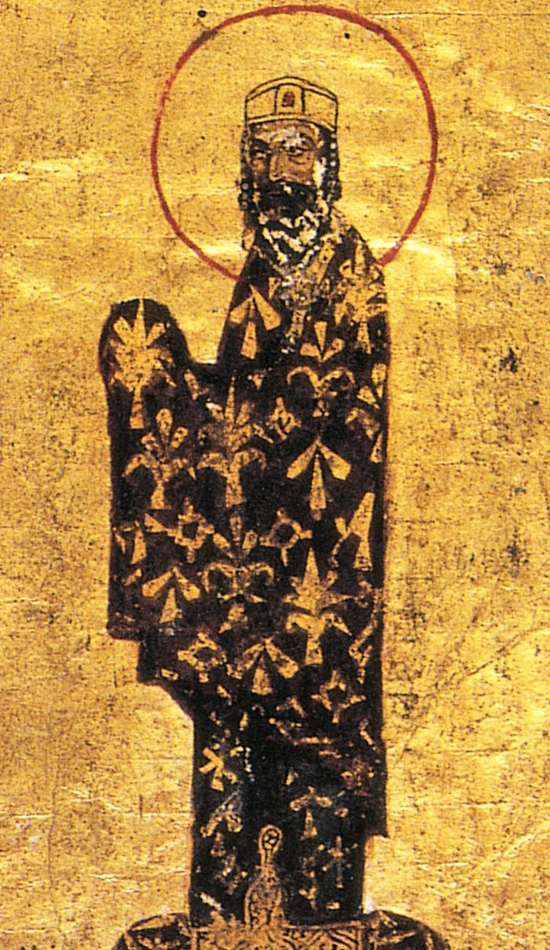
Una miniatura che rappresenta Alessio I Comneno.
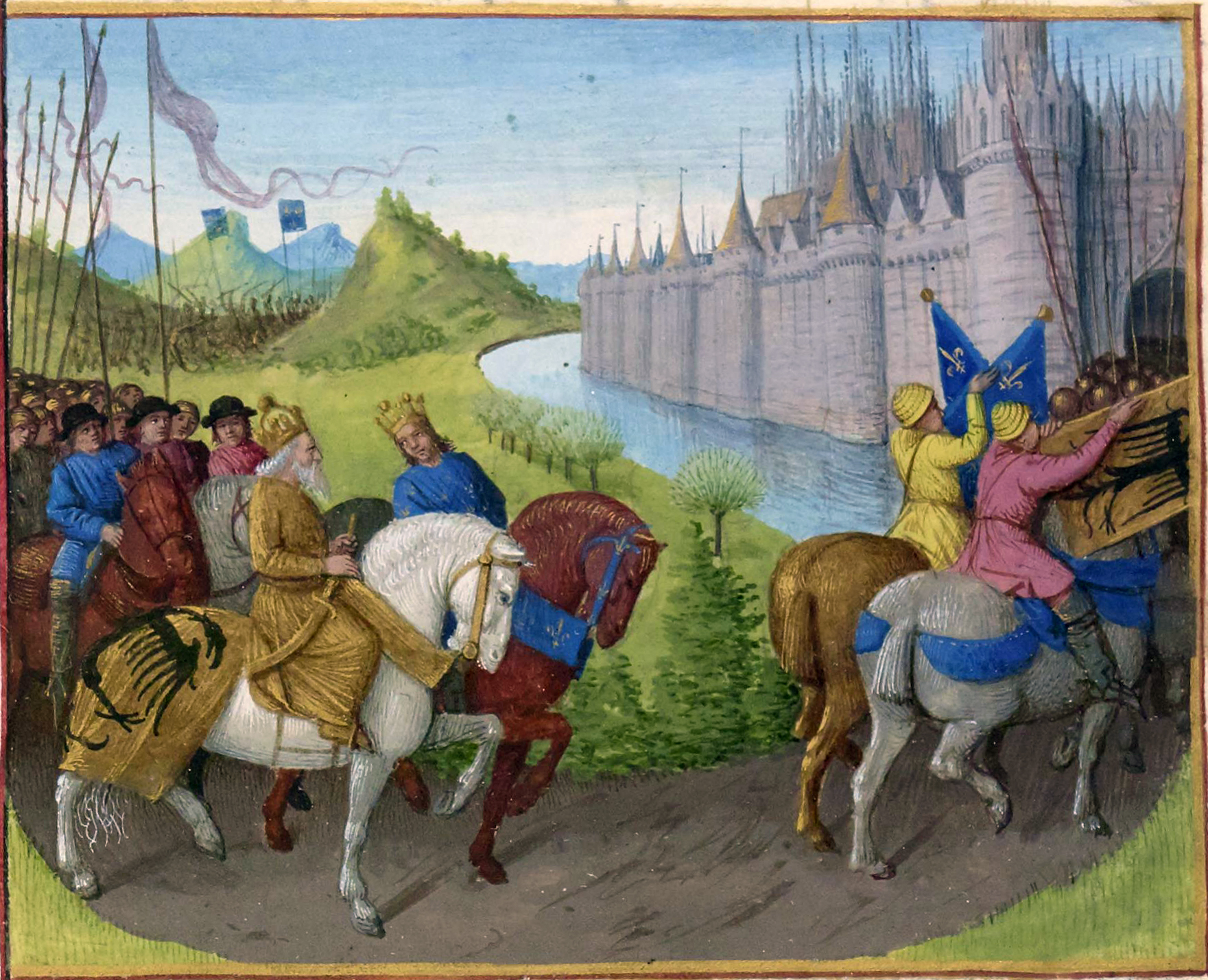
L'arrivo di Luigi VII di Francia a Costantinopoli durante la seconda crociata.
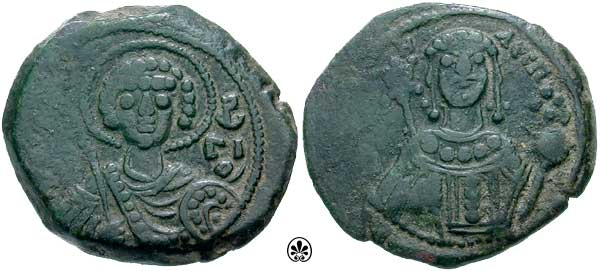
Tetarteron di Manuele I Comneno.

#### La dominazione latina
Dotata di un notevole impianto di fortificazioni, la città rimase per secoli inespugnata, fino al 1204, quando venne saccheggiata dagli eserciti della quarta crociata al comando di Enrico Dandolo e Bonifacio I del Monferrato.
La conquista latina fu devastante per la città. Un gran numero di tesori e reliquie venne depredato. Gravi danni furono apportati al complesso dei Palazzi Imperiali e ai monumenti.
I conquistatori resero la città capitale del nuovo impero latino, organizzato su base feudale, che sopravvisse per poco più di mezzo secolo, fino a quando nel 1261 la città venne riconquistata dai bizantini niceni, scacciandone Baldovino II.

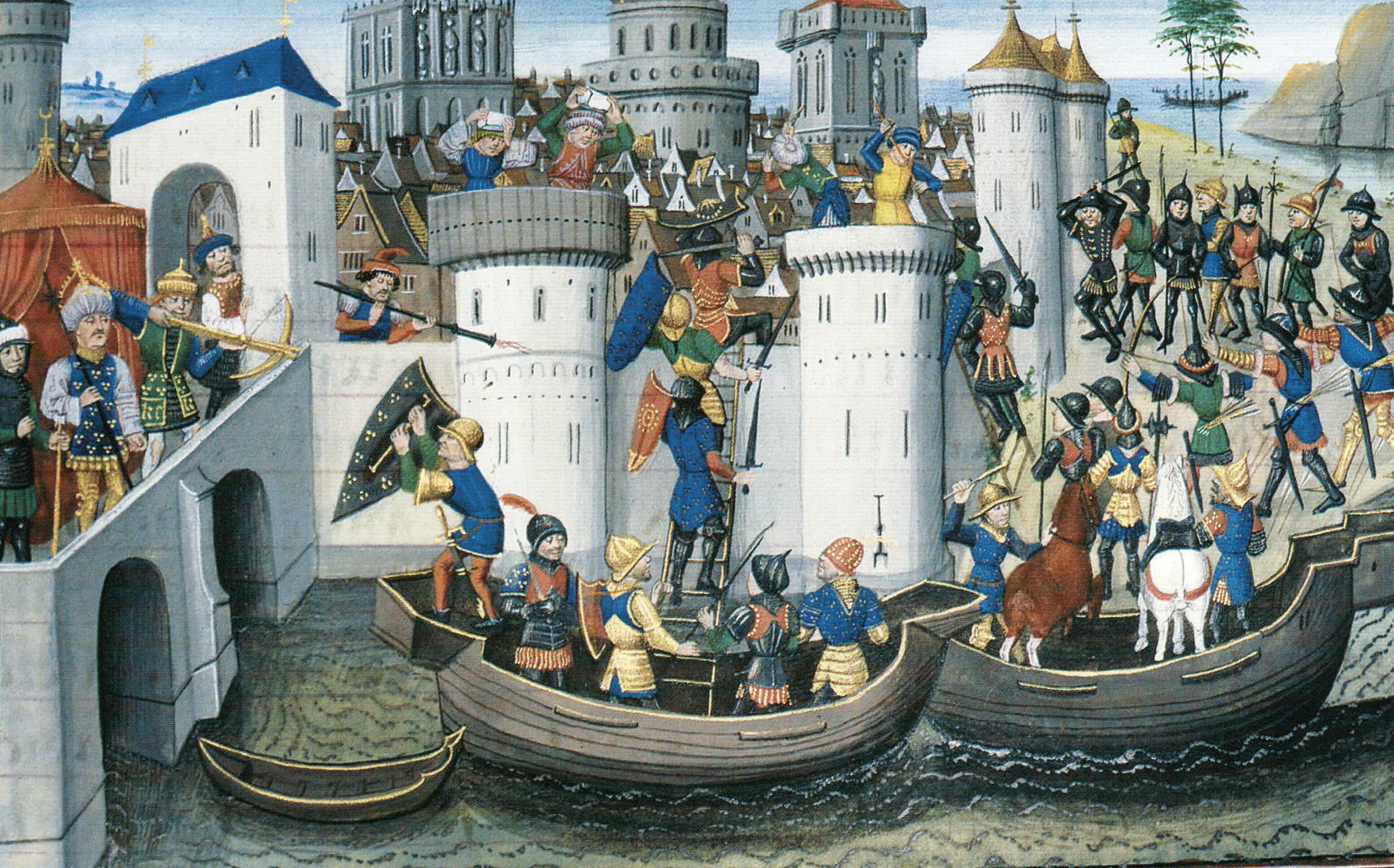
Miniatura raffigurante l'assedio di Costantinopoli (1204) che portò alla creazione dell'impero latino.
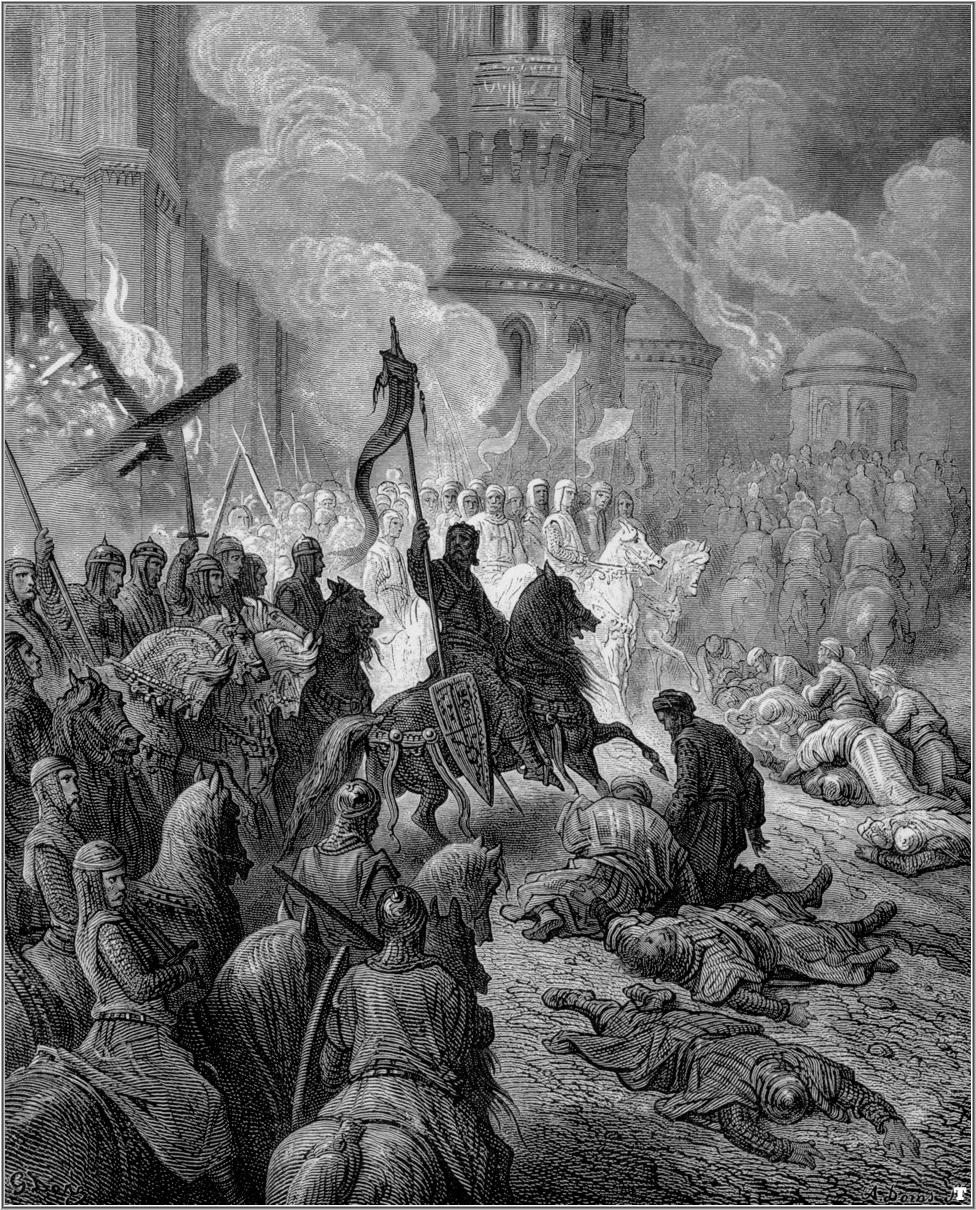
L'entrata dei crociati a Costantinopoli in un'incisione di Gustave Doré.

#### L'ultimo periodo bizantino

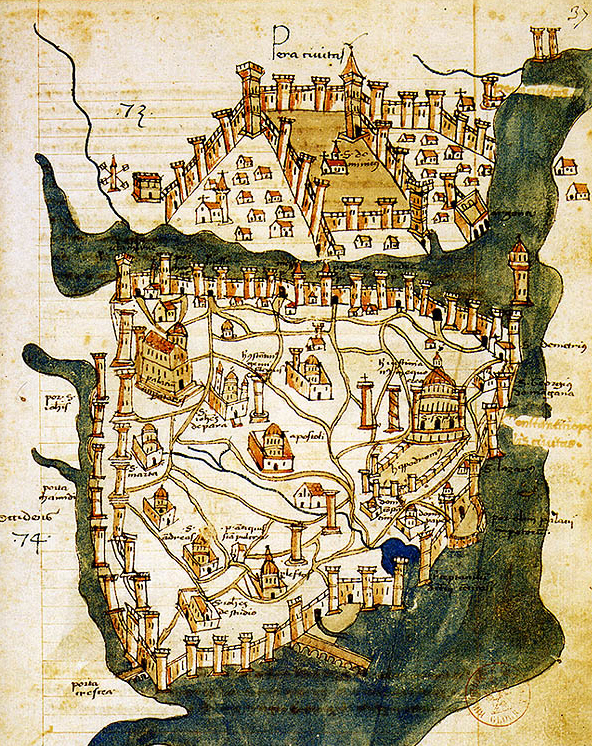
Mappa di Costantinopoli di Buondelmonti del 1422, l'unica precedente la conquista ottomana del 1453.

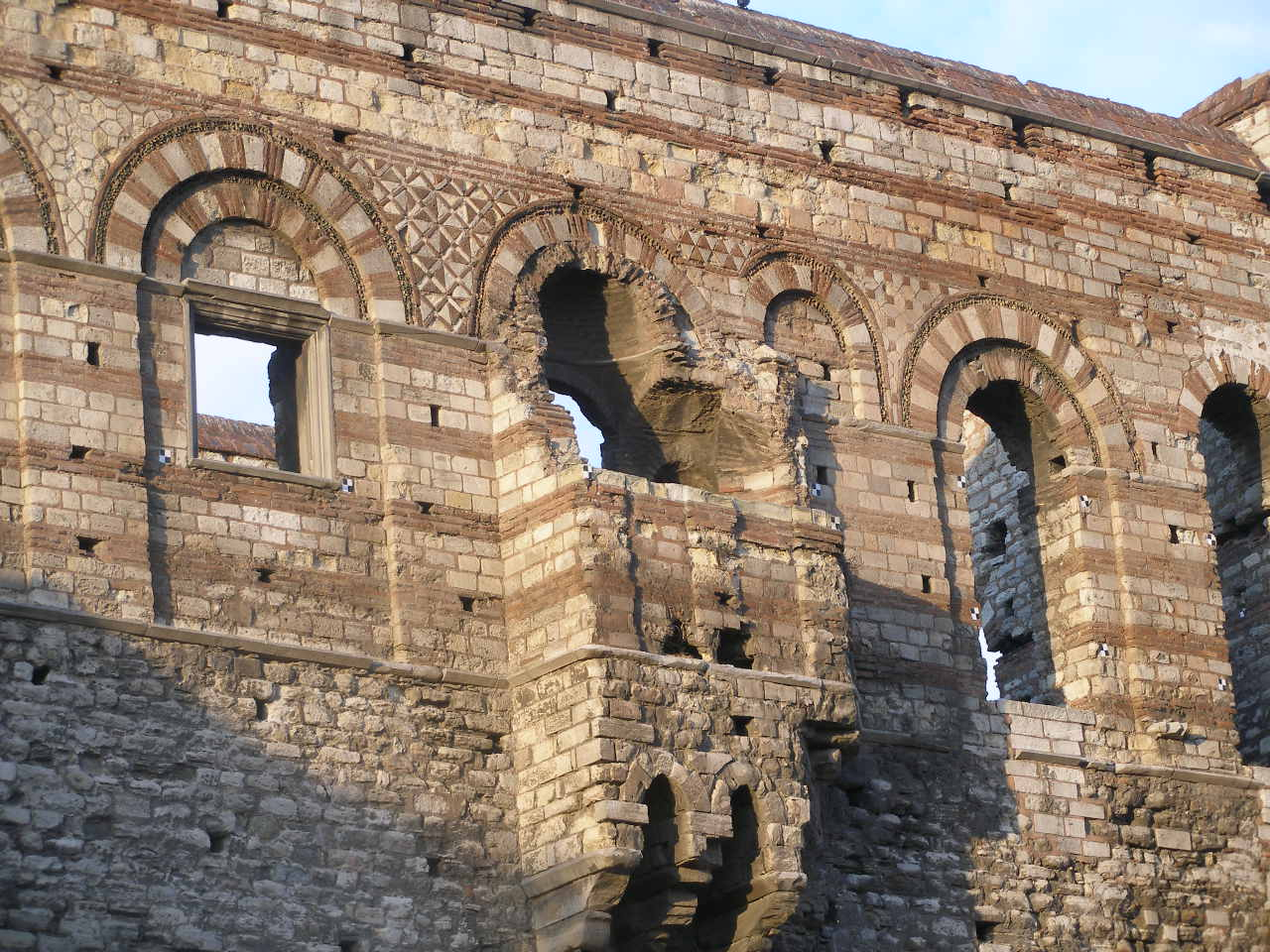
Facciata del Palazzo del Porfirogenito eretto dai Paleologi.

Riconquistata dai bizantini di Michele VIII Paleologo, ci fu parziale ripresa della città dalle devastazioni dei crociati, anche se il processo di decadenza era oramai inarrestabile.
Il complesso del Gran Palazzo venne definitivamente abbandonato, con il trasferimento della corte nel palazzo delle Blacherne, cui venne aggiunta la nuova ala nota come palazzo del Porfirogenito.
Durante il periodo della dinastia dei Paleologi la città dovette subire numerosi assedi e attacchi, sia dai Latini, che se ne contendevano il controllo commerciale, sia dai Turchi, desiderosi di conquistarla. Nel decennio 1341-1351 si tennero poi in città i concili sull'esicasmo.
I bizantini riuscirono a tenere la città per ancora un secolo fino a Costantino XI, quando, il 29 maggio 1453, divenuta "una testa senza corpo", capitale di un impero inesistente, ospitava solamente 50000 abitanti, cadde in mano ai turchi ottomani guidati da Maometto II il Conquistatore, che ne fece la capitale dell'Impero ottomano.
La caduta di Costantinopoli, e quindi la fine dell'impero romano d'oriente, è indicata talvolta come l'evento che convenzionalmente chiude il Medioevo e inizia l'evo moderno.

### La Costantinopoli cristiana

#### Reliquie e icone
Uno degli elementi centrali di Costantinopoli era il culto delle reliquie. In epoca più o meno tarda in questa città si concentrarono molti resti cristiani, salme di santi, e svariati altri oggetti legati a vicende bibliche o agiografiche. La città vide grandi contrapposizioni teologiche e vide la diatriba sulle immagini sacre (iconoclastia), tuttavia il loro culto alla fine prevalse ed era tenuto in grande considerazione.
Tra le reliquie più venerate vi erano dunque varie icone ritenute miracolose, tra cui l'immagine della Vergine Odigitria, che si pensava dipinta da San Luca evangelista (a cui era dedicata una basilica), la famosa Vera Croce, il Maphorion (manto della Vergine o, secondo alcuni, il velo), e poi la veste di San Giovanni Battista, i sandali di Cristo, la Corona di spine usata durante la passione di Gesù, e molte altre. Tanto per intendere di quale considerazione godevano, il manto della Madonna veniva portato in processione lungo le mura per difendere la città dagli assalti, e perfino nei trionfi (cerimonia tipicamente romana) alcuni imperatori mettevano al posto d'onore, come protagonista del trionfo sul carro del vincitore, l'icona miracolosa della Madonna.
Una vicenda curiosa riguarda la corona di spine, che nel 1239 fu data in pegno al re francese Luigi IX in cambio di una somma che serviva per fare andare avanti la città sempre meno dotata di territorio circostante. Alla fine questa reliquia e altre acquistate successivamente, restò in Francia, e per loro venne costruita appositamente la Sainte-Chapelle edificio che rappresenta un gioiello del gotico.
A Costantinopoli fu portato anche il Mandylion, un telo sulla cui natura si discute: secondo alcuni era il telo usato dalla Veronica per asciugare il volto di Cristo durante la sua ascesa al Calvario (l'episodio è una delle stazioni della via Crucis) su cui sarebbe rimasto impresso il volto di Cristo, secondo altri il panno usato da Cristo per detergersi il sudore nell'orto del Getsemani, secondo altri ancora la Sindone di Torino, e infine secondo una leggenda che attraversa i millenni sarebbe un volto miracolosamente impresso da Cristo su un telo da inviare al re Abgar V di Edessa, intorno al IV secolo e che l'avrebbe guarito miracolosamente. Al Mandylion veniva attribuito il potere (se esposto sulle mura) di difendere la città da ogni assalto. Era inizialmente a Edessa e trasportato poi a Costantinopoli nel 944, dove si narra del suo potere taumaturgico.
Tra le reliquie vi era anche il pozzo dove si svolse l'episodio evangelico di Cristo e della Samaritana, le reliquie di San Pietro e Paolo, il cinto di Maria, la lancia con cui venne trafitto il costato di Cristo, la pietra dove il corpo di Gesù venne preparato per la sepoltura, la spugna con cui i soldati romani diedero da bere a Cristo in croce, l'elmo di Costantino I contenente un chiodo della croce, il trono di Salomone, la verga di Mosè, i resti degli "innocenti", ovvero dei bambini fatti uccidere da Erode il Grande, e innumerevoli altre.

### L'Istanbul ottomana e turca
La conquista ottomana portò un radicale mutamento per la città. Le distruzioni portate dall'assedio del 1453, unitamente al grave stato di declino in cui versavano la città e i suoi edifici, portarono a una radicale ricostruzione del centro urbano. La gran parte degli edifici religiosi venne convertita in moschea, mentre il trasferimento della capitale ottomana nell'antica città bizantina portò alla costruzione del grandioso complesso del Topkapi nell'area precedentemente occupata dal foro e dai palazzi imperiali.
Sotto i sultani ottomani Costantinopoli ritrovò un nuovo periodo di splendore, diventando sede del califfato nel 1517, ma mantenendo la sede del patriarcato greco-ortodosso e in generale il carattere cosmopolita che l'aveva caratterizzata nei secoli precedenti. Il XVI secolo segnò l'apice del potere ottomano. A questo secolo risale la costruzione delle più importanti moschee della città: Beyazit, Suleymaniye (la più grande moschea di Istanbul) e Sultan Ahmed. L'impero ottomano, sconfitto durante la prima guerra mondiale, finì ufficialmente il 1º novembre 1922. Quando nel 1923 fu fondata la Repubblica di Turchia, la capitale venne spostata da Istanbul ad Ankara.

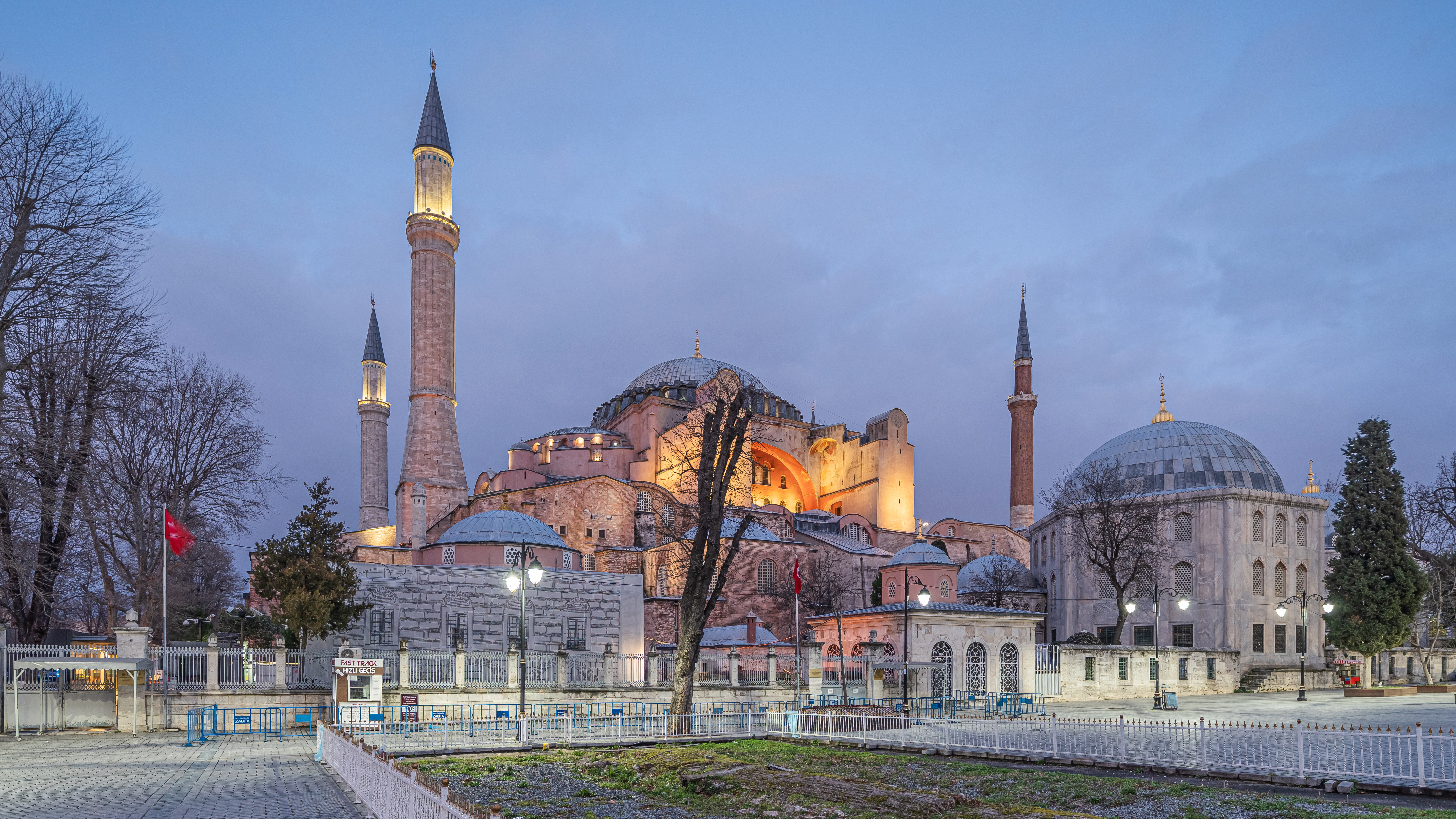
Veduta di Santa Sofia a Istanbul.
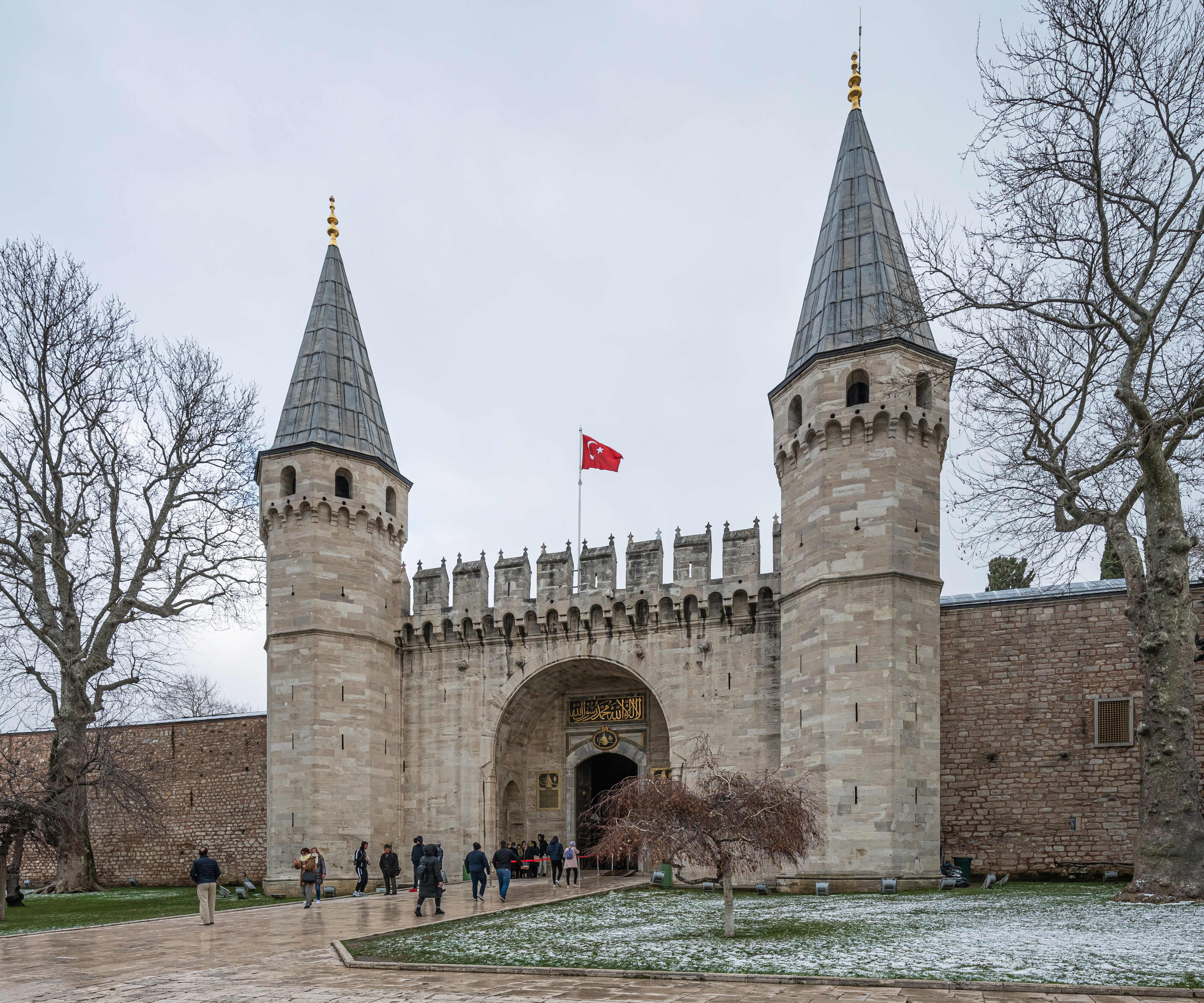
La Porta del Saluto nel Palazzo Topkapi.

#### L'istruzione nella Costantinopoli Ottomana
Nella società ottomana la prima educazione avveniva all'interno delle mura domestiche: era la madre a occuparsi del figlio fino all'età di sette anni, preoccupandosi d’insegnargli il rispetto per la famiglia, le buone maniere e i primi rudimenti di religione – quali le preghiere, a partire dai cinque anni. I maschi ricevevano maggiori opportunità di proseguire la propria istruzione, mentre le figlie femmine erano destinate in maniera coercitiva, già all'età di nove o dieci anni, a indossare il velo al pari delle donne e a essere introdotte alla vita adulta. Una seconda distinzione era determinata dall'agiatezza della famiglia: se nelle più povere solitamente l’insegnamento femminile non andava oltre la recitazione delle preghiere, in quelle più ricche le bambine erano introdotte al canto e alla recitazione dei poemi; assai di rado, tuttavia, si potevano trovare donne musulmane d’eccezionale cultura nella società stamboulita, e il fatto stesso di sapere leggere e scrivere era considerata una cosa fuori dalla norma. Proseguendo nella distinzione di ceto fra i figli maschi, se il padre fosse stato artigiano, egli lo avrebbe aiutato nel mestiere, mentre se avesse fatto parte della borghesia stamboulita, avrebbe avuto accesso a una cultura più approfondita. Nel caso in cui non ci si fosse potuti avvalere d’un precettore privato, la famiglia avrebbe mandato il figlio alla scuola di base nel suo quartiere, situata nei pressi della moschea.
Il modello d'insegnamento tradizionale era per lo più rivolto a sviluppare la memoria anziché l'intelligenza: il maestro faceva imparare a memoria i versetti del Corano, scrivere in lettere arabe e, dopo che gli allievi le avevano apprese, a riscrivere i versetti in precedenza memorizzati. Il maestro stesso non andava oltre l’abilità di leggere e scrivere il già menzionato testo sacro, e non gli veniva richiesto d'insegnare altro. L'educazione, dunque, era principalmente di carattere religioso, e terminava con le preghiere e i gesti di prosternazione che le accompagnavano. Se il maestro era più colto, insegnava ai suoi allievi anche qualche rudimento di grammatica, di letteratura popolare e di calcolo. È da notare il fatto che il sapere scrivere il Corano aveva in sé uno scarso valore pratico, in quanto l'arabo, cui i giovani erano introdotti tramite i versi, non era adatto alla scrittura del turco che, benché avesse gli stessi caratteri grafici di quello, possedeva diversi fonemi e diversa grammatica. Le lezioni si tenevano di mattino, salvo il venerdì, ma il calendario contava anche varie festività laiche e religiose.
Oltre alle scuole basilari appena descritte, esistevano le medrese, scuole aperte ad allievi d’ogni estrazione sociale, anche se, spesso, erano frequentate solo dai ragazzi di buona famiglia d’origine iranica. Le medrese servivano anche da dormitori per gli alunni (alla maniera degli odierni collegi), ma spesso alle lezioni potevano partecipare anche membri esterni. Molti sultani fecero costruire varie medrese attorno alle moschee a loro dedicate, e fra questi istituti esisteva una gerarchia: la medrese più importante, a Costantinopoli, era quella di Bayezid, cui seguiva quella di Santa Sofia, Maometto il Conquistatore e Solimano il Magnifico, per citare le più importanti; in tutta Costantinopoli se ne contavano circa sessantacinque.

### Cronologia riassuntiva e assedi
- 667 a.C. I Megaresi fondano Bisanzio.
- 324 Costantino I fonda Costantinopoli-Nuova Roma.
- 378 Battaglia di Adrianopoli.
- 405 Flavio Antemio per ordine di Arcadio inizia a costruire le mura Teodosiane.
- 408 Sale al trono Teodosio II.
- 425 Vengono completate delle mura Teodosiane.
- 447 Gran parte delle mura Teodosiane viene distrutta da un fortissimo terremoto.
- 626 Gli avari e i persiani assediano Costantinopoli.
- 627 Eraclio I fa estendere alcune parti delle mura Teodosiane.
- 674 Gli arabi assediano per la prima volta Costantinopoli.
- 678 Viene usato per la prima volta il fuoco greco e così finisce l'assedio arabo.
- 714 Gli arabi assediano per la seconda volta Costantinopoli.
- 813 Leone V l'Armeno estende la cinta muraria di Costantinopoli, facendo murare anche il quartiere delle Balcarene. I bulgari guidati da Kurum di Bulgaria, assediano Costantinopoli.
- 860 I russi assediano Costantinopoli.
- 1043 Giorgio Maniace assedia Costantinopoli.
- 1047 Leone Tornices assedia Costantinopoli.
- 1071 Battaglia di Manzicerta.
- 1081 Alessio I Comneno entra a Costantinopoli.
- 1097 La prima crociata, passa per Costantinopoli.
- 1203 Quarta crociata: i crociati e i veneziani, aiutano Alessio IV Angelo, di riprendersi il trono, insieme al padre Isacco II Angelo.
- 1204 Quarta crociata: i crociati e i veneziani prendono Costantinopoli.
- 1261 Alessio Strategopulo, con 800 soldati riconquistata Costantinopoli e brucia il quartiere veneziano di Costantinopoli.
- 1345 Giovanni V Paleologo, ordina un'estesa riparazione delle mura marittime.
- 1390 Per la prima volta a Costantinopoli viene usata la polvere da sparo.
- 1396 I turchi ottomani, guidati da Bajazet I, assediano Costantinopoli. Battaglia di Nicopoli.
- 1422 I turchi ottomani, guidati da Murad II, assediano Costantinopoli.
- 1444 Battaglia di Varna.
- 1453 I turchi ottomani, guidati da Mehmet II conquistano Costantinopoli.

Costantinopoli è la città che ha subito e respinto più assedi nella storia umana. La città dovette affrontare nel tempo numerosi assedi, quasi tutti superati vittoriosamente, a esclusione di quelli del 1203, del 1204, del 1261 e dell'ultimo e definitivo assedio del 1453:
1. l'assedio di Avari e Sasanidi del 626, respinto;
2. l'assedio arabo del 668, respinto
3. l'assedio arabo del 674-678, respinto;
4. l'assedio arabo del 717-718, respinto;
5. l'assedio dei Bulgari dell'813, respinto;
6. l'assedio dei Rus' dell'860, respinto;
7. l'assedio di Tommaso lo Slavo dell'823, respinto;
8. l'assedio Rus' del 907, respinto;
9. l'assedio Rus' del 941, respinto;
10. l'assedio di Leone Tornicio del 1047, respinto;
11. l'assedio dei Peceneghi del 1090, respinto;
12. l'assedio crociato del 1203, vinto dai crociati e dai bizantini loro alleati;
13. la conquista crociata del 1204;
14. l'assedio del 1260, respinto;
15. la riconquista bizantina del 1261;
16. l'assedio di Andronico IV Paleologo con supporti ottomani nel 1376
17. l'assedio ottomano del 1390, respinto;
18. l'assedio ottomano del 1395, respinto;
19. l'assedio ottomano del 1397, respinto;
20. l'assedio ottomano del 1400, respinto;
21. l'assedio ottomano del 1402, respinto;
22. l'assedio ottomano del 1411, respinto
23. l'assedio ottomano del 1422, respinto;
24. la conquista ottomana del 1453.

La sopravvivenza a così tanti assedi fu determinata dalla potenza del sistema difensivo della città, in particolare delle sue mura terrestri, e dal predominio marittimo sul Mar di Marmara e sugli stretti, che garantiva i rifornimenti alla città anche in caso d'assedio e la protezione delle difese a mare: la posizione favorevole tra due mari separati rendeva estremamente difficoltoso assediare la città da ambo i lati nord-sud (difesa navale) ed est-ovest. Le due vittorie crociate del 1203-1204 furono infatti determinate proprio dalla perdita del predominio navale, che consentì alla flotta veneto-crociata di assalire i bastioni marittimi, penetrando in città.
Similmente la caduta finale della città venne determinata dal controllo ottomano sugli stretti, che strangolò Costantinopoli e la privò di rinforzi, prima ancora che per l'intervento delle artiglierie, che aprirono le brecce nelle (fino ad allora) inviolate mura teodosiane.

## Archeologia della città antica

### Impianto urbano
Il cuore della città si trovava proteso verso il mare, sul sito della vecchia Bisanzio. Da qui si dipartiva la principale arteria della città la Mese ("via centrale"), che, in corrispondenza della piazza del Philophation si diramava a ipsilon. Un ramo proseguiva verso nord, in direzione della porta di Adrianopoli e della via che conduceva al cuore dei Balcani, l'altro proseguiva invece verso sud-ovest, trasformandosi nella via Trionfale che, raggiungendo la Porta d'Oro, conduceva alla via Egnazia, in direzione della Grecia e di Roma.

I porti principali si trovavano all'entrata del Corno d'Oro nel Bosforo, sul lato nord-orientale della penisola (Prosphorion, Neorion) e sul Mar di Marmara (Kontoskalion/Portus Julianus, Porto di Eleutherios), sul lato meridionale-orientale.

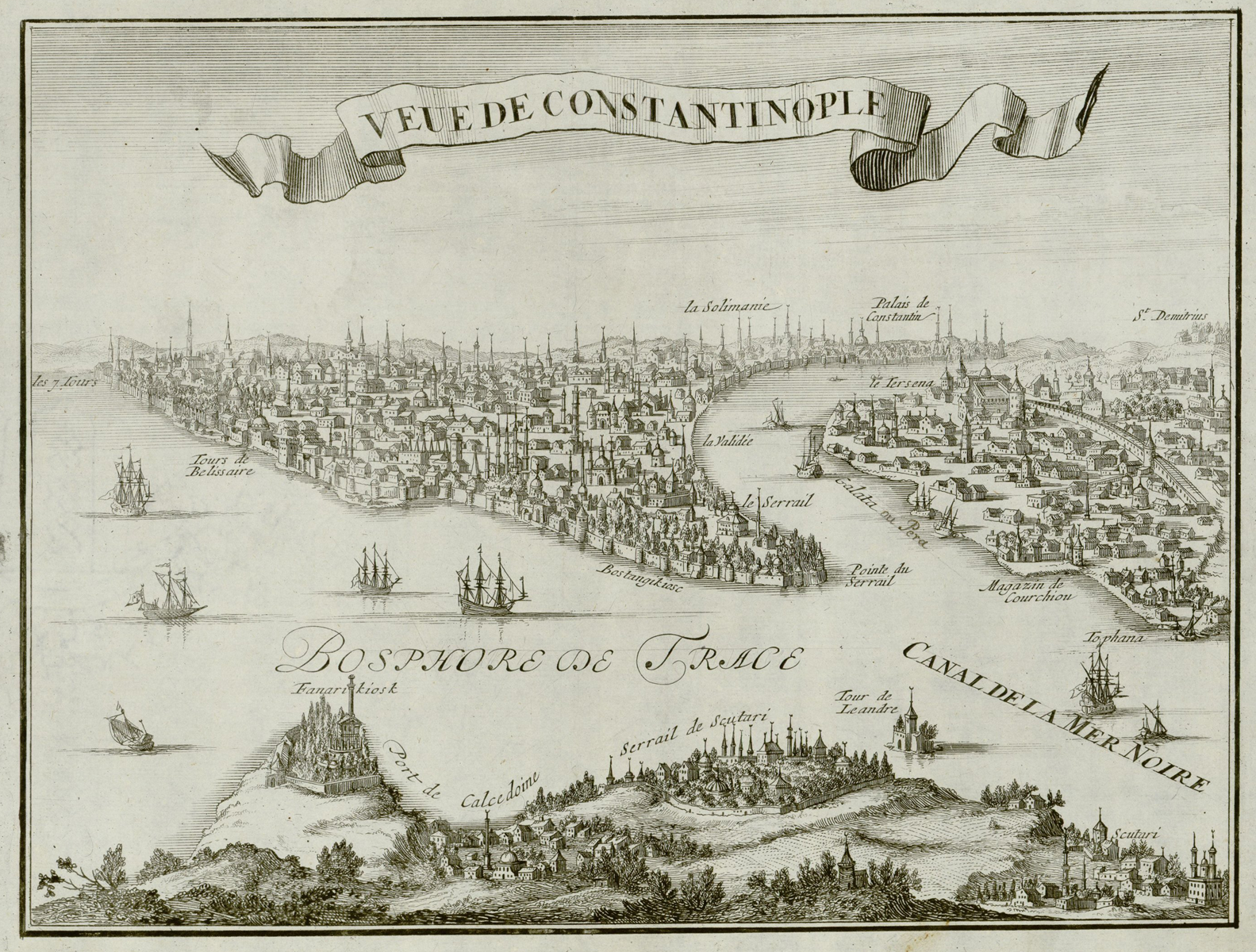
Veduta di Costantinopoli di Nicolas de Fer, Parigi 1696.
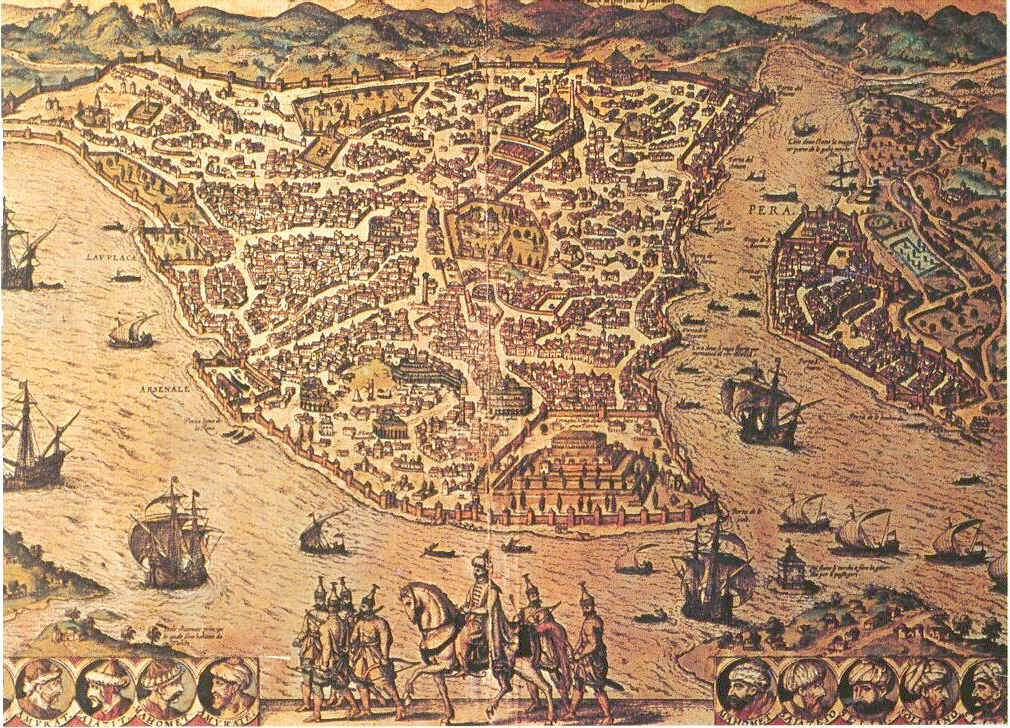
Mappa di Costantinopoli nel XVIII secolo.

#### Confronto con le altre città romane

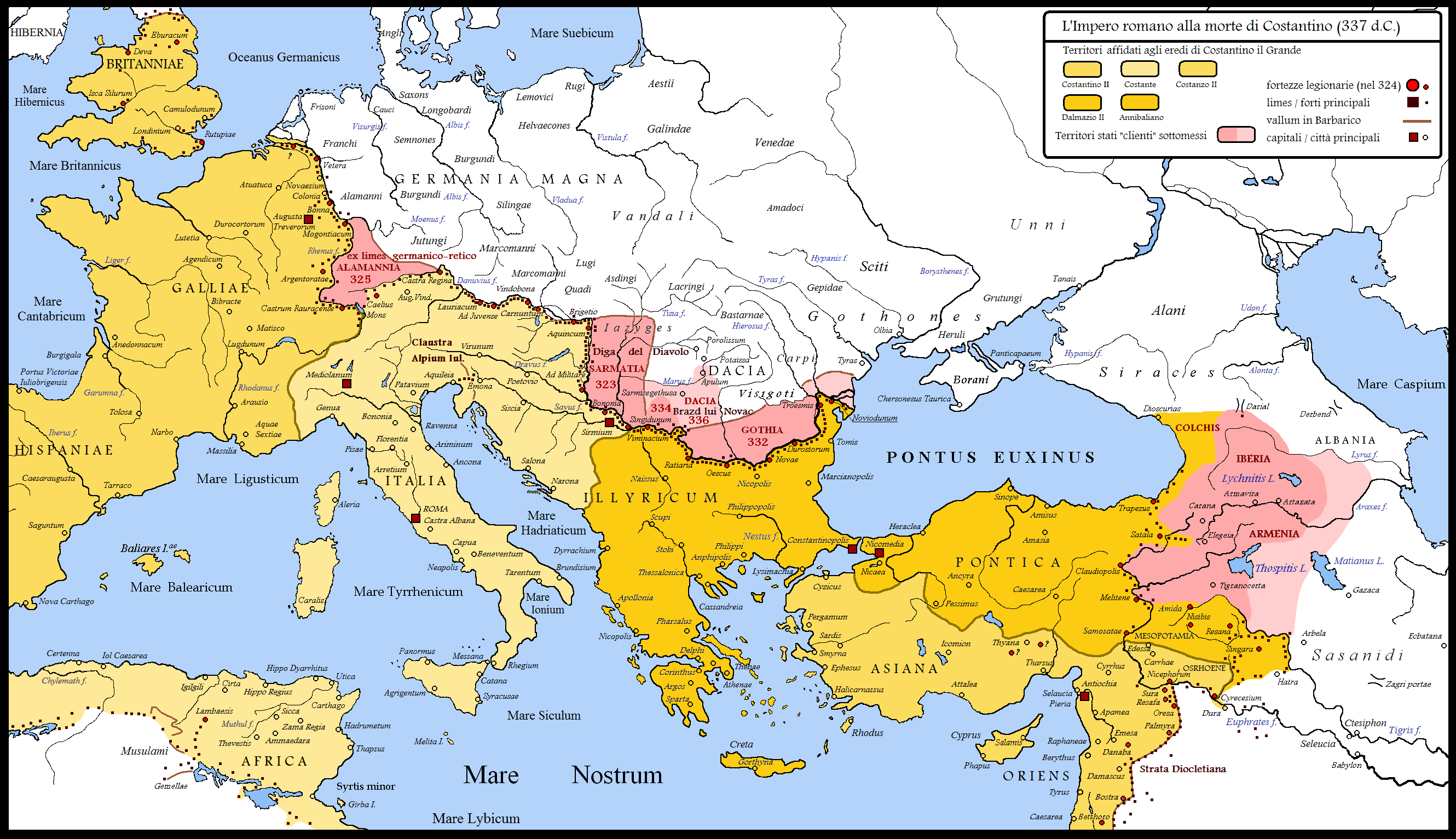
Nella cartina qui sopra sono evidenziate le principali "capitali" imperiali romane alla morte di Costantino I (nel 337), con la successiva divisione dei territori tra i suoi tre figli e due nipoti (da Occidente a Oriente): Augusta Treverorum, Mediolanum, Roma, Sirmium, Constantinopolis, Nicomedia e Antiochia.

Il nucleo della città era costituito da un grande complesso imperiale che, come si usava fin dalle età precedenti e in particolare dal periodo della tetrarchia, si articolava in diversi palazzi adibiti a abitazione, rappresentanza, sede della burocrazia. Come è tipico anche in altre città, gli edifici davano direttamente sul circo, dove si svolgevano non solo le corse dei cavalli, ma anche le cerimonie e le manifestazioni pubbliche. Non lontano vi era la basilica di Hagia Sophia e altre importanti chiese. Il centro della Nuova Roma nacque pertanto con l'aggregazione di un elemento cristiano (la basilica) uno per le manifestazioni pubbliche civili (il circo) e l'area dedicata al potere civile (il complesso dei palazzi imperiali). Un po' più decentrato era il centro tradizionale rispetto a quello delle città romane più antiche, ovvero i fori, e invece non seguiva lo schema tipico delle città e degli accampamenti romani, ovvero l'allineamento a graticola sui due assi ortogonali del cardo e del decumano. Nonostante la magnificenza profusa da Costantino, per lungo tempo la nuova capitale non fu in grado di competere con le altre metropoli dell'Impero: Roma, Antiochia e Alessandria, ricche di vie porticate, palazzi e ville, templi, teatri e altri edifici pubblici e privati.
Sia Costantino che i suoi immediati successori avevano una visione unitaria dell'impero, ma successivamente esso venne diviso definitivamente in due parti (395) e Costantinopoli divenne la capitale della parte Orientale, mentre prima Milano e poi Ravenna assunsero il ruolo di capitali della parte occidentale. Da allora la crescita di Costantinopoli fu costante, mentre il declino delle altre città divenne inarrestabile: Roma venne saccheggiata nel 410 dai Goti e di nuovo nel 455 dai Vandali, mentre Antiochia fu distrutta da un terremoto nel 525 e conquistata nel 540 dai persiani; anche Alessandria subiva un declino, sebbene più lento.
Con gli imperatori Anastasio I Dicoro e Giustino, ma soprattutto con la splendida epoca di Giustiniano, Costantinopoli divenne una grande città, anche se di dimensioni inferiori alla Roma di età imperiale: sebbene a Costantinopoli all'inizio del V secolo si contassero infatti 4.388 domus, il triplo che a Roma, il numero delle insulae era di gran lunga inferiore alle oltre 46 000 recensite per la Città eterna. Anche il lusso propendeva ancora verso Roma, dove vi erano 830 terme private (a Costantinopoli 153) e dove i ricchi senatori davano spettacoli molto più fastosi rispetto a quelli che poteva permettersi la nuova classe dirigente di Costantinopoli.
Ma mentre per Roma, fin dal primo sacco subito a opera dei Visigoti (410), iniziò una fase di rapido spopolamento, Costantinopoli visse in quegli stessi anni un'epoca di grande espansione. Nel 413 le mura dovettero essere ampliate e la cinta muraria comprese in totale un'area quasi doppia rispetto a quella precedente. Si presume che già attorno alla metà del V secolo, all'indomani del secondo sacco dell'Urbe (455), l'antica Bisanzio avesse superato per numero di abitanti sia Roma che Alessandria divenendo la più popolosa città del mondo romano. Costantinopoli restò a lungo la più ricca, popolosa e importante realtà urbana del Mediterraneo e fu centro di irradiazione artistica e religiosa di primaria importanza.

### Il complesso monumentale dei palazzi imperiali

Mappa del centro di Costantinopoli con i suoi complessi imperiali.

Il palazzo imperiale venne edificato sull'estremità meridionale della penisola, nel sito oggi occupato, tra l'altro, dalla Moschea Blu. Del palazzo restano poche vestigia in uno stato di conservazione precario, che risalgono a periodi successivi all'epoca di Costantino. Dell'epoca del primo imperatore resta solo l'Ippodromo, costruito con priorità assoluta assieme alle mura. Ispirato al Circo Massimo di Roma, era straordinariamente monumentale e capiente, con una lunghezza di circa 450 metri per 120 di larghezza.
La sua necessità era dovuta soprattutto quale luogo deputato all'"epifania" imperiale, cioè all'apparizione del sovrano nella sua tribuna, dalla quale si mostrava al popolo per presenziare ai giochi, circondato da quei segni di regalità e potere che dovevano apparire quasi ultraterreni, nell'accoglienza con l'acclamazione rituale della folla.
L'Ippodromo era anche il fulcro di collegamento tra la zona imperiale, a sud, e i nuovi quartieri residenziali, a nord.
Il foro si trovava a occidente, su un'altura. Era a pianta circolare e circondato da colonne a doppio ordine. Al centro del foro si trovava un altro monumento simbolo del potere imperiale, la colonna-santuario.
Si trattava di una grande colonna sormontata da una statua bronzea dell'Imperatore rappresentato come Elio; la colonna si ergeva su uno zoccolo alto circa cinque metri, che racchiudeva un santuario dove si diceva messa, si bruciavano incensi, si accendevano lampade votive e si pregava, verso l'immagine imperiale, che scongiurasse sciagure proteggendo la città che aveva fondato. L'identificazione con Elio risulta connessa ai teologi di corte, che suggerirono l'uso dell'antica simbologia del Sol Invictus assimilata ormai a Cristo, come "sole di giustizia e salvezza".
Tra le chiese fondate da Costantino c'erano quella dedicata alla Santa Sapienza (la Santa Sofia, prima della riedificazione al tempo di Giustiniano I (527-565) che ne fece un capolavoro dell'architettura di tutti i tempi), destinata a funzionare da cattedrale, e quella dei Santi Apostoli, a pianta centrale, che divenne il mausoleo imperiale.
Queste grandi opere costruite in fretta si dimostrarono a volte fragili, e non furono esenti da rovinosi crolli.
Sia la città che i palazzi videro una grande espansione, e negli anni successivi a Costantino si provvide a elaborare e aggiungere conventi, chiese, palazzi. Oltre ai monumenti citati si può ricordare il milion, un arco considerato il "centro" dell'impero, e dal quale si misuravano le distanze con le altre città, il palazzo della Magnaura (dal latino "magna aula", ovvero grande aula), salone dove venivano svolti gli atti solenni e ricevute le ambascerie più importanti, e il Palazzo del Boukoleon, residenza privata degli imperatori.

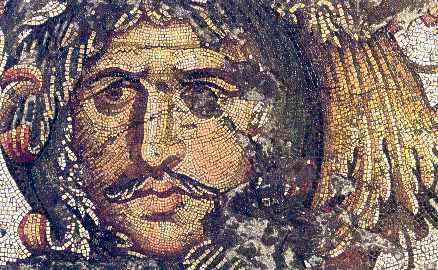
Mosaico romano proveniente dal Palazzo Imperiale di Costantinopoli.
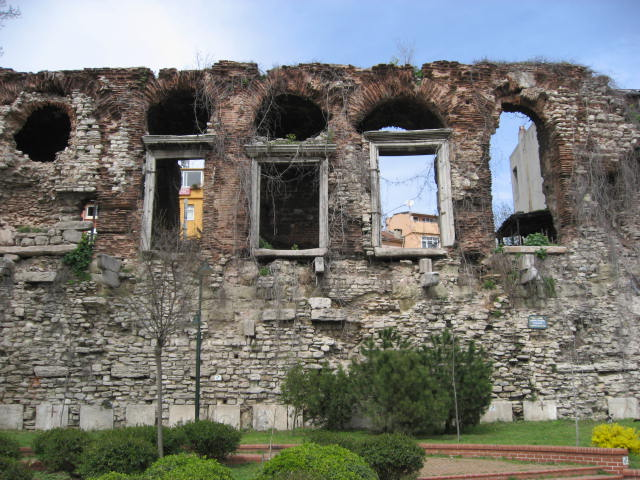
I resti del Palazzo del Boukoleon, all'interno del complesso del Gran Palazzo.
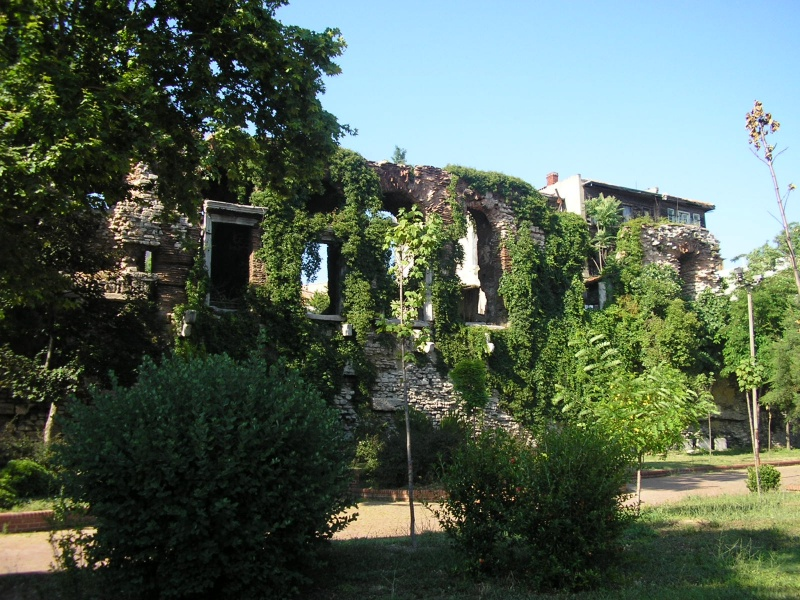
L'entrata del palazzo del Bucoleone.
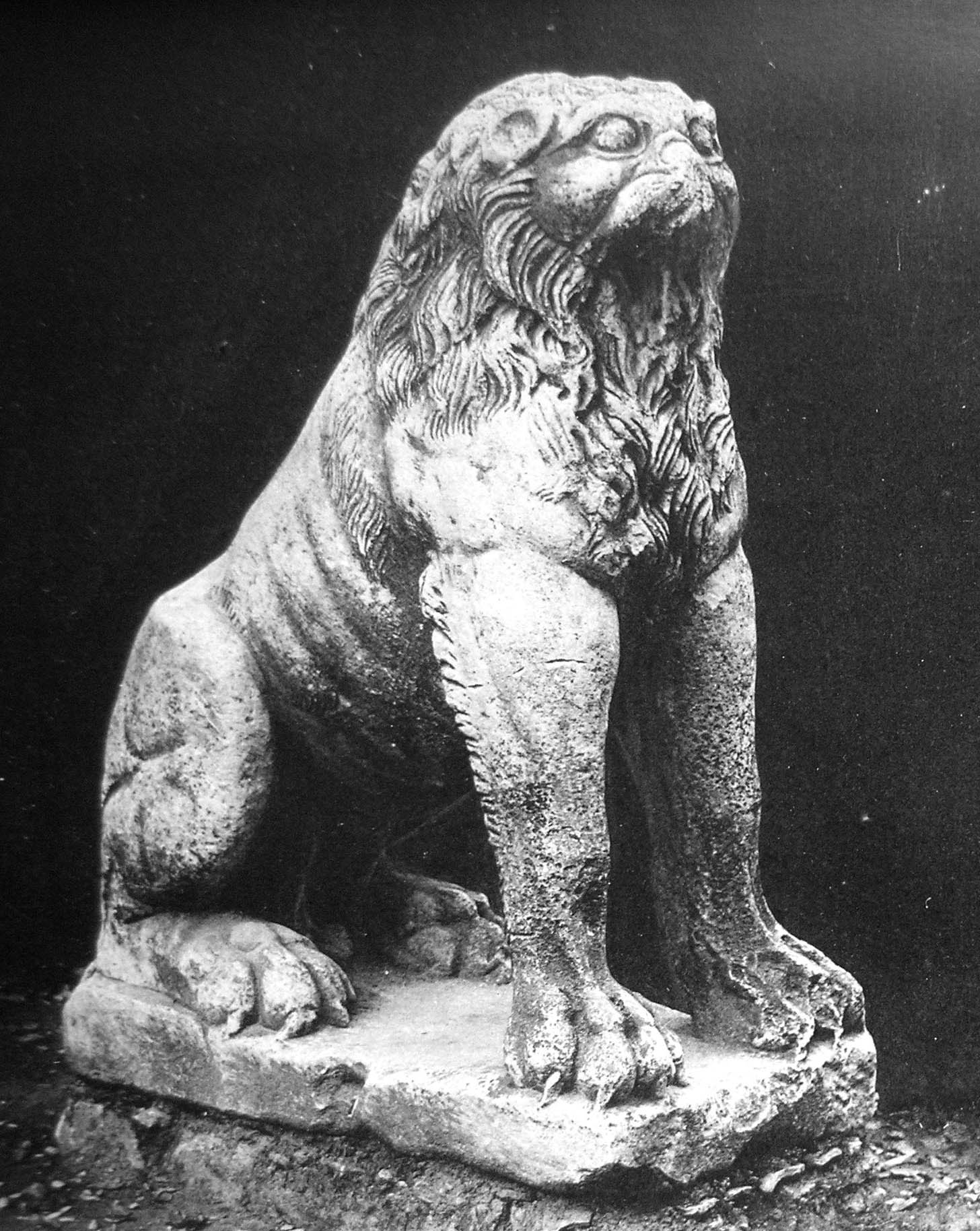
Uno dei due leoni del Palazzo del Boukoleon.
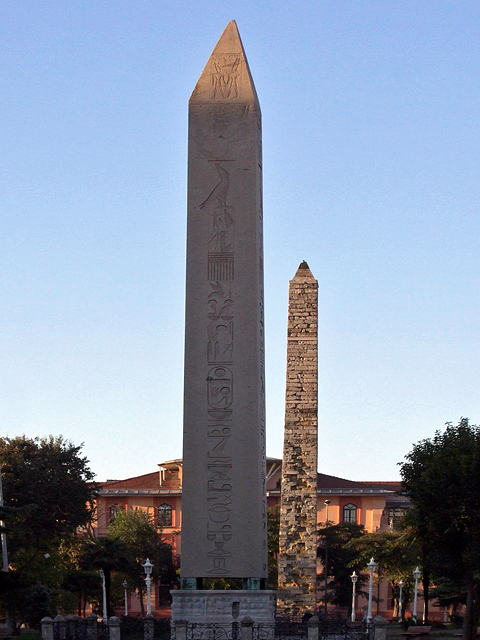
Obelischi di Teodosio e di Costantino.
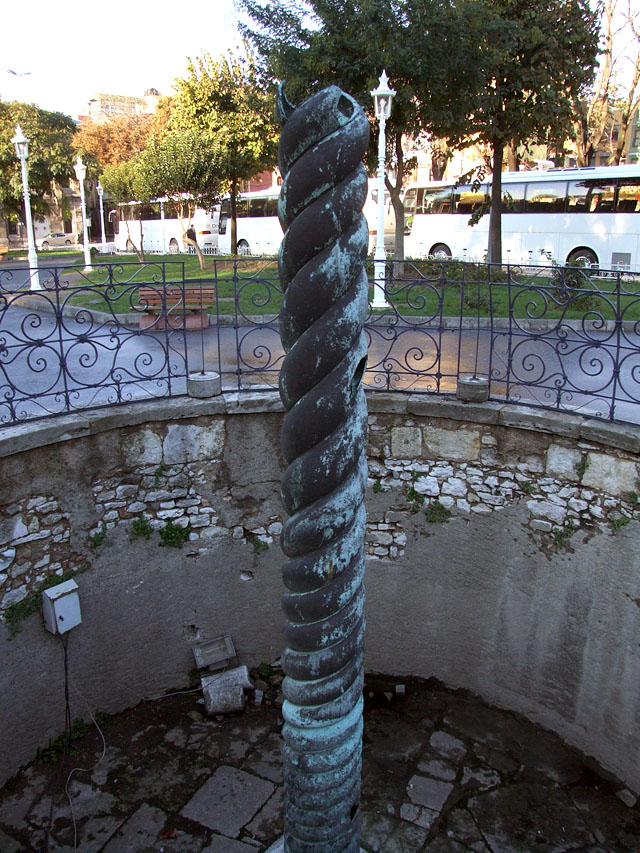
Colonna Serpentina, quel che resta del tripode di Platea.
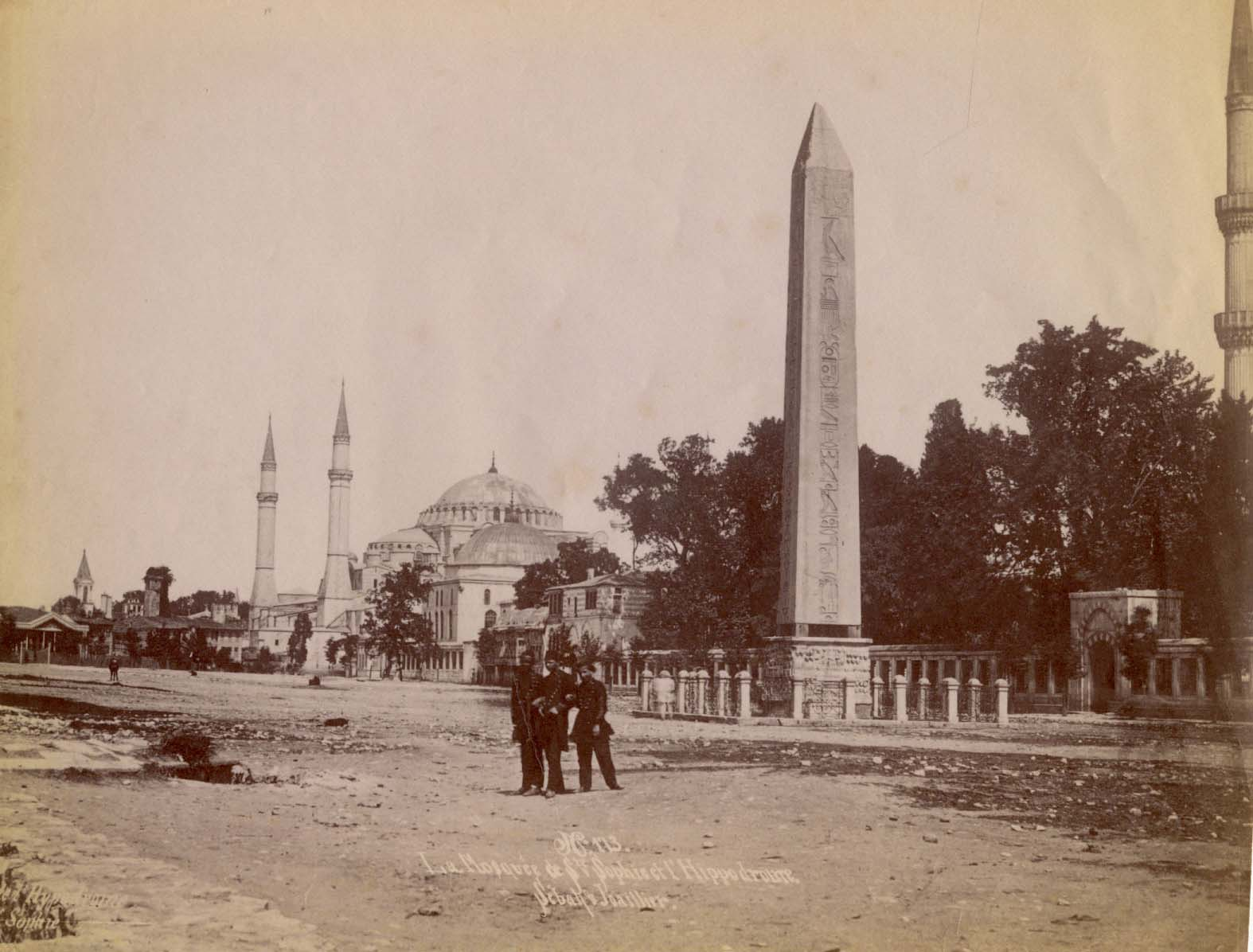
Ippodromo di Costantinopoli (nel XIX secolo).
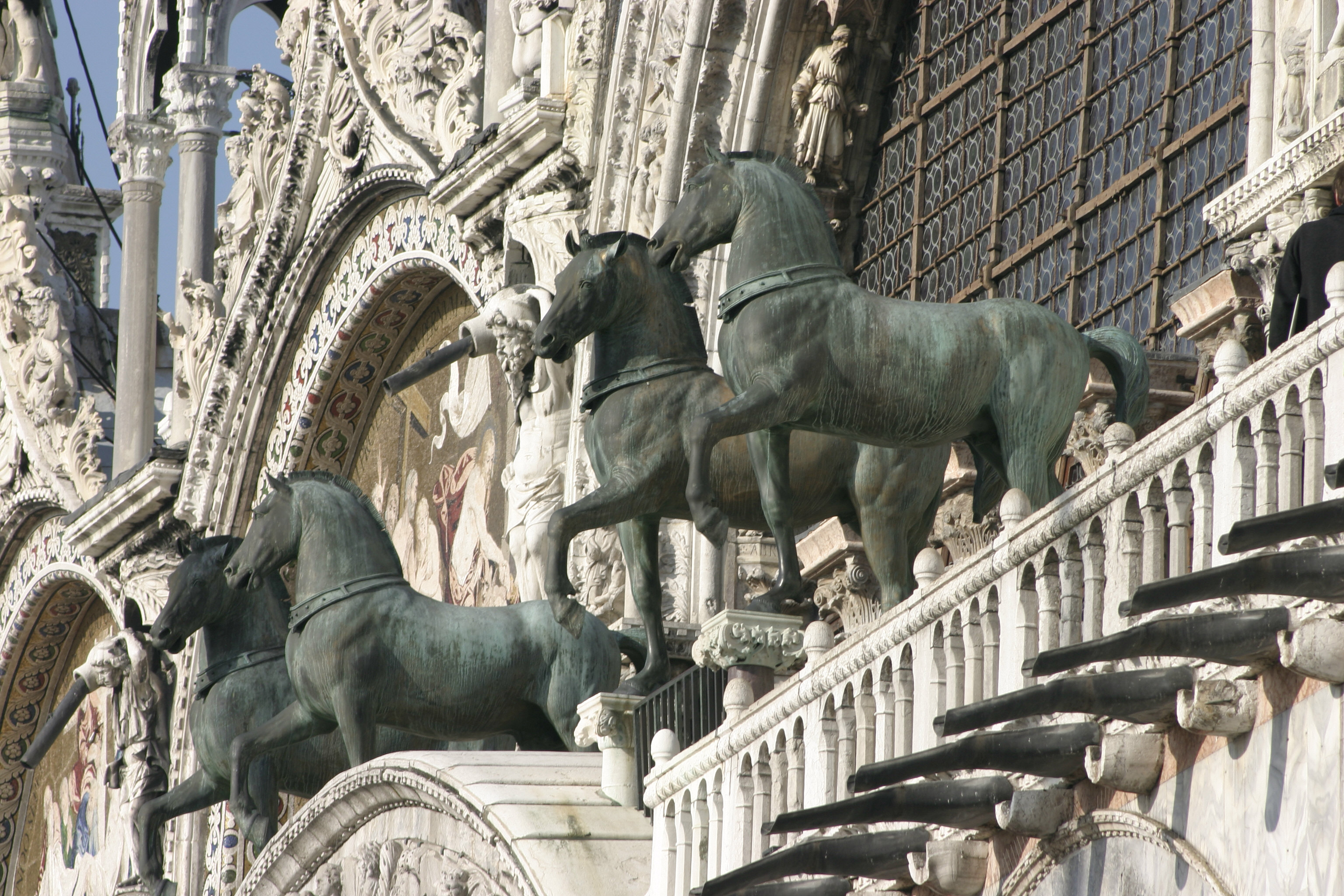
I quattro cavalli di bronzo che decorano la Basilica di San Marco a Venezia e che prima erano nel circo di Costantinopoli.
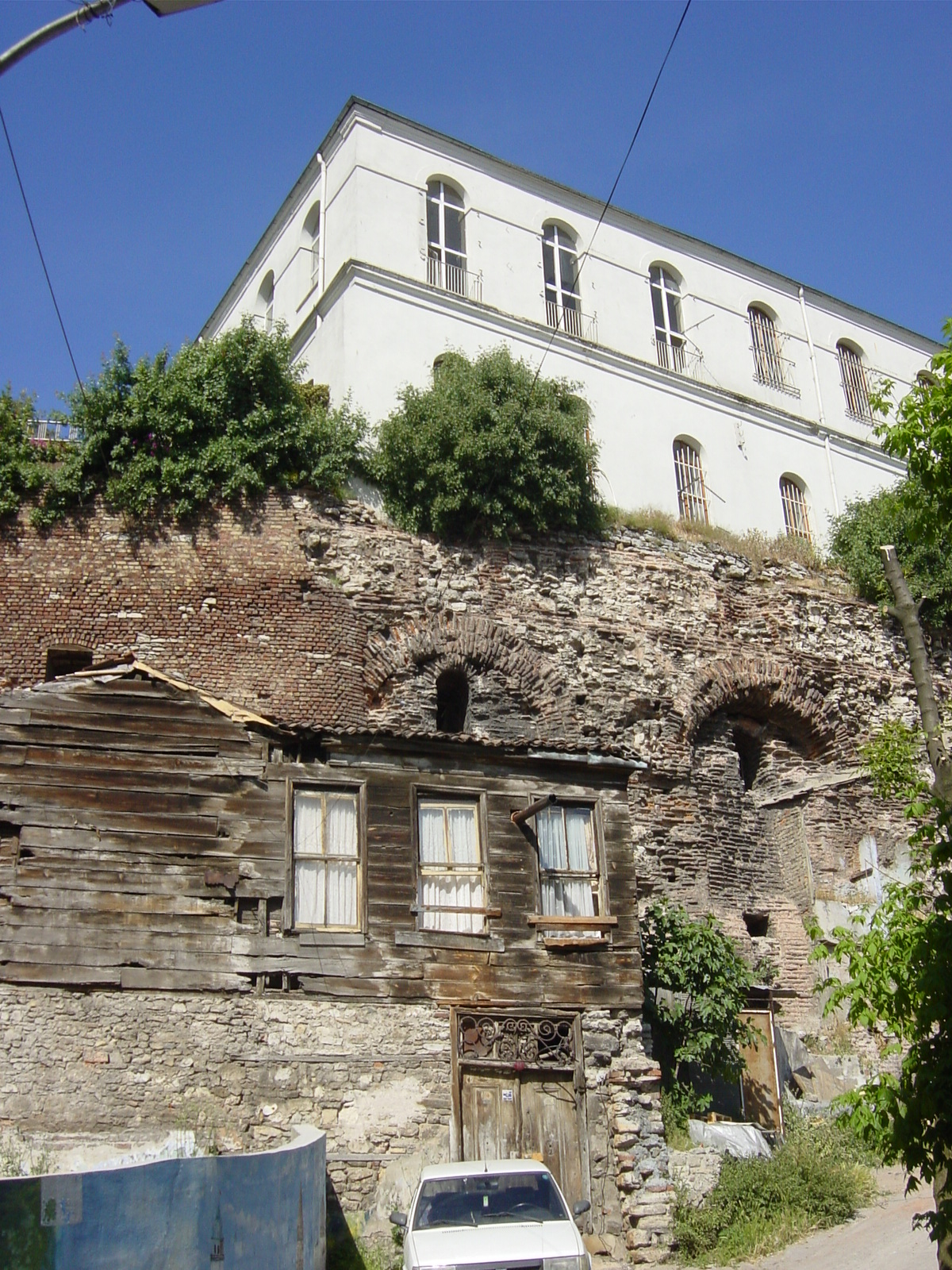
L'unico punto da cui si intravedono le arcate dell'Ippodromo è nella discesa verso ovest proveniente dalla piazza.

#### Il complesso delle Blacherne
Verso la fine del XII secolo gli imperatori iniziarono a realizzare un nuovo complesso palatino, situato lungo le mura di terra all'estremità settentrionale della città, dall'aspetto fortificato. Tale complesso chiamato Palazzo delle Blacherne per la sua vicinanza all'omonimo sobborgo, forniva infatti una maggiore sicurezza rispetto ai palazzi imperiali e godeva di un'atmosfera più salubre, esposto com'era al Corno d'Oro e alla campagna.
Le Blacherne divennero il luogo di soggiorno degli imperatori, che per altro conservarono il palazzo in centro per le attività ufficiali, ovvero di rappresentanza e di governo. Solo dopo la breve parentesi del dominio latino, nel XIII secolo, la corte si trasferì definitivamente nella nuova residenza, ampliata con il complesso del Palazzo del Porfirogenito, abbandonando i vecchi palazzi imperiali.

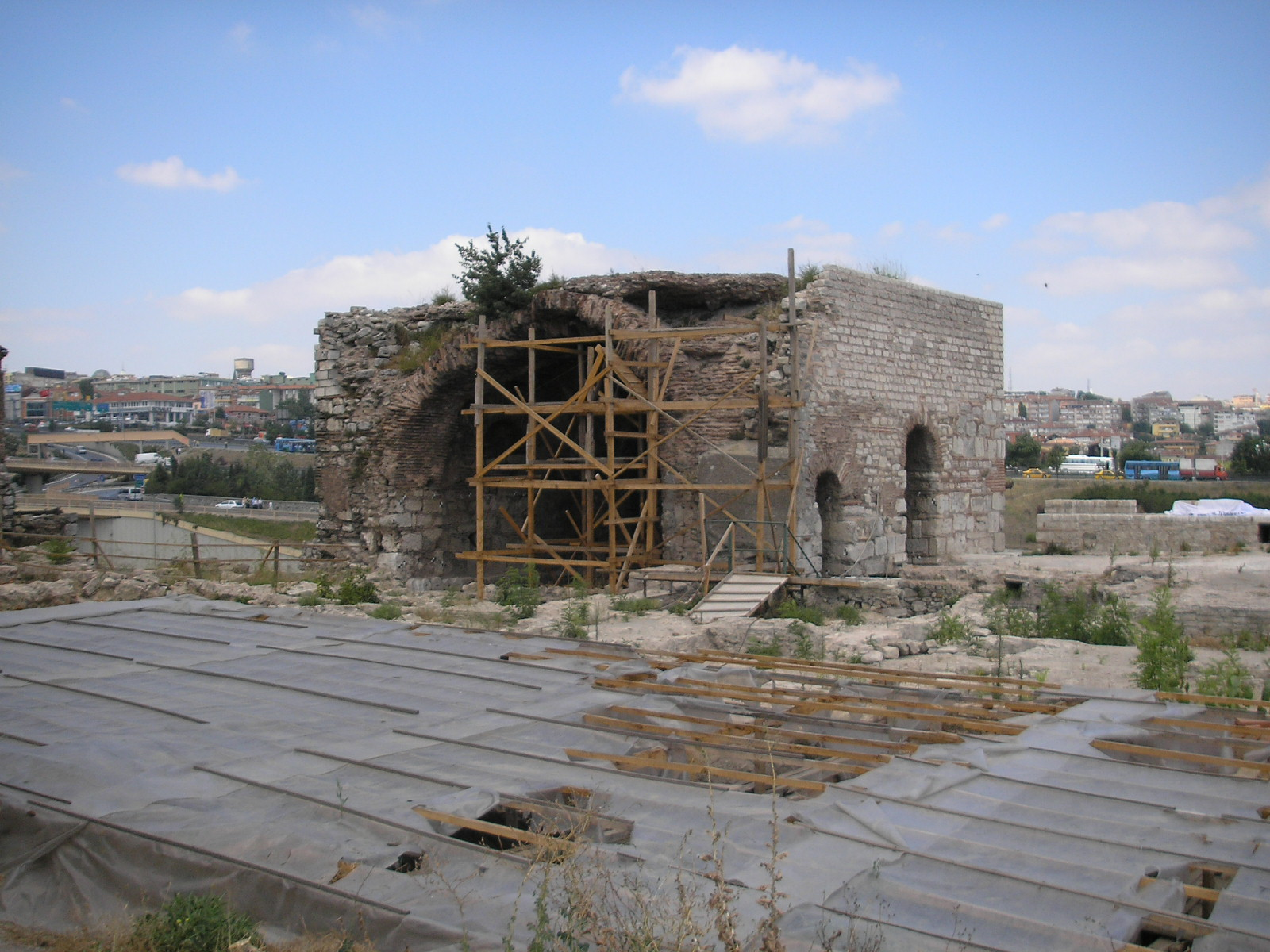
Ciò che resta del palazzo delle Blacherne.

### Le chiese
In quanto centro della Cristianità orientale, fondamento dello stesso ordine imperiale, Costantinopoli era una città ricca di edifici religiosi.
Le chiese principali erano quelle originariamente fondate dallo stesso Costantino:
- la basilica di Santa Sofia, chiesa cattedrale dedicata alla Santa Sapienza;
- la Chiesa di Santa Irene dedicata alla Santa Pace;
- la basilica dei Santi Apostoli, mausoleo imperiale dedicato ai dodici apostoli;

Vi erano poi, tra le altre:
- la basilica di San Polieucto;
- la chiesa di Cristo Pantocratore;
- la chiesa di Cristo Pantepoptes;
- la chiesa di San Giovanni Battista in Lybos;
- la chiesa e monastero di San Giovanni Battista in Studion;
- la chiesa di San Giovanni Battista in Trullo;
- la chiesa di Santa Maria dei Mongoli;
- la chiesa di Santa Maria delle Blacherne
- la chiesa di San Nicola dei Cafioti;
- la chiesa di San Teodoro;
- la chiesa di Santa Eufemia;
- la chiesa di Santa Tecla alle Blacherne;
- la chiesa di Santa Teodosia in Dexiocrato;
- la chiesa dei Santi Sergio e Bacco;
- la chiesa del Myrelaion;
- la chiesa di San Salvatore in Chora;
- la chiesa della Theotokos Elousa;
- la chiesa della Theotokos in Lybos;
- la chiesa della Theotokos Kyrotissa;
- la chiesa della Theotokos Pammacaristos;
- il monastero della Vergine Odigitria;
- il monastero di San Giorgio dei Mangani;
- il monastero di Sant'Ipazio.

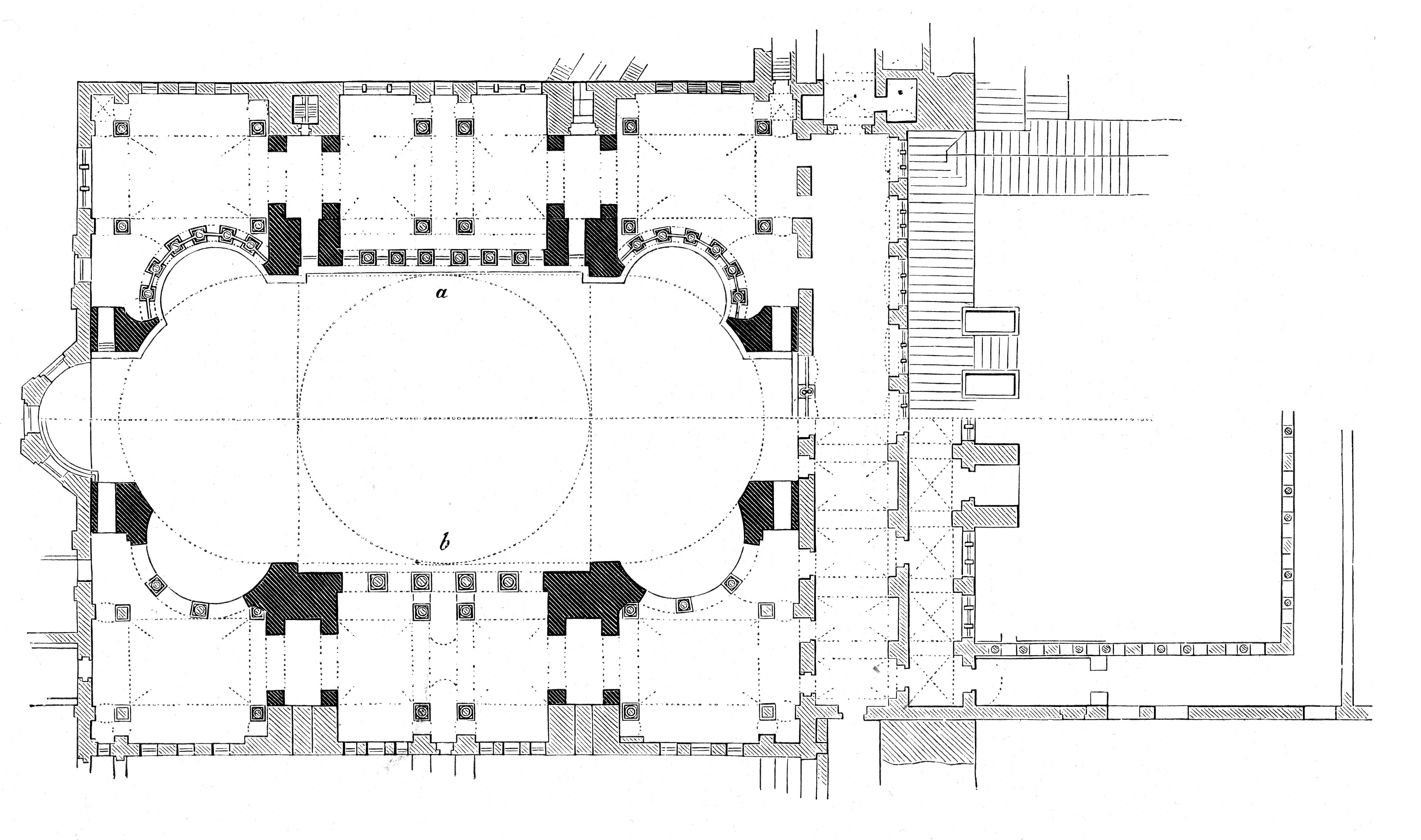
Pianta di Santa Sofia.
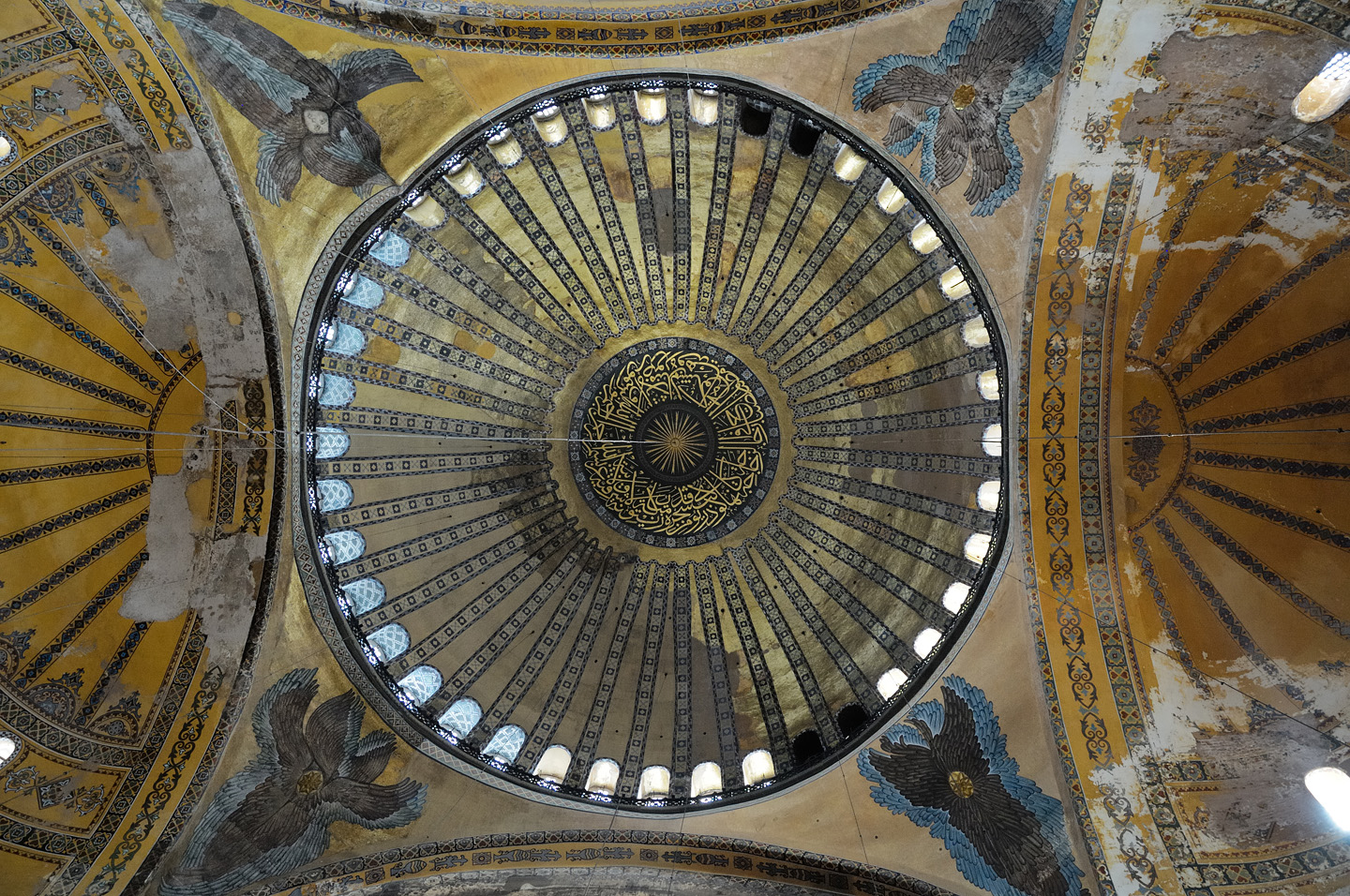
Cupola della basilica di Santa Sofia.
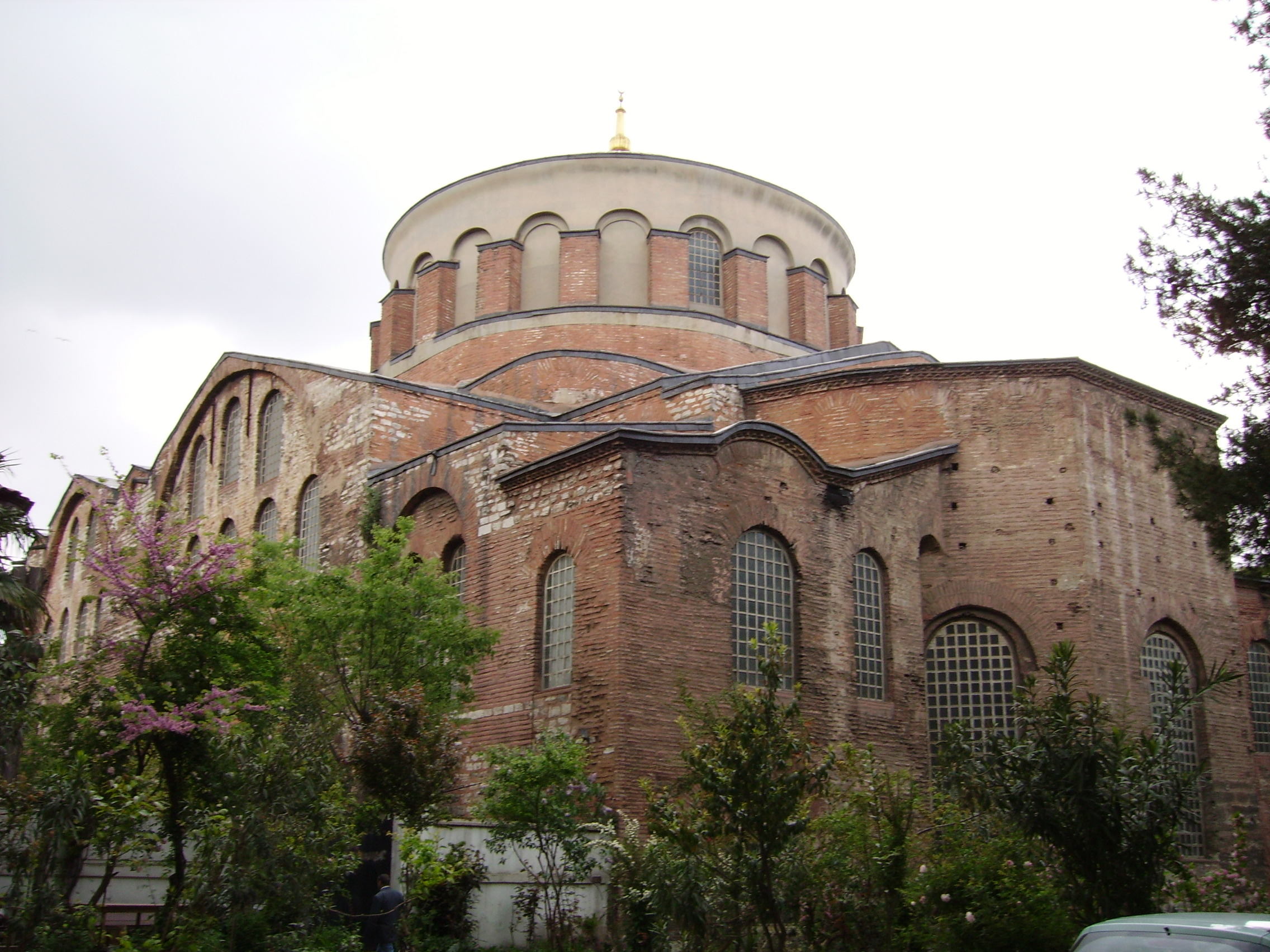
Santa Irene, fondata da Costantino e riedificata da Giustiniano.
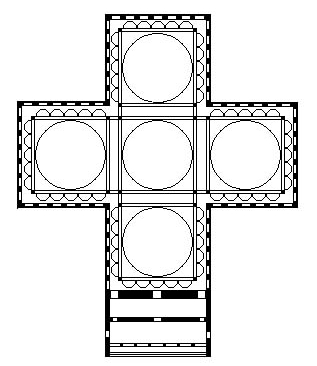
Pianta della basilica dei Santi Apostoli.
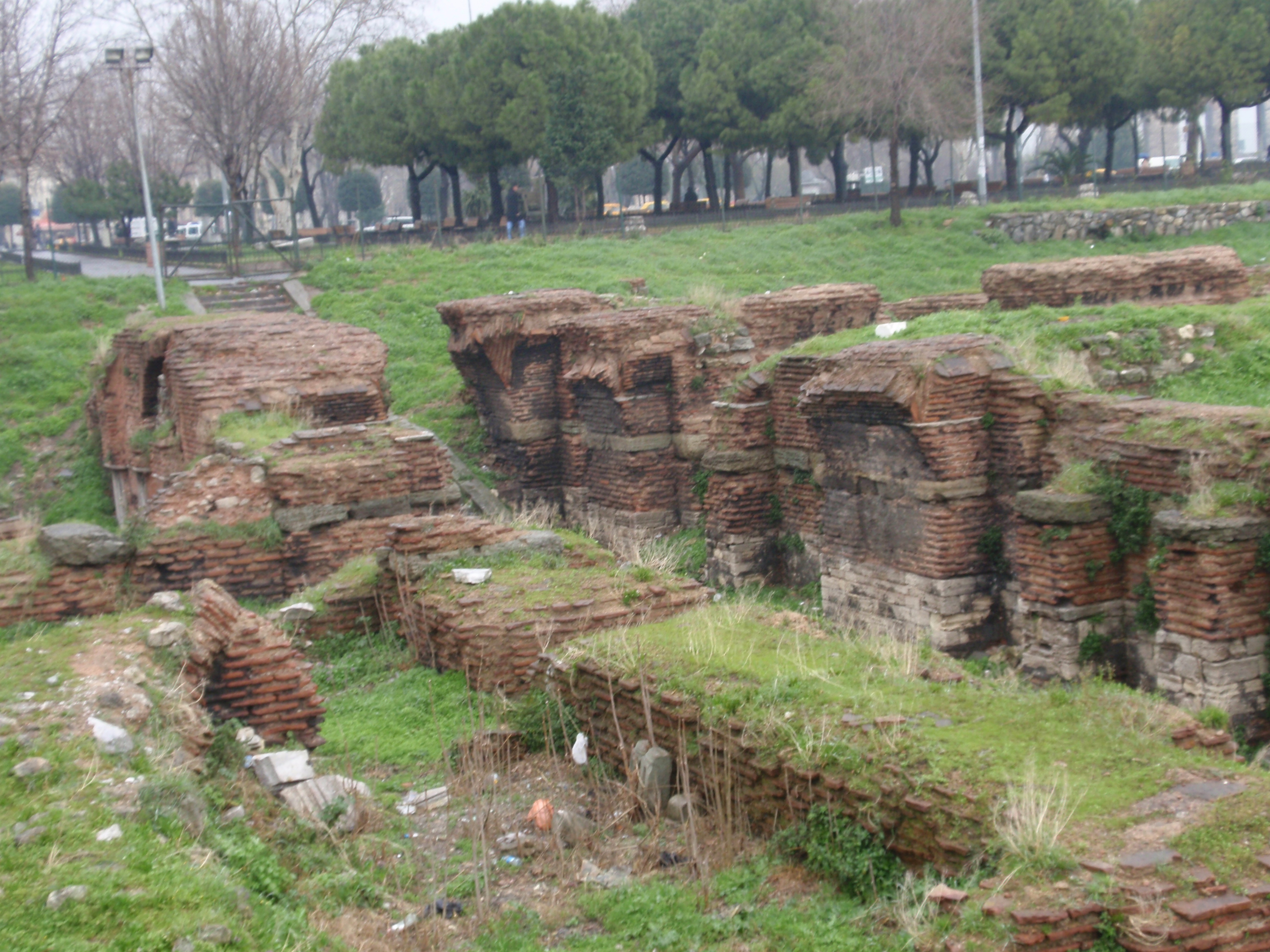
Rovine della basilica di San Polieucto.
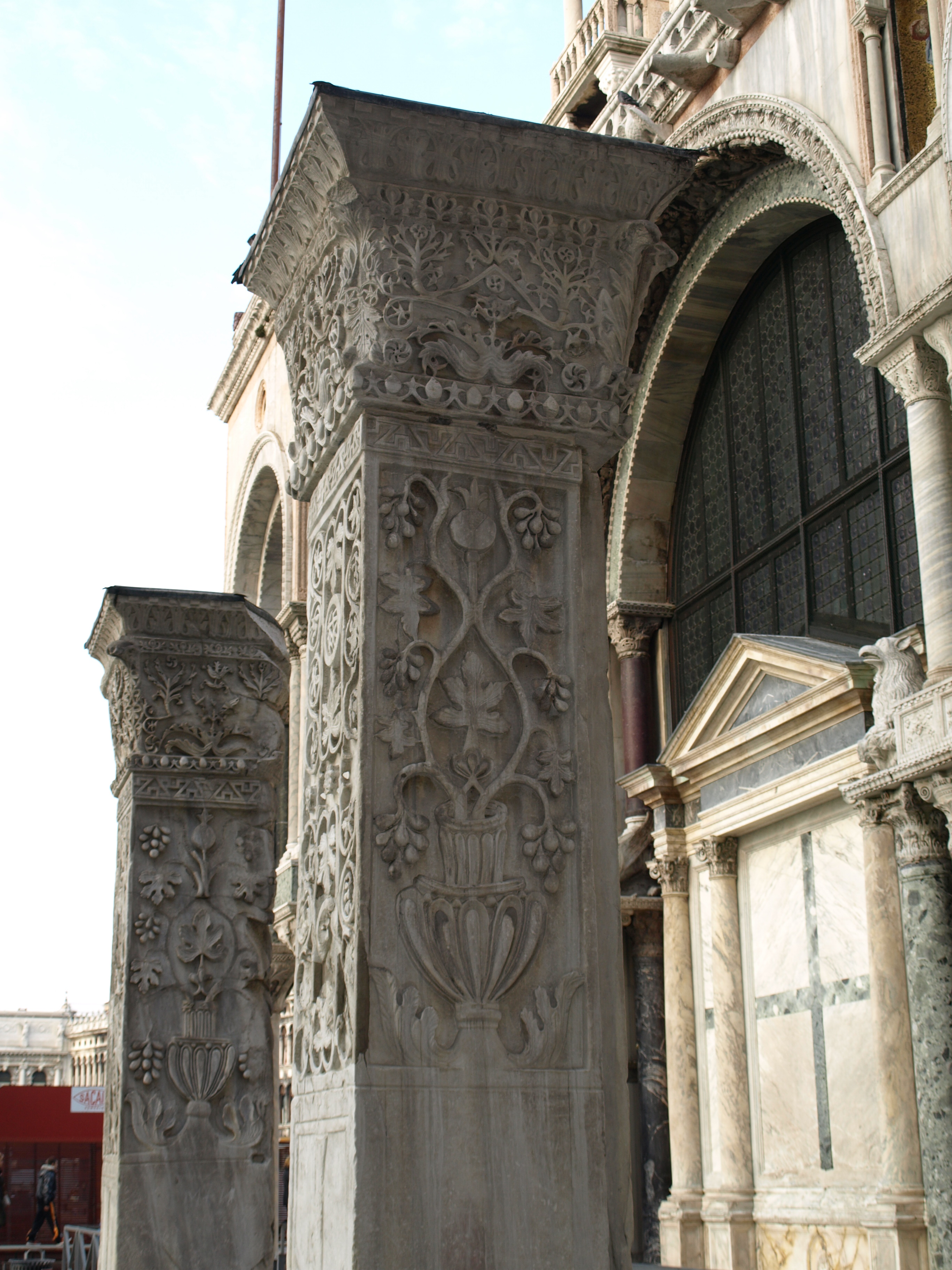
I «Pilastri acritani», provenienti dalla basilica di San Polieucto e riutilizzati nella basilica di San Marco a Venezia.
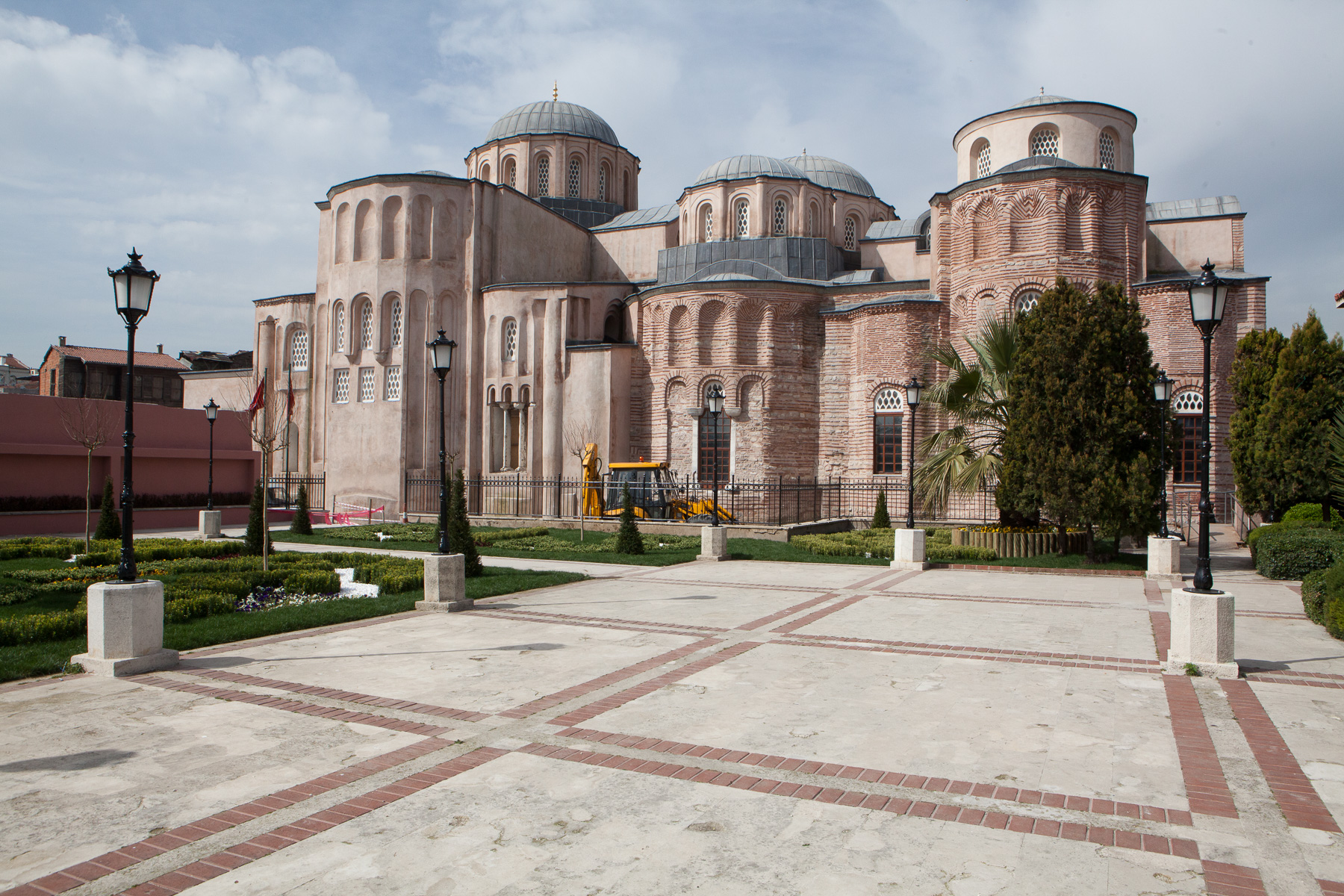
La chiesa di Cristo Pantocratore (a sinistra) e la Chiesa della Theotokos Elousa (a destra) oggi adibite a moschea di Zeyrek.
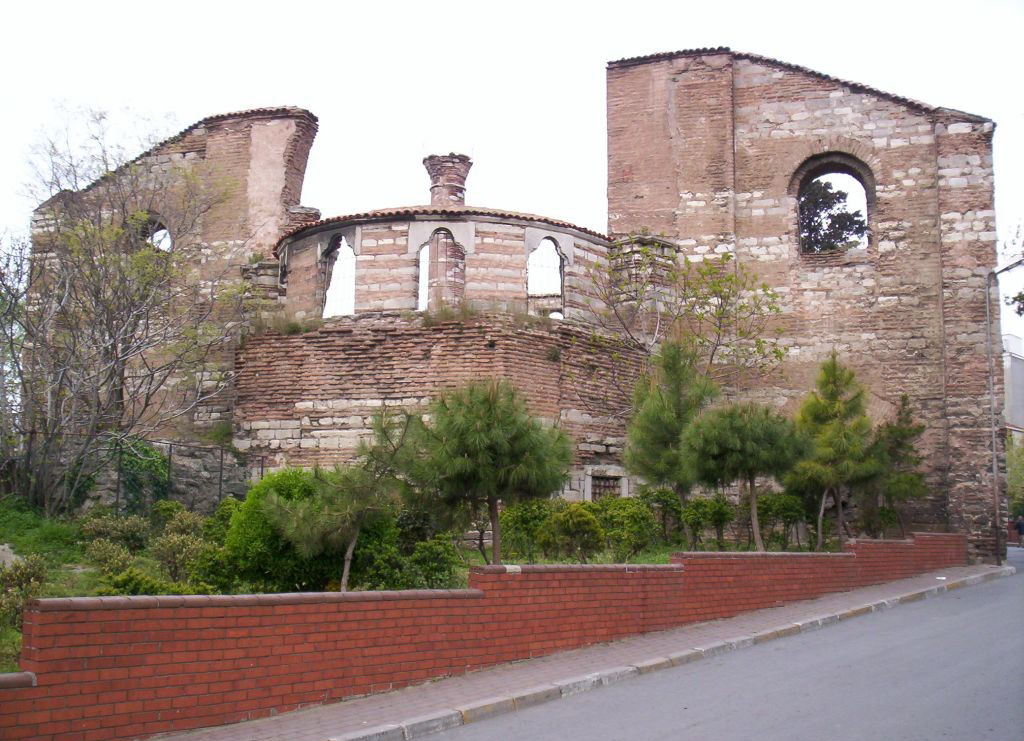
Rovine dello Studion.
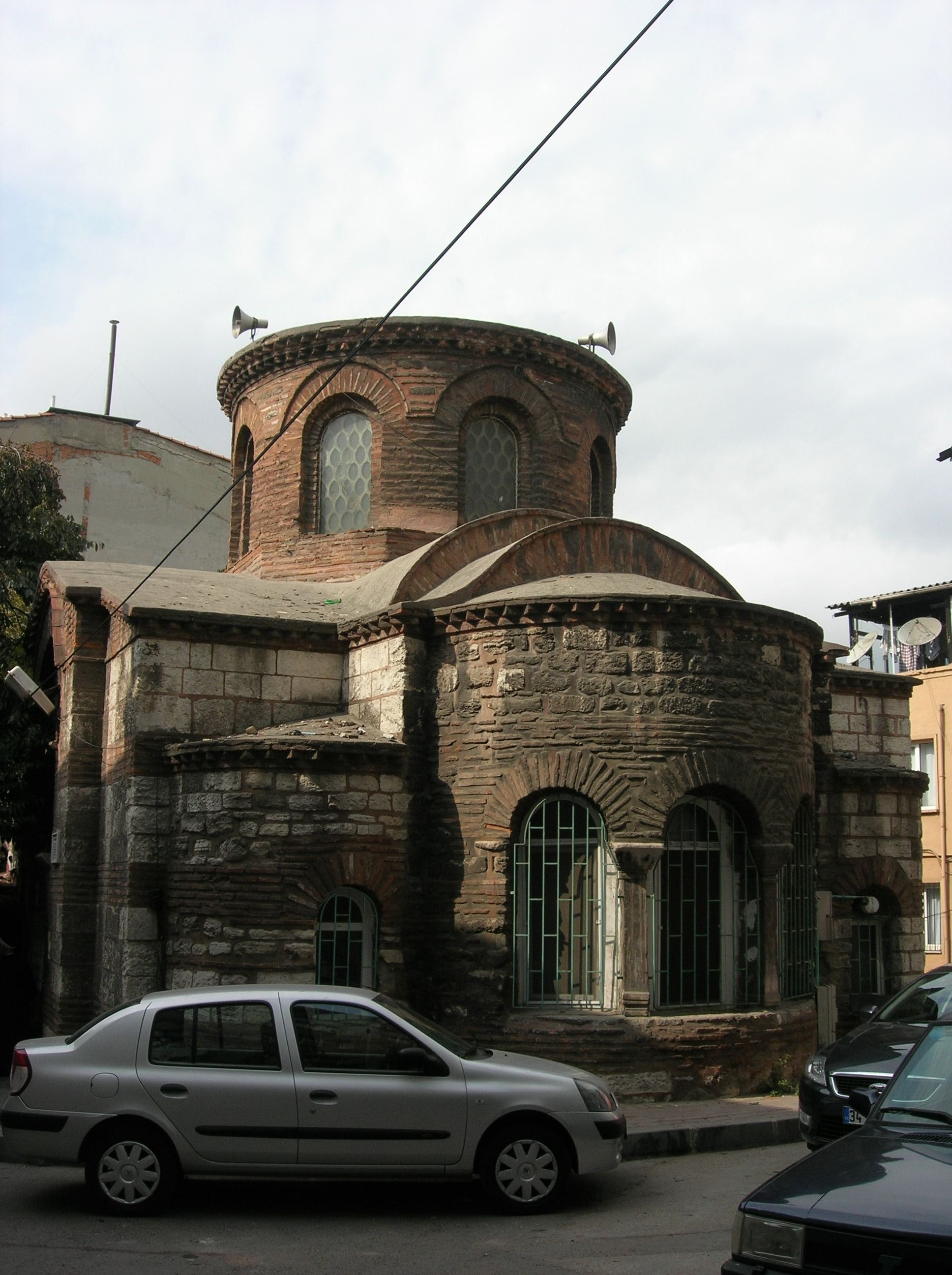
La chiesa di San Giovanni Battista in Trullo, oggi moschea di Hirami Ahmet Pasha.
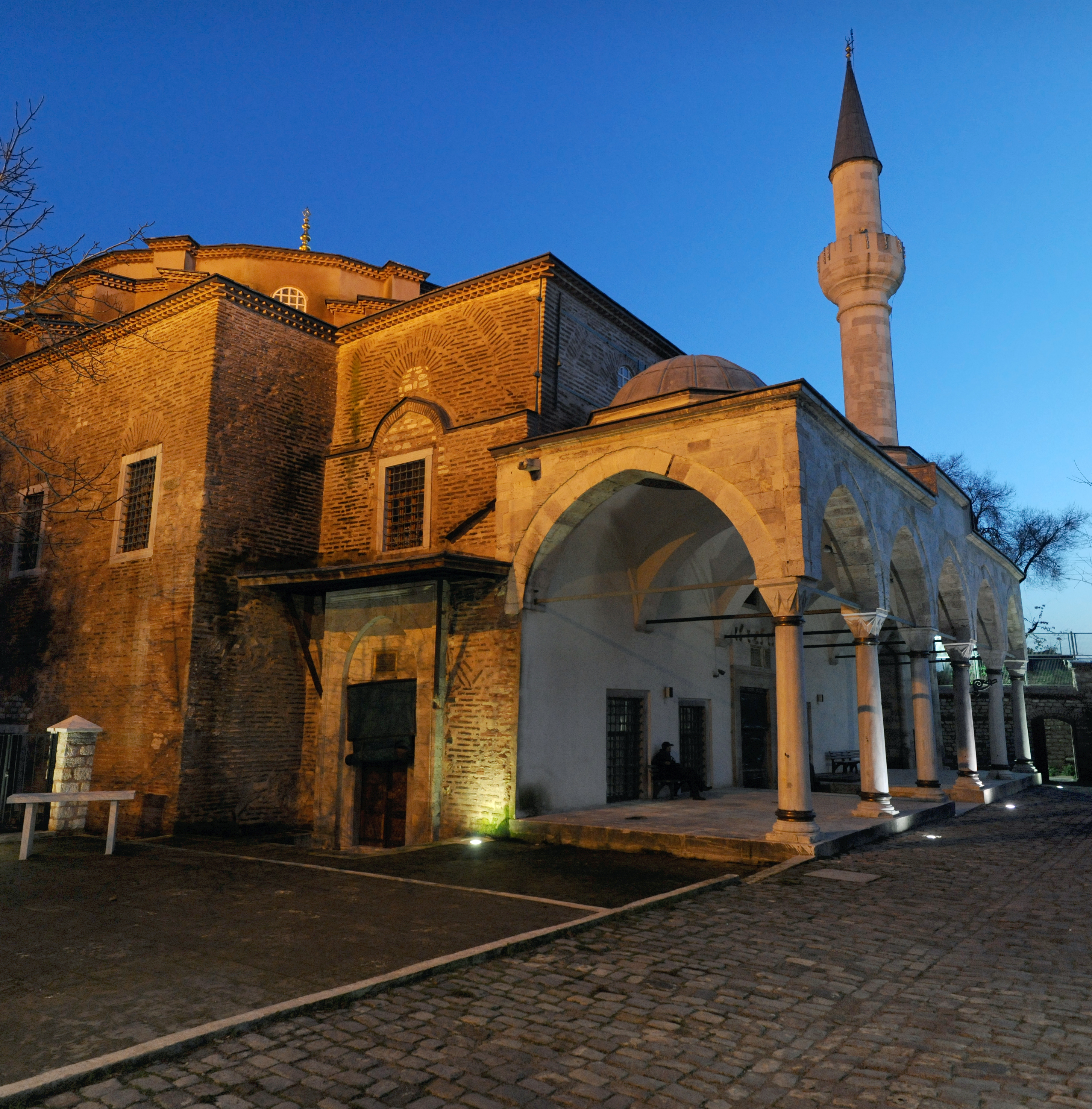
La chiesa dei Santi Sergio e Bacco (oggi Küçük Aya Sofya Camii).
Pianta della chiesa dei Santi Sergio e Bacco.
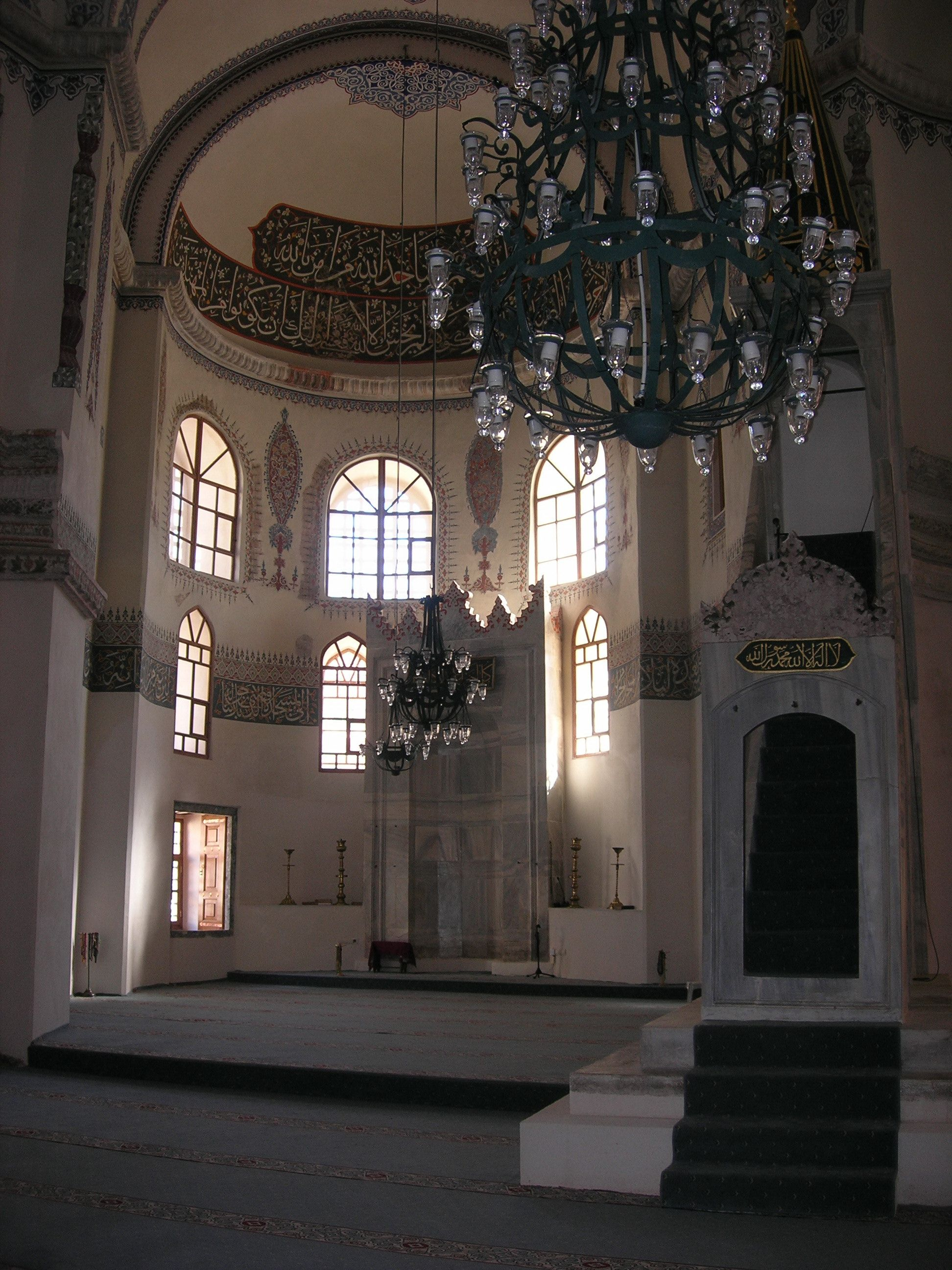
L'abside della chiesa primitiva dei Santi Sergio e Bacco, con il miḥrāb.
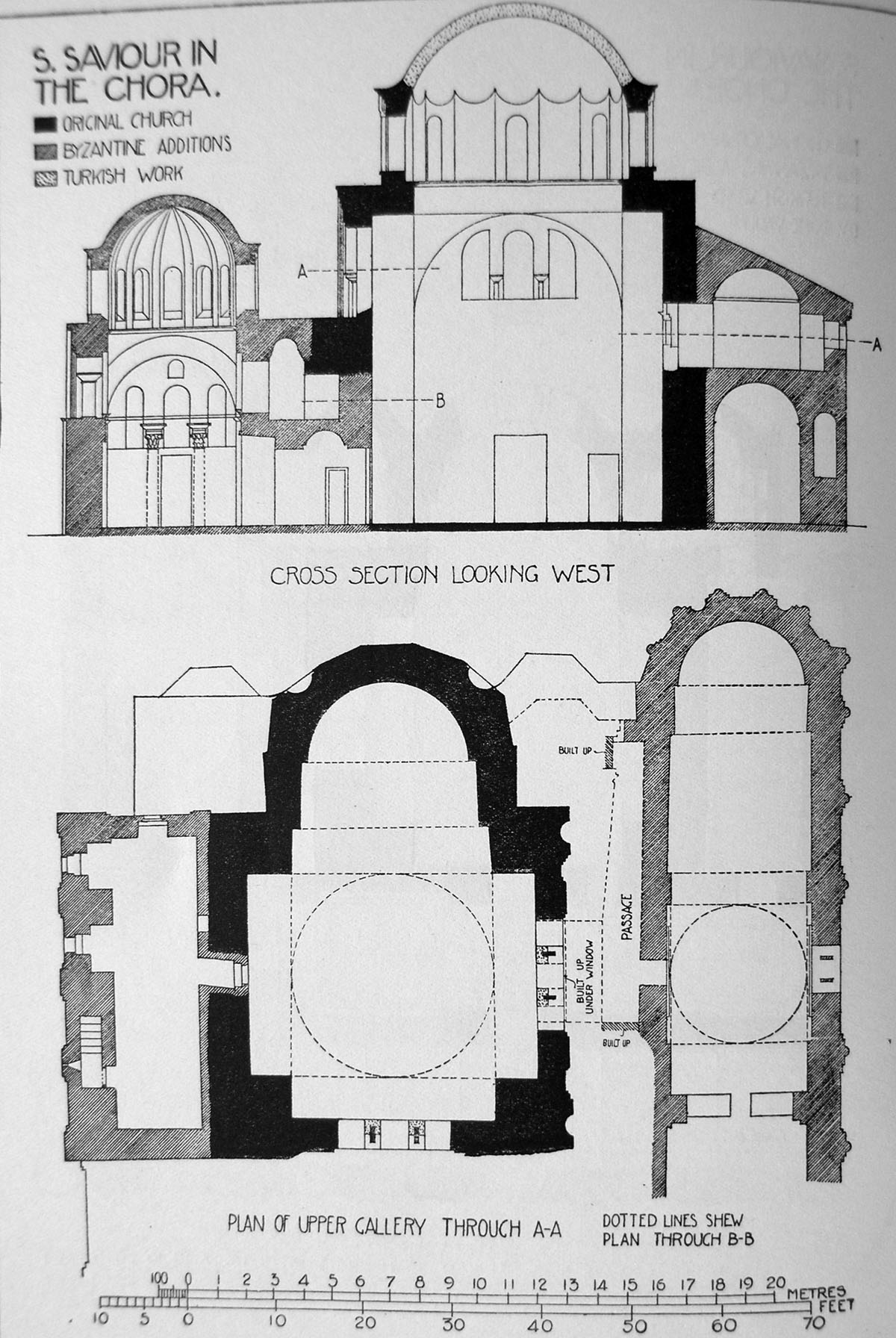
Pianta della chiesa di San Salvatore in Chora.
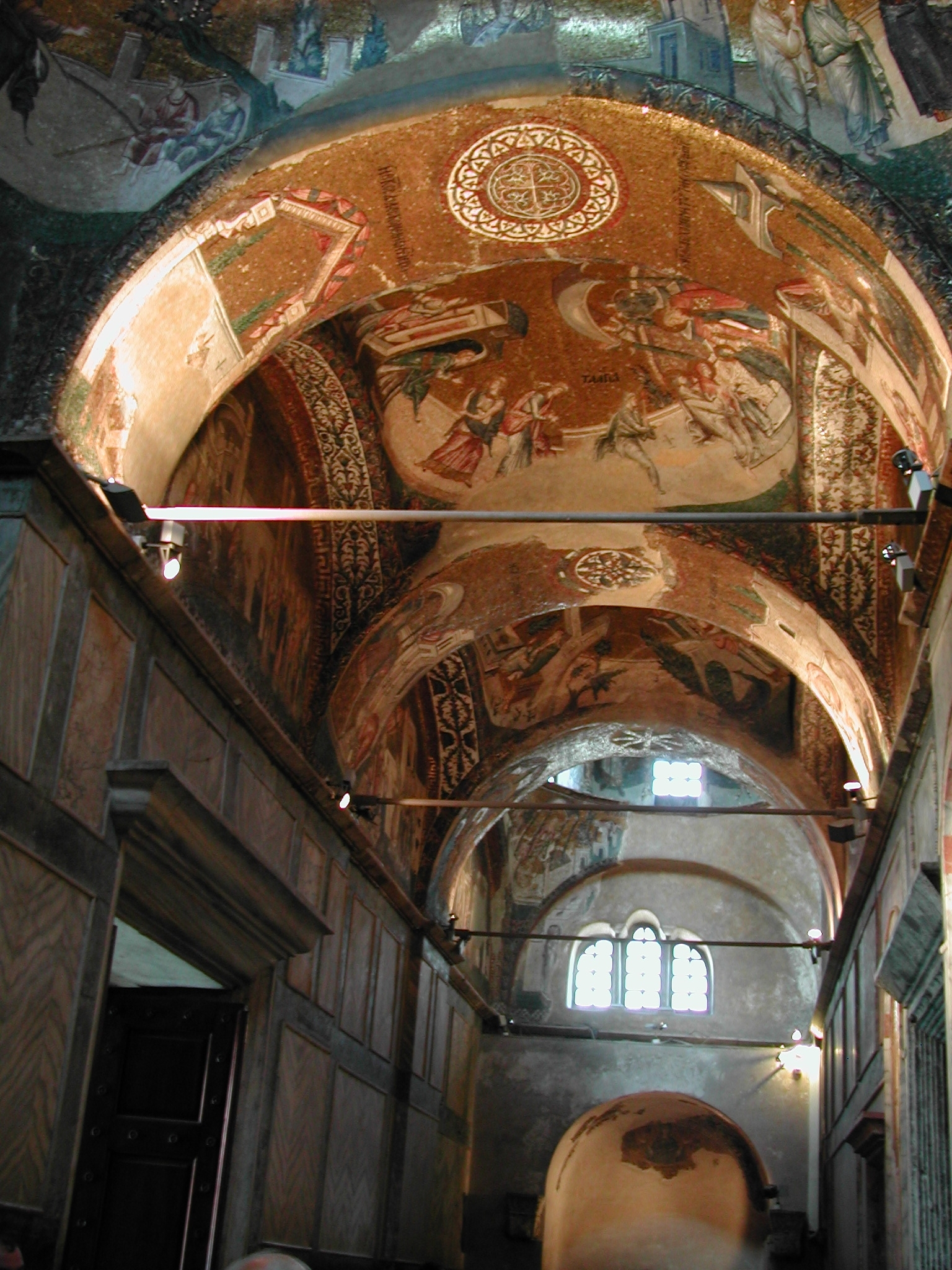
Interno della chiesa di San Salvatore in Chora.
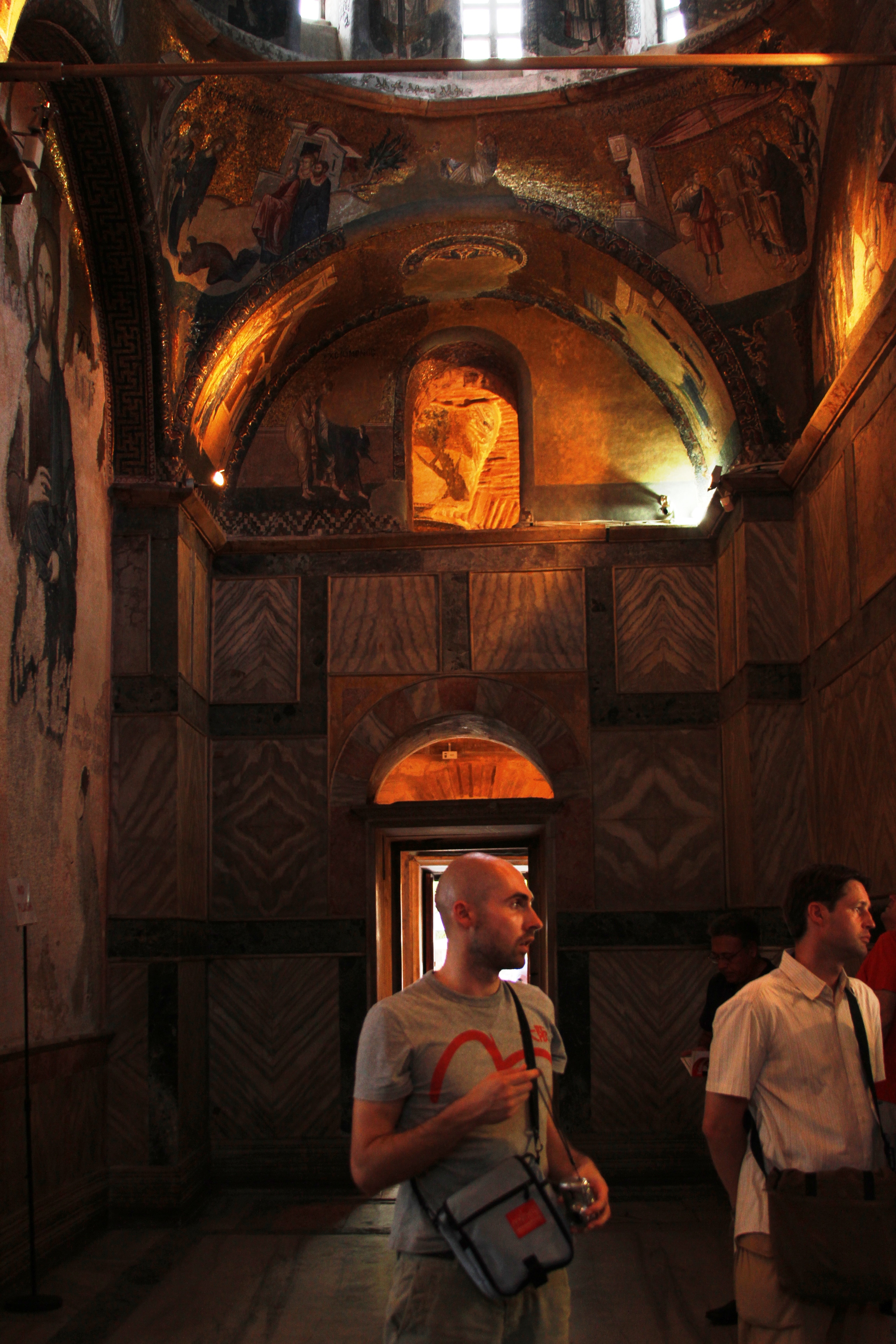
Ancora interno della chiesa di San Salvatore in Chora.

### Le mura

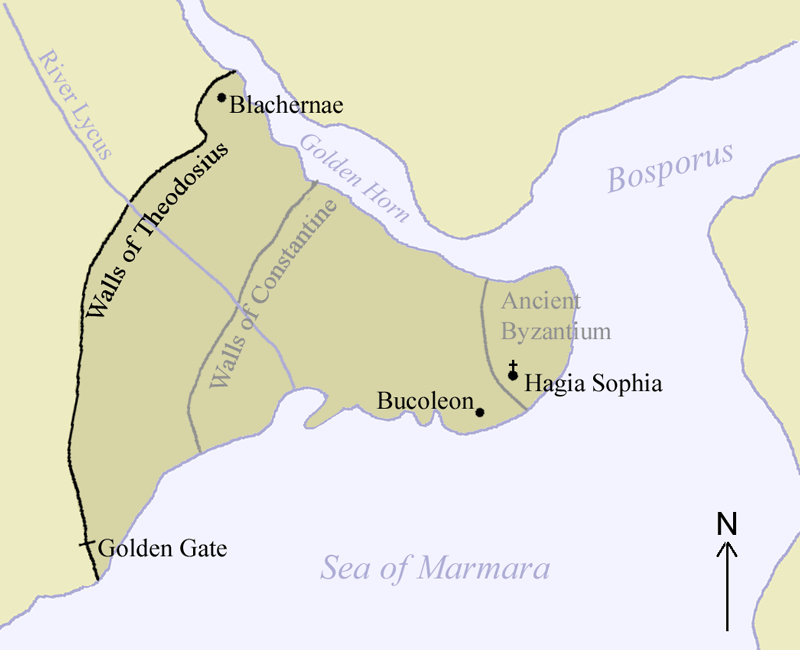
Le diverse cerchie murarie di Costantinopoli.

Al momento della costruzione della nuova città, Bisanzio disponeva già di una cinta muraria, le cosiddette Mura Severiane, erette da Settimio Severo nel II secolo d.C. Le mura della nuova capitale, erette da Costantino, dette Mura Costantiniane, si estendevano per 2,8 chilometri (15 stadi) attraverso la penisola, a ovest delle vecchie mura, dal Mar di Marmara al Corno d'Oro, includendo un territorio quasi triplo del precedente. Completate nel 328, a queste mura si aggiungevano le opere difensive che proteggevano la città dal mare.
Le mura costantiniane divennero ben presto troppo piccole per la città in rapida espansione, portando, ottant'anni dopo, alla costruzione di una nuova cerchia terrestre. Le nuove mura, completate durante il regno di Arcadio e dette Mura Teodosiane, furono un capolavoro di architettura militare dovuto al genio di Flavio Antemio. Si dimostrarono infatti per lungo tempo assolutamente imprendibili e persero la propria funzione militare solo con lo sviluppo dell'assedio scientifico. Questa nuova cinta muraria, molto potente, era in realtà composta da tre cerchi di fortificazioni. La cerchia interna o Grandi Mura, costituita da uno spesso e alto muro intervallato da potenti torri e numerose porte, aveva un'altezza tale da permettere di proteggere e superare con le armi dal lancio la cerchia esterna o Proteichisma, più bassa e anch'essa intervallata da torri, alternate rispetto a quelle interne, creando un unico complesso difensivo. Le due cerchie creavano uno spazio, detto Perivolos, attraversato da una strada militare protetta, utilizzabile durante i combattimenti. Oltre la cerchia esterna si trovava un vallo eretto a creare un ulteriore spazio, detto Parateichion, attraversato da un'ulteriore strada militare e allagabile in caso d'assedio, con un sistema a compartimenti che ne impediva il completo svuotamento.
L'accesso principale alla città era rappresentato dalla Porta Aurea, aperta sulla via Egnazia, che conduceva, attraverso la rotta Durazzo-Brindisi, alla via Appia e a Roma. La porta era riservata alle cerimonie trionfali e si trovava all'estremità meridionale delle mura. All'estremità settentrionale si apriva invece la Porta delle Blacherne, annessa al complesso palatino addossato alle mura ed eretto nel XII secolo: la porta blacherniota era riservata all'uso esclusivo dell'Imperatore.
In corrispondenza di queste due porte si ergevano due complessi fortificati, lo Strongylon e il Kastellion. Il sistema era completato dalle cosiddette Mura Marittime, in parte di epoca costantiniana, in parte successive, e le Mura delle Blacherne, costruite per proteggere l'omonimo sobborgo, nei pressi del nuovo Palazzo Imperiale. Al di là del Corno d'Oro vi erano poi le fortificazioni del quartiere di Galata, utilizzate come caposaldo per le catene con cui veniva chiuso il porto in caso di pericolo.

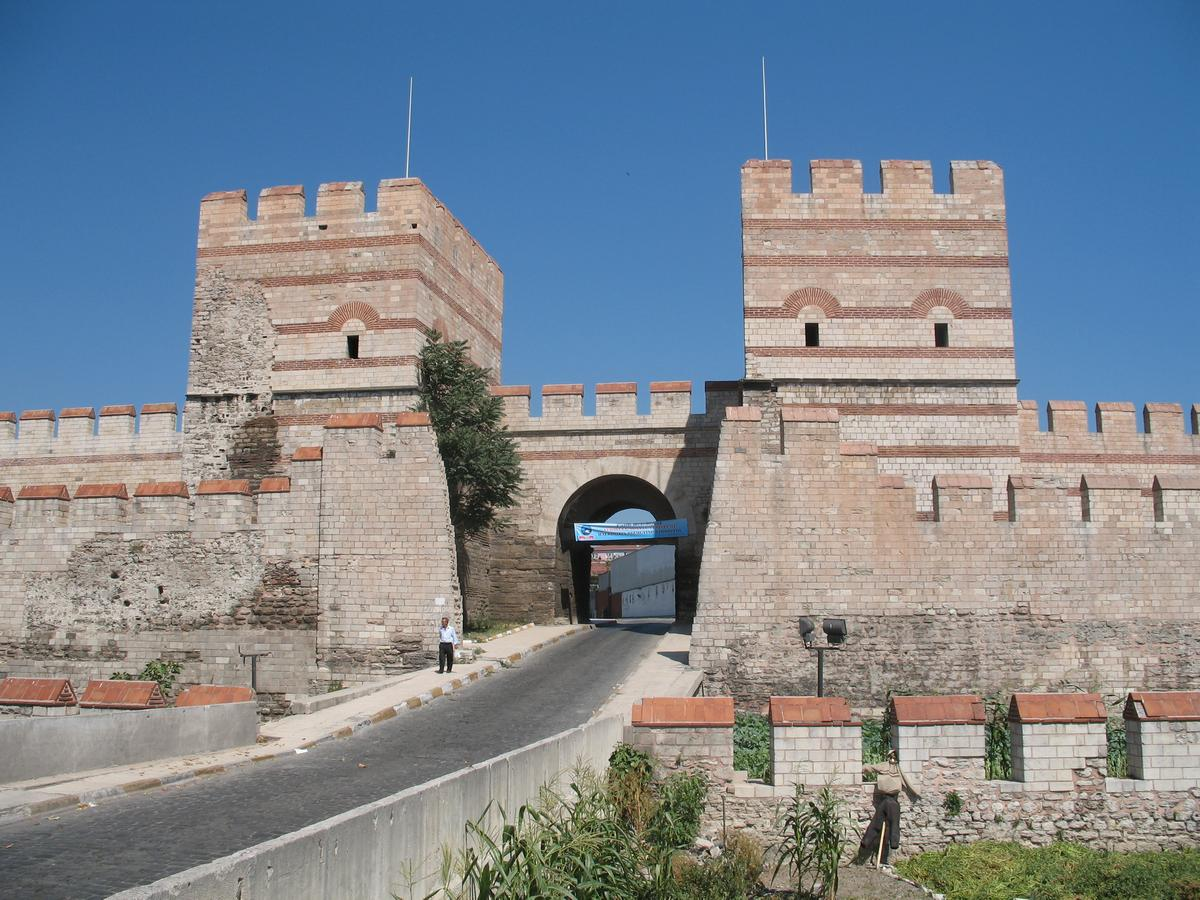
La Seconda Porta Militare o Porta di Belgrado, nelle Mura Teodosiane.
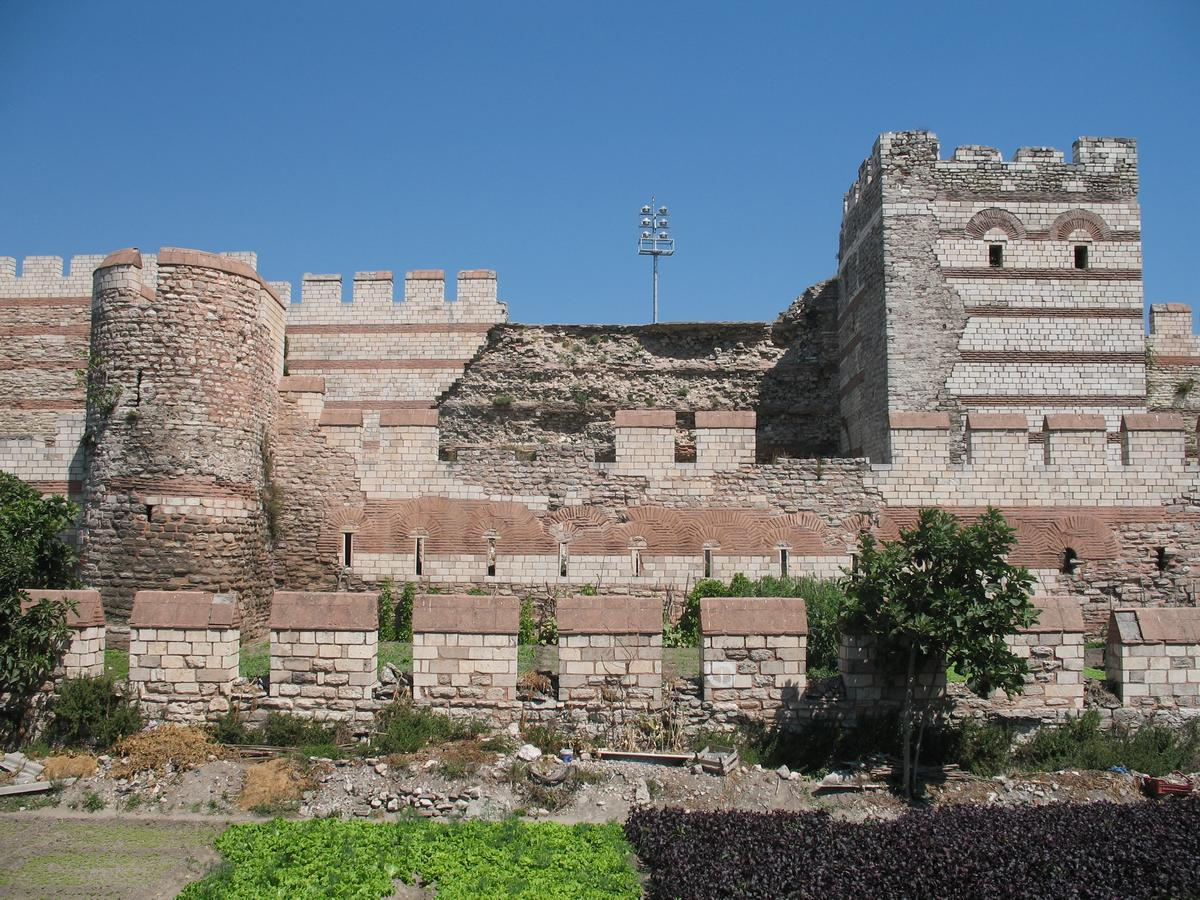
Le mura teodosiane.
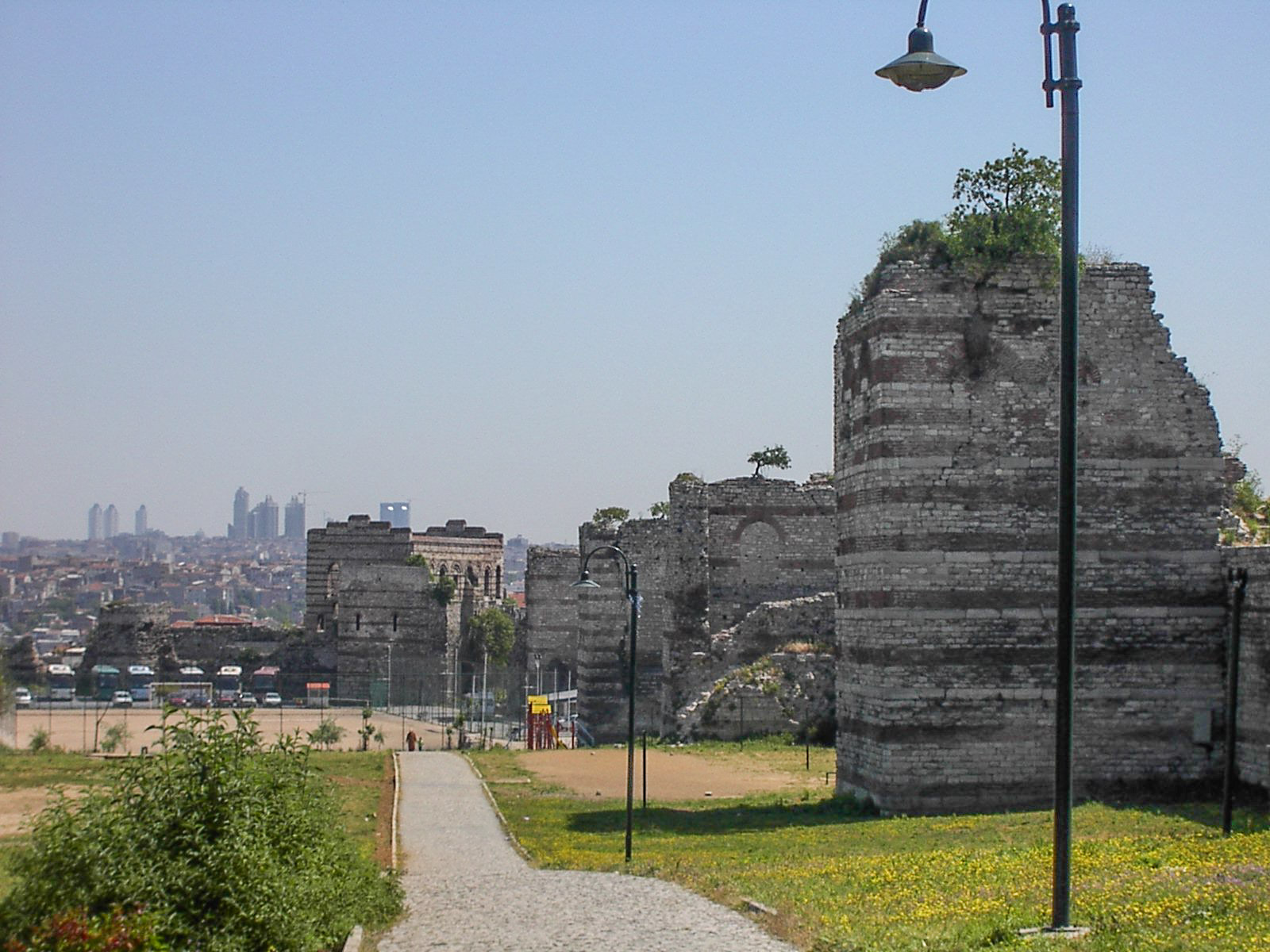
Le mura delle Blacherne.
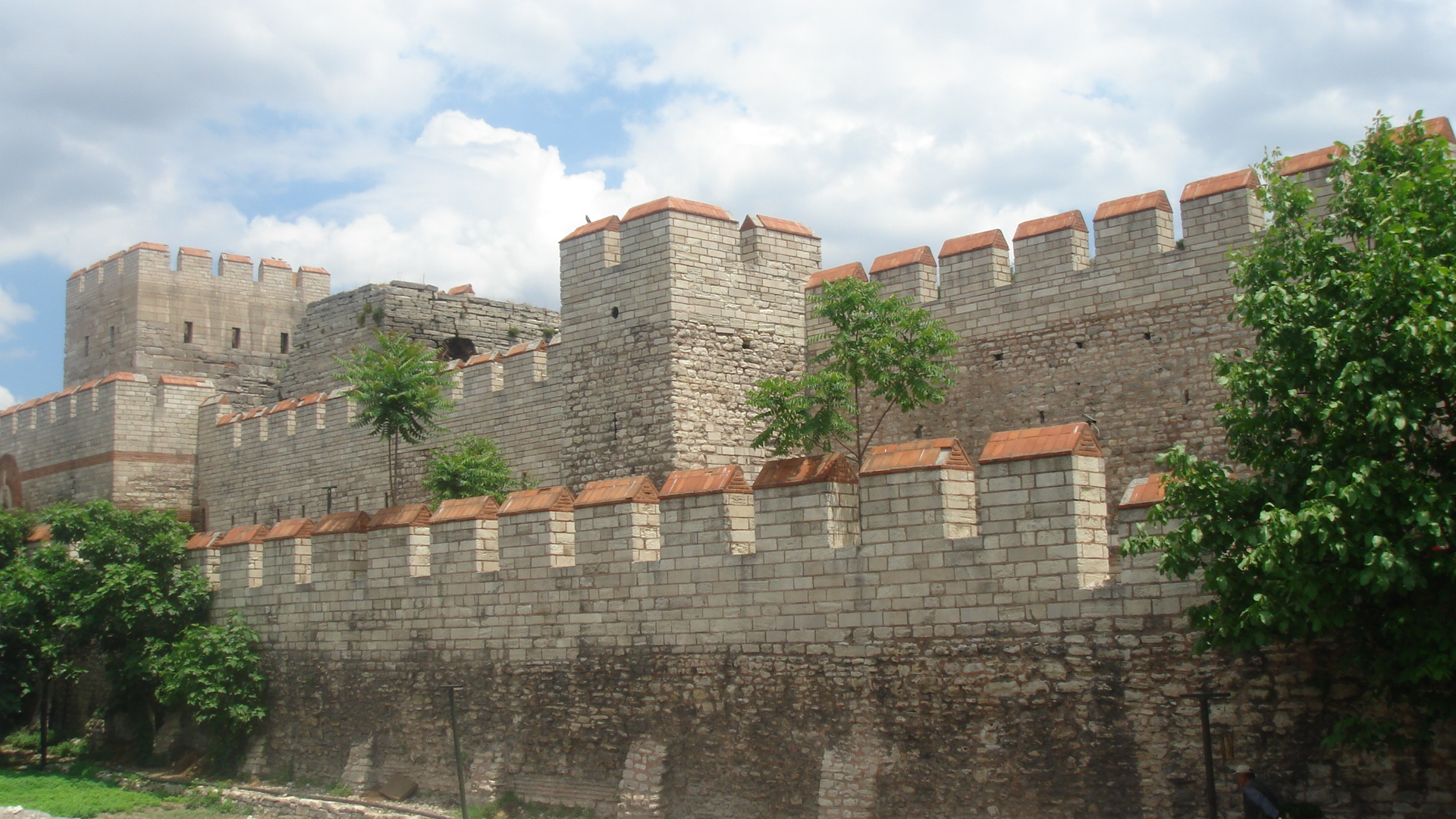
Una zona restaurata delle Mura teodosiane, nella zona della Porta di Selimbria.
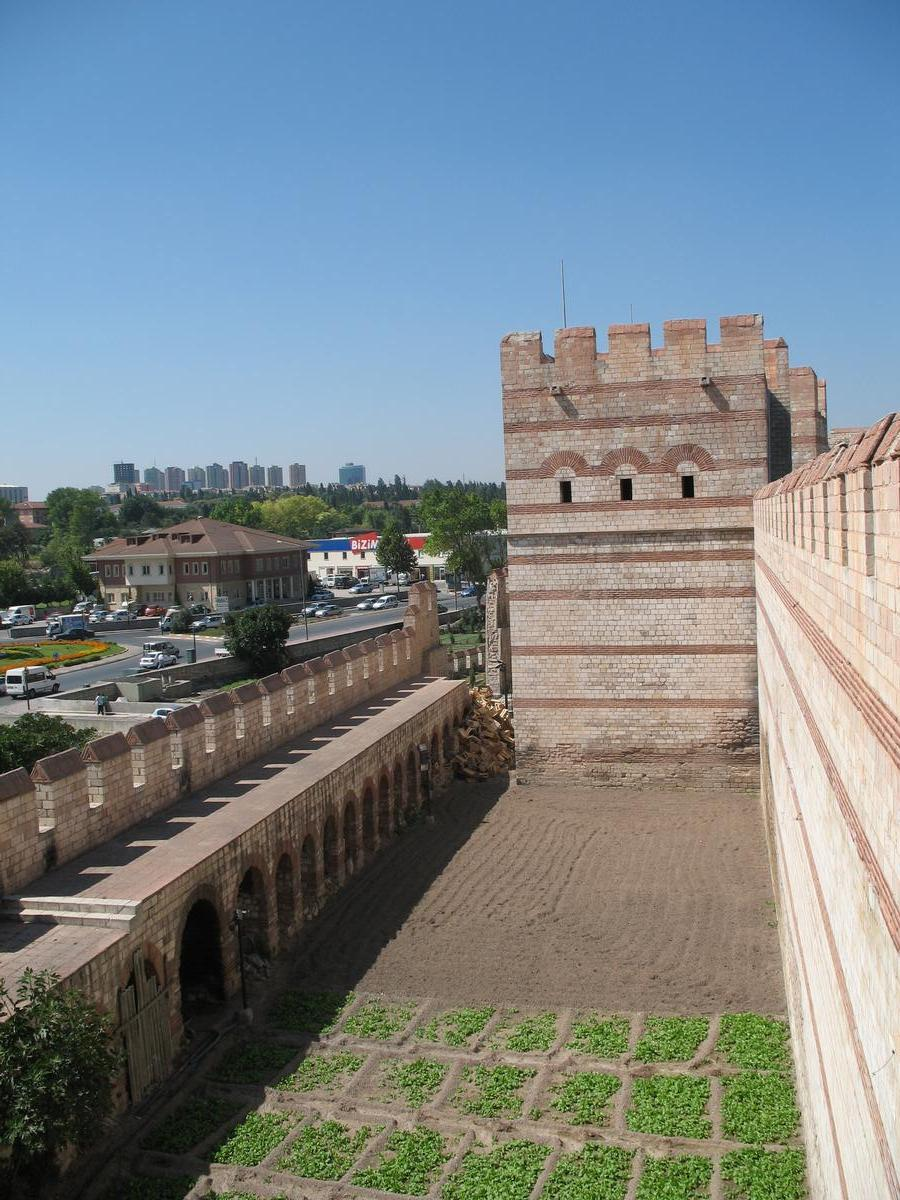
Foto rappresentante il peribolos, ossia lo spazio tra gli spalti esterni e interni.

### L'Università Imperiale di Costantinopoli
L'Università Imperiale di Costantinopoli, detta anche "Università degli studi della sala del palazzo di Magnaura", fu riconosciuta nell'Impero bizantino come università nell'848, anche se gli stati dell'Europa occidentale non la riconobbero inizialmente come università. Come la maggior parte delle università medievali, era stata un'istituzione accademica per molti anni, prima che fosse riconosciuta come università, la nascita della scuola di Costantinopoli fu sotto il regno di Teodosio II (408-450) il 27 febbraio 425.
L'università aveva le facoltà di medicina, di filosofia, di legge e di silvicoltura.